# Плей-офф Кубка Стэнли 2023
Плей-офф Кубка Стэнли 2023 стартовал 17 апреля 2023 года среди 16 команд лиги (по 8 от каждой конференции) и состоит из четырёх раундов. Первым клубом попавшим в розыгрыш Кубка Стэнли стал «Бостон Брюинз», который гарантировал себе участие в плей-офф 11 марта, более чем за месяц до завершения регулярного чемпионата. Прошлогодний новичок лиги «Сиэтл Кракен» впервые в своей истории пробился во вторую часть сезона. Последний участник плей-офф определился 12 апреля, которым стал клуб Восточной конференции «Нью-Йорк Айлендерс». «Питтсбург Пингвинз» впервые с сезона 2005/06 не смог пробиться в плей-офф и прервал свою 16-летнюю серию беспрерывного участия в постсезоне, что являлось рекордной действующей серией в НХЛ.
В финале Кубка Стэнли встретились «Вегас Голден Найтс» и «Флорида Пантерз». «Вегас» в пяти матчах обыграл «Флориду» и завоевал первый в своей истории Кубок Стэнли. Обладателем «Конн Смайт Трофи» стал нападающий «рыцарей» Жонатан Маршессо.

## Формат плей-офф
Всего в плей-офф участвуют 16 команд, по 8 от каждой конференции. Команды, занявшие первые три места в каждом из дивизионов, автоматически проходят в плей-офф. Оставшиеся четыре команды, по две из каждой конференции, добираются по очкам, получая уайлд-кард. В первом раунде победители дивизионов играют с обладателями уайлд-кард, а команды, занявшие в своих дивизионах вторые и третьи места, играют между собой. В первых двух раундах преимущество домашнего льда имеет команда, занявшая более высокое место в регулярном чемпионате. На стадии финалов конференций и финала Кубка Стэнли преимущество льда у команды, набравшей большее количество очков (или лучшей по дополнительным показателям при равенстве очков). Во втором раунде не проводится процедура перепосева команд. Каждая серия состоит максимум из семи игр и ведётся до четырёх побед, в формате Д-Д-Г-Г-Д-Г-Д.

## Посев команд в плей-офф

### Восточная конференция

#### Атлантический дивизион
1. Бостон Брюинз[8] — чемпион Атлантического дивизиона[9], победитель Восточной конференции, обладатель Президентского кубка[10] — 135 очков.
2. Торонто Мейпл Лифс[11] — 2-е место в Атлантическом дивизионе — 111 очков.
3. Тампа-Бэй Лайтнинг[12] — 3-е место в Атлантическом дивизионе — 98 очков.

#### Столичный дивизион
1. Каролина Харрикейнз[13] — чемпион Столичного дивизиона[14] — 113 очков.
2. Нью-Джерси Девилз[15] — 2-е местов Столичном дивизионе — 112 очков.
3. Нью-Йорк Рейнджерс[16] — 3-е место в Столичном дивизионе — 107 очков.

#### Уайлд-кард
1. Нью-Йорк Айлендерс[17] — 4-е место в Столичном дивизионе — 93 очка.
2. Флорида Пантерз[18] — 4-е место в Атлантическом дивизионе — 92 очка.

### Западная конференция

#### Центральный дивизион
1. Колорадо Эвеланш[19] — чемпион Центрального дивизиона[20] — 109 очков.
2. Даллас Старз[21] — 2-е место в Центральном дивизионе — 108 очков.
3. Миннесота Уайлд[22] — 3-е место в Центральном дивизионе — 103 очка.

#### Тихоокеанский дивизион
1. Вегас Голден Найтс[23] — чемпион Тихоокеанского дивизиона, победитель Западной конференции[24] — 111 очков.
2. Эдмонтон Ойлерз[25] — 2-е место в Тихоокеанском дивизионе — 109 очков.
3. Лос-Анджелес Кингз[26] — 3-е место в Тихоокеанском дивизионе — 104 очка.

#### Уайлд-кард
1. Сиэтл Кракен[3] — 4-е место в Тихоокеанском дивизионе — 100 очков.
2. Виннипег Джетс[27] — 4-е местов Центральном дивизионе — 95 очков.

## Сетка плей-офф
|  | Первый раунд          | Первый раунд | Первый раунд | Первый раунд | Первый раунд | Первый раунд | Первый раунд | Первый раунд | Первый раунд | Первый раунд |            |          | Второй раунд | Второй раунд | Второй раунд | Второй раунд | Второй раунд | Второй раунд | Второй раунд | Второй раунд | Второй раунд | Второй раунд |    |         | Финалы конференций | Финалы конференций | Финалы конференций | Финалы конференций | Финалы конференций | Финалы конференций | Финалы конференций | Финалы конференций | Финалы конференций | Финалы конференций |    |         | Финал Кубка Стэнли | Финал Кубка Стэнли | Финал Кубка Стэнли | Финал Кубка Стэнли | Финал Кубка Стэнли | Финал Кубка Стэнли | Финал Кубка Стэнли | Финал Кубка Стэнли | Финал Кубка Стэнли | Финал Кубка Стэнли |
|  |                       |              |              |              |              |              |              |              |              |              |            |          |              |              |              |              |              |              |              |              |              |              |    |         |                    |                    |                    |                    |                    |                    |                    |                    |                    |                    |    |         |                    |                    |                    |                    |                    |                    |                    |                    |                    |                    |
|  | А1                    | Бостон       | Бостон       | Бостон       | Бостон       | Бостон       | Бостон       | Бостон       | Бостон       | 3            |            |          |              |              |              |              |              |              |              |              |              |              |    |         |                    |                    |                    |                    |                    |                    |                    |                    |                    |                    |    |         |                    |                    |                    |                    |                    |                    |                    |                    |                    |                    |
|  | А1                    | Бостон       | Бостон       | Бостон       | Бостон       | Бостон       | Бостон       | Бостон       | Бостон       | 3            |            |          |              |              |              |              |              |              |              |              |              |              |    |         |                    |                    |                    |                    |                    |                    |                    |                    |                    |                    |    |         |                    |                    |                    |                    |                    |                    |                    |                    |                    |                    |
|  | УК                    | Флорида      | Флорида      | Флорида      | Флорида      | Флорида      | Флорида      | Флорида      | Флорида      | 4            |            |          |              |              |              |              |              |              |              |              |              |              |    |         |                    |                    |                    |                    |                    |                    |                    |                    |                    |                    |    |         |                    |                    |                    |                    |                    |                    |                    |                    |                    |                    |
|  | УК                    | Флорида      | Флорида      | Флорида      | Флорида      | Флорида      | Флорида      | Флорида      | Флорида      | 4            | УК         | Флорида  | Флорида      | Флорида      | Флорида      | Флорида      | Флорида      | Флорида      | Флорида      | 4            |              |              |    |         |                    |                    |                    |                    |                    |                    |                    |                    |                    |                    |    |         |                    |                    |                    |                    |                    |                    |                    |                    |                    |                    |
|  |                       |              |              |              |              |              |              |              |              |              | УК         | Флорида  | Флорида      | Флорида      | Флорида      | Флорида      | Флорида      | Флорида      | Флорида      | 4            |              |              |    |         |                    |                    |                    |                    |                    |                    |                    |                    |                    |                    |    |         |                    |                    |                    |                    |                    |                    |                    |                    |                    |                    |
|  |                       |              | А2           | Торонто      | Торонто      | Торонто      | Торонто      | Торонто      | Торонто      | Торонто      | Торонто    | 1        |              |              |              |              |              |              |              |              |              |              |    |         |                    |                    |                    |                    |                    |                    |                    |                    |                    |                    |    |         |                    |                    |                    |                    |                    |                    |                    |                    |                    |                    |
|  | А2                    | Торонто      | Торонто      | Торонто      | Торонто      | Торонто      | Торонто      | Торонто      | Торонто      | Торонто      | Торонто    | 1        | 4            |              |              |              |              |              |              |              |              |              |    |         |                    |                    |                    |                    |                    |                    |                    |                    |                    |                    |    |         |                    |                    |                    |                    |                    |                    |                    |                    |                    |                    |
|  | А2                    | Торонто      | Торонто      | Торонто      | Торонто      | Торонто      | Торонто      | Торонто      | Торонто      |              |            |          | 4            |              |              |              |              |              |              |              |              |              |    |         |                    |                    |                    |                    |                    |                    |                    |                    |                    |                    |    |         |                    |                    |                    |                    |                    |                    |                    |                    |                    |                    |
|  | А3                    | Тампа-Бэй    | Тампа-Бэй    | Тампа-Бэй    | Тампа-Бэй    | Тампа-Бэй    | Тампа-Бэй    | Тампа-Бэй    | Тампа-Бэй    | 2            |            |          |              |              |              |              |              |              |              |              |              |              |    |         |                    |                    |                    |                    |                    |                    |                    |                    |                    |                    |    |         |                    |                    |                    |                    |                    |                    |                    |                    |                    |                    |
|  | А3                    | Тампа-Бэй    | Тампа-Бэй    | Тампа-Бэй    | Тампа-Бэй    | Тампа-Бэй    | Тампа-Бэй    | Тампа-Бэй    | Тампа-Бэй    | 2            |            |          |              |              |              |              |              |              |              |              |              |              | УК | Флорида | Флорида            | Флорида            | Флорида            | Флорида            | Флорида            | Флорида            | Флорида            | 4                  |                    |                    |    |         |                    |                    |                    |                    |                    |                    |                    |                    |                    |                    |
|  | Восточная конференция |              |              |              |              |              |              |              |              |              |            |          |              |              |              |              |              |              |              |              |              |              | УК | Флорида | Флорида            | Флорида            | Флорида            | Флорида            | Флорида            | Флорида            | Флорида            | 4                  |                    |                    |    |         |                    |                    |                    |                    |                    |                    |                    |                    |                    |                    |
|  |                       |              | С1           | Каролина     | Каролина     | Каролина     | Каролина     | Каролина     | Каролина     | Каролина     | Каролина   | 0        |              |              |              |              |              |              |              |              |              |              |    |         |                    |                    |                    |                    |                    |                    |                    |                    |                    |                    |    |         |                    |                    |                    |                    |                    |                    |                    |                    |                    |                    |
|  | С1                    | Каролина     | Каролина     | Каролина     | Каролина     | Каролина     | Каролина     | Каролина     | Каролина     | Каролина     | Каролина   | 0        | 4            |              |              |              |              |              |              |              |              |              |    |         |                    |                    |                    |                    |                    |                    |                    |                    |                    |                    |    |         |                    |                    |                    |                    |                    |                    |                    |                    |                    |                    |
|  | С1                    | Каролина     | Каролина     | Каролина     | Каролина     | Каролина     | Каролина     | Каролина     | Каролина     |              |            |          | 4            |              |              |              |              |              |              |              |              |              |    |         |                    |                    |                    |                    |                    |                    |                    |                    |                    |                    |    |         |                    |                    |                    |                    |                    |                    |                    |                    |                    |                    |
|  | УК                    | Айлендерс    | Айлендерс    | Айлендерс    | Айлендерс    | Айлендерс    | Айлендерс    | Айлендерс    | Айлендерс    | 2            |            |          |              |              |              |              |              |              |              |              |              |              |    |         |                    |                    |                    |                    |                    |                    |                    |                    |                    |                    |    |         |                    |                    |                    |                    |                    |                    |                    |                    |                    |                    |
|  | УК                    | Айлендерс    | Айлендерс    | Айлендерс    | Айлендерс    | Айлендерс    | Айлендерс    | Айлендерс    | Айлендерс    | 2            | С1         | Каролина | Каролина     | Каролина     | Каролина     | Каролина     | Каролина     | Каролина     | Каролина     | 4            |              |              |    |         |                    |                    |                    |                    |                    |                    |                    |                    |                    |                    |    |         |                    |                    |                    |                    |                    |                    |                    |                    |                    |                    |
|  |                       |              |              |              |              |              |              |              |              |              | С1         | Каролина | Каролина     | Каролина     | Каролина     | Каролина     | Каролина     | Каролина     | Каролина     | 4            |              |              |    |         |                    |                    |                    |                    |                    |                    |                    |                    |                    |                    |    |         |                    |                    |                    |                    |                    |                    |                    |                    |                    |                    |
|  |                       |              | С2           | Нью-Джерси   | Нью-Джерси   | Нью-Джерси   | Нью-Джерси   | Нью-Джерси   | Нью-Джерси   | Нью-Джерси   | Нью-Джерси | 1        |              |              |              |              |              |              |              |              |              |              |    |         |                    |                    |                    |                    |                    |                    |                    |                    |                    |                    |    |         |                    |                    |                    |                    |                    |                    |                    |                    |                    |                    |
|  | С2                    | Нью-Джерси   | Нью-Джерси   | Нью-Джерси   | Нью-Джерси   | Нью-Джерси   | Нью-Джерси   | Нью-Джерси   | Нью-Джерси   | Нью-Джерси   | Нью-Джерси | 1        | 4            |              |              |              |              |              |              |              |              |              |    |         |                    |                    |                    |                    |                    |                    |                    |                    |                    |                    |    |         |                    |                    |                    |                    |                    |                    |                    |                    |                    |                    |
|  | С2                    | Нью-Джерси   | Нью-Джерси   | Нью-Джерси   | Нью-Джерси   | Нью-Джерси   | Нью-Джерси   | Нью-Джерси   | Нью-Джерси   |              |            |          | 4            |              |              |              |              |              |              |              |              |              |    |         |                    |                    |                    |                    |                    |                    |                    |                    |                    |                    |    |         |                    |                    |                    |                    |                    |                    |                    |                    |                    |                    |
|  | С3                    | Рейнджерс    | Рейнджерс    | Рейнджерс    | Рейнджерс    | Рейнджерс    | Рейнджерс    | Рейнджерс    | Рейнджерс    | 3            |            |          |              |              |              |              |              |              |              |              |              |              |    |         |                    |                    |                    |                    |                    |                    |                    |                    |                    |                    |    |         |                    |                    |                    |                    |                    |                    |                    |                    |                    |                    |
|  | С3                    | Рейнджерс    | Рейнджерс    | Рейнджерс    | Рейнджерс    | Рейнджерс    | Рейнджерс    | Рейнджерс    | Рейнджерс    | 3            |            |          |              |              |              |              |              |              |              |              |              |              |    |         |                    |                    |                    |                    |                    |                    |                    |                    |                    |                    | УК | Флорида | Флорида            | Флорида            | Флорида            | Флорида            | Флорида            | Флорида            | Флорида            | 1                  |                    |                    |
|  |                       |              |              |              |              |              |              |              |              |              |            |          |              |              |              |              |              |              |              |              |              |              |    |         |                    |                    |                    |                    |                    |                    |                    |                    |                    |                    | УК | Флорида | Флорида            | Флорида            | Флорида            | Флорида            | Флорида            | Флорида            | Флорида            | 1                  |                    |                    |
|  |                       |              | Т1           | Вегас        | Вегас        | Вегас        | Вегас        | Вегас        | Вегас        | Вегас        | Вегас      | 4        |              |              |              |              |              |              |              |              |              |              |    |         |                    |                    |                    |                    |                    |                    |                    |                    |                    |                    |    |         |                    |                    |                    |                    |                    |                    |                    |                    |                    |                    |
|  | Ц1                    | Колорадо     | Колорадо     | Колорадо     | Колорадо     | Колорадо     | Колорадо     | Колорадо     | Колорадо     | Вегас        | Вегас      | 4        | 3            |              |              |              |              |              |              |              |              |              |    |         |                    |                    |                    |                    |                    |                    |                    |                    |                    |                    |    |         |                    |                    |                    |                    |                    |                    |                    |                    |                    |                    |
|  | Ц1                    | Колорадо     | Колорадо     | Колорадо     | Колорадо     | Колорадо     | Колорадо     | Колорадо     | Колорадо     |              |            |          | 3            |              |              |              |              |              |              |              |              |              |    |         |                    |                    |                    |                    |                    |                    |                    |                    |                    |                    |    |         |                    |                    |                    |                    |                    |                    |                    |                    |                    |                    |
|  | УК                    | Сиэтл        | Сиэтл        | Сиэтл        | Сиэтл        | Сиэтл        | Сиэтл        | Сиэтл        | Сиэтл        | 4            |            |          |              |              |              |              |              |              |              |              |              |              |    |         |                    |                    |                    |                    |                    |                    |                    |                    |                    |                    |    |         |                    |                    |                    |                    |                    |                    |                    |                    |                    |                    |
|  | УК                    | Сиэтл        | Сиэтл        | Сиэтл        | Сиэтл        | Сиэтл        | Сиэтл        | Сиэтл        | Сиэтл        | 4            | УК         | Сиэтл    | Сиэтл        | Сиэтл        | Сиэтл        | Сиэтл        | Сиэтл        | Сиэтл        | Сиэтл        | 3            |              |              |    |         |                    |                    |                    |                    |                    |                    |                    |                    |                    |                    |    |         |                    |                    |                    |                    |                    |                    |                    |                    |                    |                    |
|  |                       |              |              |              |              |              |              |              |              |              | УК         | Сиэтл    | Сиэтл        | Сиэтл        | Сиэтл        | Сиэтл        | Сиэтл        | Сиэтл        | Сиэтл        | 3            |              |              |    |         |                    |                    |                    |                    |                    |                    |                    |                    |                    |                    |    |         |                    |                    |                    |                    |                    |                    |                    |                    |                    |                    |
|  |                       |              | Ц2           | Даллас       | Даллас       | Даллас       | Даллас       | Даллас       | Даллас       | Даллас       | Даллас     | 4        |              |              |              |              |              |              |              |              |              |              |    |         |                    |                    |                    |                    |                    |                    |                    |                    |                    |                    |    |         |                    |                    |                    |                    |                    |                    |                    |                    |                    |                    |
|  | Ц2                    | Даллас       | Даллас       | Даллас       | Даллас       | Даллас       | Даллас       | Даллас       | Даллас       | Даллас       | Даллас     | 4        | 4            |              |              |              |              |              |              |              |              |              |    |         |                    |                    |                    |                    |                    |                    |                    |                    |                    |                    |    |         |                    |                    |                    |                    |                    |                    |                    |                    |                    |                    |
|  | Ц2                    | Даллас       | Даллас       | Даллас       | Даллас       | Даллас       | Даллас       | Даллас       | Даллас       |              |            |          | 4            |              |              |              |              |              |              |              |              |              |    |         |                    |                    |                    |                    |                    |                    |                    |                    |                    |                    |    |         |                    |                    |                    |                    |                    |                    |                    |                    |                    |                    |
|  | Ц3                    | Миннесота    | Миннесота    | Миннесота    | Миннесота    | Миннесота    | Миннесота    | Миннесота    | Миннесота    | 2            |            |          |              |              |              |              |              |              |              |              |              |              |    |         |                    |                    |                    |                    |                    |                    |                    |                    |                    |                    |    |         |                    |                    |                    |                    |                    |                    |                    |                    |                    |                    |
|  | Ц3                    | Миннесота    | Миннесота    | Миннесота    | Миннесота    | Миннесота    | Миннесота    | Миннесота    | Миннесота    | 2            |            |          |              |              |              |              |              |              |              |              |              |              | Ц2 | Даллас  | Даллас             | Даллас             | Даллас             | Даллас             | Даллас             | Даллас             | Даллас             | 2                  |                    |                    |    |         |                    |                    |                    |                    |                    |                    |                    |                    |                    |                    |
|  | Западная конференция  |              |              |              |              |              |              |              |              |              |            |          |              |              |              |              |              |              |              |              |              |              | Ц2 | Даллас  | Даллас             | Даллас             | Даллас             | Даллас             | Даллас             | Даллас             | Даллас             | 2                  |                    |                    |    |         |                    |                    |                    |                    |                    |                    |                    |                    |                    |                    |
|  |                       |              | Т1           | Вегас        | Вегас        | Вегас        | Вегас        | Вегас        | Вегас        | Вегас        | Вегас      | 4        |              |              |              |              |              |              |              |              |              |              |    |         |                    |                    |                    |                    |                    |                    |                    |                    |                    |                    |    |         |                    |                    |                    |                    |                    |                    |                    |                    |                    |                    |
|  | Т1                    | Вегас        | Вегас        | Вегас        | Вегас        | Вегас        | Вегас        | Вегас        | Вегас        | Вегас        | Вегас      | 4        | 4            |              |              |              |              |              |              |              |              |              |    |         |                    |                    |                    |                    |                    |                    |                    |                    |                    |                    |    |         |                    |                    |                    |                    |                    |                    |                    |                    |                    |                    |
|  | Т1                    | Вегас        | Вегас        | Вегас        | Вегас        | Вегас        | Вегас        | Вегас        | Вегас        |              |            |          | 4            |              |              |              |              |              |              |              |              |              |    |         |                    |                    |                    |                    |                    |                    |                    |                    |                    |                    |    |         |                    |                    |                    |                    |                    |                    |                    |                    |                    |                    |
|  | УК                    | Виннипег     | Виннипег     | Виннипег     | Виннипег     | Виннипег     | Виннипег     | Виннипег     | Виннипег     | 1            |            |          |              |              |              |              |              |              |              |              |              |              |    |         |                    |                    |                    |                    |                    |                    |                    |                    |                    |                    |    |         |                    |                    |                    |                    |                    |                    |                    |                    |                    |                    |
|  | УК                    | Виннипег     | Виннипег     | Виннипег     | Виннипег     | Виннипег     | Виннипег     | Виннипег     | Виннипег     | 1            | Т1         | Вегас    | Вегас        | Вегас        | Вегас        | Вегас        | Вегас        | Вегас        | Вегас        | 4            |              |              |    |         |                    |                    |                    |                    |                    |                    |                    |                    |                    |                    |    |         |                    |                    |                    |                    |                    |                    |                    |                    |                    |                    |
|  |                       |              |              |              |              |              |              |              |              |              | Т1         | Вегас    | Вегас        | Вегас        | Вегас        | Вегас        | Вегас        | Вегас        | Вегас        | 4            |              |              |    |         |                    |                    |                    |                    |                    |                    |                    |                    |                    |                    |    |         |                    |                    |                    |                    |                    |                    |                    |                    |                    |                    |
|  |                       |              | Т2           | Эдмонтон     | Эдмонтон     | Эдмонтон     | Эдмонтон     | Эдмонтон     | Эдмонтон     | Эдмонтон     | Эдмонтон   | 2        |              |              |              |              |              |              |              |              |              |              |    |         |                    |                    |                    |                    |                    |                    |                    |                    |                    |                    |    |         |                    |                    |                    |                    |                    |                    |                    |                    |                    |                    |
|  | Т2                    | Эдмонтон     | Эдмонтон     | Эдмонтон     | Эдмонтон     | Эдмонтон     | Эдмонтон     | Эдмонтон     | Эдмонтон     | Эдмонтон     | Эдмонтон   | 2        | 4            |              |              |              |              |              |              |              |              |              |    |         |                    |                    |                    |                    |                    |                    |                    |                    |                    |                    |    |         |                    |                    |                    |                    |                    |                    |                    |                    |                    |                    |
|  | Т2                    | Эдмонтон     | Эдмонтон     | Эдмонтон     | Эдмонтон     | Эдмонтон     | Эдмонтон     | Эдмонтон     | Эдмонтон     |              |            |          | 4            |              |              |              |              |              |              |              |              |              |    |         |                    |                    |                    |                    |                    |                    |                    |                    |                    |                    |    |         |                    |                    |                    |                    |                    |                    |                    |                    |                    |                    |
|  | Т3                    | Лос-Анджелес | Лос-Анджелес | Лос-Анджелес | Лос-Анджелес | Лос-Анджелес | Лос-Анджелес | Лос-Анджелес | Лос-Анджелес | 2            |            |          |              |              |              |              |              |              |              |              |              |              |    |         |                    |                    |                    |                    |                    |                    |                    |                    |                    |                    |    |         |                    |                    |                    |                    |                    |                    |                    |                    |                    |                    |

## Первый раунд
Начало матчей указано по Североамериканскому восточному времени (UTC-4).

### Восточная конференция

#### «Бостон Брюинз» (А1) — «Флорида Пантерз» (УК)
Вторая встреча «Бостона» и «Флориды» в плей-офф. Предыдущая состоялась в четвертьфинале Восточной конференции 1996 года, где «Пантерз» обыграли «Брюинз» в пяти матчах. В регулярном чемпионате 2022/23, команды провели между собой четыре матча и каждая одержала по две победы.
«Флорида» обыграла обладателя Президентского кубка со счётом 4-3. После четырёх матчей «Бостон» вёл в серии со счётом 3-1, однако «Флорида» смогла сравнять счёт в серии и выиграть седьмой матч в овертайме. Самым результативным игроком серии стал нападающий «Пантерз» Мэттью Ткачук, который в семи матчах набрал 11 (5+6) очков.
| 17 апреля 19:30 | Бостон Брюинз | 3 : 1 (1:0, 2:1, 0:0) | Флорида Пантерз | ТД-гарден Зрителей: 17 850 |

| Отчёт | Отчёт                   | Отчёт                 | Отчёт       | Отчёт                                                                           |
| --- | ----------------------- | --------------------- | ----------- | ------------------------------------------------------------------------------- |
| |                         |                       |             |                                                                                 |
| | Линус Улльмарк          | Вратари               | Алекс Лайон | Судьи: Франсис Шаррон Джейк Бренк Линейные судьи: Тревис Гаврилец Джонни Мюррей |
| | Голы:                   |                       |             | Судьи: Франсис Шаррон Джейк Бренк Линейные судьи: Тревис Гаврилец Джонни Мюррей |
| Давид Пастрняк (бол.) — 05:58 (Т. Бертуцци, Д. Крейчи) Брэд Маршан — 23:41 (Ч. Макэвой, Д. Орлов) Джейк Дебраск — 37:32 (Т. Бертуцци, П. Заха) | 1 : 0 2 : 0 2 : 1 3 : 1 | 26:34 — Мэттью Ткачук |             | Судьи: Франсис Шаррон Джейк Бренк Линейные судьи: Тревис Гаврилец Джонни Мюррей |
| |                         |                       |             | Судьи: Франсис Шаррон Джейк Бренк Линейные судьи: Тревис Гаврилец Джонни Мюррей |
| |                         |                       |             | Судьи: Франсис Шаррон Джейк Бренк Линейные судьи: Тревис Гаврилец Джонни Мюррей |
| |                         |                       |             | Судьи: Франсис Шаррон Джейк Бренк Линейные судьи: Тревис Гаврилец Джонни Мюррей |
| 4 мин | Штраф                   | 4 мин                 |             | Судьи: Франсис Шаррон Джейк Бренк Линейные судьи: Тревис Гаврилец Джонни Мюррей |
| |                         |                       |             |                                                                                 |
| | 29                      | Броски                | 32          |                                                                                 |

| 19 апреля 19:30 | Бостон Брюинз | 3 : 6 (0:0, 2:2, 1:4) | Флорида Пантерз | ТД-гарден Зрителей: 17 850 |

| Отчёт | Отчёт                                             | Отчёт | Отчёт       | Отчёт                                                                         |
| --- | ------------------------------------------------- | --- | ----------- | ----------------------------------------------------------------------------- |
| |                                                   | |             |                                                                               |
| | Линус Улльмарк                                    | Вратари | Алекс Лайон | Судьи: Горд Дуайер Джон Макайзек Линейные судьи: Брэд Ковачик Кайл Флемингтон |
| | Голы:                                             | |             | Судьи: Горд Дуайер Джон Макайзек Линейные судьи: Брэд Ковачик Кайл Флемингтон |
| Брэд Маршан (мен.) — 32:13 (Т. Носек) Тайлер Бертуцци (бол.) — 37:01 (П. Заха, Д. Орлов) Тэйлор Холл — 58:50 (Н. Фолиньо, Д. Форбот) | 0 : 1 : 1 1 : 2 : 2 2 : 3 2 : 4 2 : 5 2 : 6 3 : 6 | 21:42 — Сэм Беннетт (М. Ткачук) 33:18 — Эрик Стаал (Н. Казинс) 40:22 — Брэндон Монтур (С. Райнхарт, А. Барков) 47:00 — Картер Верхеги (М. Ткачук) 52:30 — Брэндон Монтур (Н. Казинс, К. Уайт) 57:35 — Ээту Луостаринен (п.в.) (Г. Форслинг) |             | Судьи: Горд Дуайер Джон Макайзек Линейные судьи: Брэд Ковачик Кайл Флемингтон |
| |                                                   | |             | Судьи: Горд Дуайер Джон Макайзек Линейные судьи: Брэд Ковачик Кайл Флемингтон |
| |                                                   | |             | Судьи: Горд Дуайер Джон Макайзек Линейные судьи: Брэд Ковачик Кайл Флемингтон |
| |                                                   | |             | Судьи: Горд Дуайер Джон Макайзек Линейные судьи: Брэд Ковачик Кайл Флемингтон |
| 60 мин | Штраф                                             | 32 мин |             | Судьи: Горд Дуайер Джон Макайзек Линейные судьи: Брэд Ковачик Кайл Флемингтон |
| |                                                   | |             |                                                                               |
| | 37                                                | Броски | 30          |                                                                               |

| 21 апреля 19:30 | Флорида Пантерз | 2 : 4 (0:1, 0:1, 2:2) | Бостон Брюинз | FLA Live-арена Зрителей: 19 910 |

| Отчёт                                                                                                  | Отчёт                                                     | Отчёт | Отчёт          | Отчёт                                                                       |
| --- | --------------------------------------------------------- | --- | -------------- | --------------------------------------------------------------------------- |
| |                                                           | |                |                                                                             |
| | Алекс Лайон — 00:00-48:32 Сергей Бобровский — 48:32-60:00 | Вратари | Линус Улльмарк | Судьи: Крис Руни Грэм Скиллитер Линейные судьи: Мэтт Макферсон Джесси Марки |
| | Голы:                                                     | |                | Судьи: Крис Руни Грэм Скиллитер Линейные судьи: Мэтт Макферсон Джесси Марки |
| Густав Форслинг (мен.) — 54:41 (Э. Луостаринен, Э. Стаал) Сэм Райнхарт — 55:59 (С. Беннетт, А. Барков) | 0 : 1 0 : 2 0 : 3 0 : 4 1 : 4 2 : 4                       | 02:26 — Тэйлор Холл (Д. Орлов) 26:00 — Чарли Койл (Б. Маршан, Дж. Дебраск) 48:32 — Давид Пастрняк (Д. Орлов, Т. Бертуцци) 51:45 — Ник Фолиньо (Т. Холл, Дж. Дебраск) |                | Судьи: Крис Руни Грэм Скиллитер Линейные судьи: Мэтт Макферсон Джесси Марки |
| |                                                           | |                | Судьи: Крис Руни Грэм Скиллитер Линейные судьи: Мэтт Макферсон Джесси Марки |
| |                                                           | |                | Судьи: Крис Руни Грэм Скиллитер Линейные судьи: Мэтт Макферсон Джесси Марки |
| |                                                           | |                | Судьи: Крис Руни Грэм Скиллитер Линейные судьи: Мэтт Макферсон Джесси Марки |
| 18 мин                                                                                                 | Штраф                                                     | 14 мин |                | Судьи: Крис Руни Грэм Скиллитер Линейные судьи: Мэтт Макферсон Джесси Марки |
| |                                                           | |                |                                                                             |
| | 31                                                        | Броски | 35             |                                                                             |

| 23 апреля 15:30 | Флорида Пантерз | 2 : 6 (0:1, 1:1, 1:4) | Бостон Брюинз | FLA Live-арена Зрителей: 19 771 |

| Отчёт                                                                                           | Отчёт                                           | Отчёт | Отчёт                                                      | Отчёт                                                                         |
| ----------------------------------------------------------------------------------------------- | ----------------------------------------------- | --- | ---------------------------------------------------------- | ----------------------------------------------------------------------------- |
|                                                                                                 |                                                 | |                                                            |                                                                               |
|                                                                                                 | Сергей Бобровский                               | Вратари | 00:00-56:49 — Линус Улльмарк 56:49-60:00 — Джереми Свэйман | Судьи: Ти Джей Лаксмор Дэн О’Рурк Линейные судьи: Мэтт Макферсон Джесси Марки |
|                                                                                                 | Голы:                                           | |                                                            | Судьи: Ти Джей Лаксмор Дэн О’Рурк Линейные судьи: Мэтт Макферсон Джесси Марки |
| Мэттью Ткачук — 36:00 (К. Верхеги, Б. Монтур) Сэм Беннетт (бол.) — 46:11 (Б. Монтур, М. Ткачук) | 0 : 1 0 : 2 1 : 2 1 : 3 2 : 3 2 : 4 2 : 5 2 : 6 | 09:45 — Брэд Маршан (бол.) (П. Заха, Т. Бертуцци) 21:52 — Джейк Дебраск (бол.) (Д. Орлов, Т. Холл) 42:26 — Тайлер Бертуцци (Б. Карло, Н. Фолиньо) 48:05 — Джейк Дебраск (П. Заха, Т. Холл) 56:24 — Тэйлор Холл (Т. Носек, Л. Улльмарк) 59:31 — Тэйлор Холл (п.в.) (Я. Лауко, Г. Хэтэуэй) |                                                            | Судьи: Ти Джей Лаксмор Дэн О’Рурк Линейные судьи: Мэтт Макферсон Джесси Марки |
|                                                                                                 |                                                 | |                                                            | Судьи: Ти Джей Лаксмор Дэн О’Рурк Линейные судьи: Мэтт Макферсон Джесси Марки |
|                                                                                                 |                                                 | |                                                            | Судьи: Ти Джей Лаксмор Дэн О’Рурк Линейные судьи: Мэтт Макферсон Джесси Марки |
|                                                                                                 |                                                 | |                                                            | Судьи: Ти Джей Лаксмор Дэн О’Рурк Линейные судьи: Мэтт Макферсон Джесси Марки |
| 35 мин                                                                                          | Штраф                                           | 35 мин |                                                            | Судьи: Ти Джей Лаксмор Дэн О’Рурк Линейные судьи: Мэтт Макферсон Джесси Марки |
|                                                                                                 |                                                 | |                                                            |                                                                               |
|                                                                                                 | 44                                              | Броски | 31                                                         |                                                                               |

| 26 апреля 19:00 | Бостон Брюинз | 3 : 4 (ОТ) (0:1, 1:1, 2:1, 0:1) | Флорида Пантерз | ТД-гарден Зрителей: 17 850 |

| Отчёт | Отчёт                               | Отчёт | Отчёт             | Отчёт                                                                        |
| --- | ----------------------------------- | --- | ----------------- | ---------------------------------------------------------------------------- |
| |                                     | |                   |                                                                              |
| | Линус Улльмарк                      | Вратари | Сергей Бобровский | Судьи: Фредерик Л’Экюйе Уэс Макколи Линейные судьи: Брайан Пансич Эндрю Смит |
| | Голы:                               | |                   | Судьи: Фредерик Л’Экюйе Уэс Макколи Линейные судьи: Брайан Пансич Эндрю Смит |
| Брэд Маршан (бол.) — 22:27 (Ч. Макэвой) Патрис Бержерон (бол.) — 44:33 (Б. Маршан, Ч. Макэвой) Тэйлор Холл — 49:16 (Б. Карло, Ч. Койл) | 0 : 1 : 1 1 : 2 : 2 2 : 3 : 3 3 : 4 | 08:26 — Энтони Дюклер (К. Верхеги) 38:52 — Сэм Беннетт (К. Верхеги, Н. Казинс) 45:14 — Сэм Райнхарт (бол.) (М. Ткачук, А. Барков) 66:05 — Мэттью Ткачук (К. Верхеги) |                   | Судьи: Фредерик Л’Экюйе Уэс Макколи Линейные судьи: Брайан Пансич Эндрю Смит |
| |                                     | |                   | Судьи: Фредерик Л’Экюйе Уэс Макколи Линейные судьи: Брайан Пансич Эндрю Смит |
| |                                     | |                   | Судьи: Фредерик Л’Экюйе Уэс Макколи Линейные судьи: Брайан Пансич Эндрю Смит |
| |                                     | |                   | Судьи: Фредерик Л’Экюйе Уэс Макколи Линейные судьи: Брайан Пансич Эндрю Смит |
| 4 мин | Штраф                               | 10 мин |                   | Судьи: Фредерик Л’Экюйе Уэс Макколи Линейные судьи: Брайан Пансич Эндрю Смит |
| |                                     | |                   |                                                                              |
| | 47                                  | Броски | 25                |                                                                              |

| 28 апреля 19:30 | Флорида Пантерз | 7 : 5 (2:1, 1:1, 4:3) | Бостон Брюинз | FLA Live-арена Зрителей: 18 911 |

| Отчёт | Отчёт                                                             | Отчёт | Отчёт          | Отчёт                                                                           |
| --- | ----------------------------------------------------------------- | --- | -------------- | ------------------------------------------------------------------------------- |
| |                                                                   | |                |                                                                                 |
| | Сергей Бобровский                                                 | Вратари | Линус Улльмарк | Судьи: Эрик Фурлатт Тревор Хэнсон Линейные судьи: Джонни Мюррей Тревис Гаврилец |
| | Голы:                                                             | |                | Судьи: Эрик Фурлатт Тревор Хэнсон Линейные судьи: Джонни Мюррей Тревис Гаврилец |
| Брэндон Монтур (бол.) — 02:01 (М. Ткачук, А. Барков) Мэттью Ткачук — 13:52 (Н. Казинс) Александр Барков — 29:22 (Э. Дюклер, К. Верхеги) Зак Далпи — 47:21 (Э. Луостаринен, А. Лунделль) Мэттью Ткачук (бол.) — 50:49 (А. Лунделль, Г. Форслинг) Ээту Луостаринен — 54:22 (Б. Монтур) Сэм Райнхарт (п.в.) — 59:32 (Р. Гудас) | 1 : 0 1 : 1 2 : 1 2 : 2 3 : 2 3 : 3 : 4 : 4 4 : 5 : 5 6 : 5 7 : 5 | 06:09 — Тайлер Бертуцци (бол.) (Б. Маршан, Ч. Макэвой) 25:42 — Давид Пастрняк (бол.) (Б. Маршан, Ч. Макэвой) 41:31 — Тайлер Бертуцци (Б. Карло, Б. Маршан) 43:53 — Давид Пастрняк (бол.) (Т. Бертуцци, Б. Маршан) 50:22 — Джейк Дебраск (мен.) (П. Заха, Д. Орлов) |                | Судьи: Эрик Фурлатт Тревор Хэнсон Линейные судьи: Джонни Мюррей Тревис Гаврилец |
| |                                                                   | |                | Судьи: Эрик Фурлатт Тревор Хэнсон Линейные судьи: Джонни Мюррей Тревис Гаврилец |
| |                                                                   | |                | Судьи: Эрик Фурлатт Тревор Хэнсон Линейные судьи: Джонни Мюррей Тревис Гаврилец |
| |                                                                   | |                | Судьи: Эрик Фурлатт Тревор Хэнсон Линейные судьи: Джонни Мюррей Тревис Гаврилец |
| 12 мин | Штраф                                                             | 14 мин |                | Судьи: Эрик Фурлатт Тревор Хэнсон Линейные судьи: Джонни Мюррей Тревис Гаврилец |
| |                                                                   | |                |                                                                                 |
| | 33                                                                | Броски | 34             |                                                                                 |

| 30 апреля 18:30 | Бостон Брюинз | 3 : 4 (ОТ) (0:1, 1:1, 2:1, 0:1) | Флорида Пантерз | ТД-гарден Зрителей: 17 850 |

| Отчёт | Отчёт                                   | Отчёт | Отчёт             | Отчёт                                                                  |
| --- | --------------------------------------- | --- | ----------------- | ---------------------------------------------------------------------- |
| |                                         | |                   |                                                                        |
| | Джереми Свэйман                         | Вратари | Сергей Бобровский | Судьи: Стив Козари Крис Ли Линейные судьи: Давид Брисбуа Джонни Мюррей |
| | Голы:                                   | |                   | Судьи: Стив Козари Крис Ли Линейные судьи: Давид Брисбуа Джонни Мюррей |
| Давид Крейчи (бол.) — 27:52 (Д. Орлов, П. Заха) Тайлер Бертуцци (бол.) — 40:55 (Д. Орлов, Д. Крейчи) Давид Пастрняк — 44:11 (Б. Карло, Д. Крейчи) | 0 : 1 0 : 2 1 : 2 2 : 2 3 : 2 3 : 3 : 4 | 12:23 — Брэндон Монтур (бол.) (А. Лунделль, С. Бобровский) 21:14 — Сэм Райнхарт (Э. Луостаринен, А. Лунделль) 59:00 — Брэндон Монтур (А. Барков, К. Верхеги) 68:35 — Картер Верхеги (С. Беннетт, М. Ткачук) |                   | Судьи: Стив Козари Крис Ли Линейные судьи: Давид Брисбуа Джонни Мюррей |
| |                                         | |                   | Судьи: Стив Козари Крис Ли Линейные судьи: Давид Брисбуа Джонни Мюррей |
| |                                         | |                   | Судьи: Стив Козари Крис Ли Линейные судьи: Давид Брисбуа Джонни Мюррей |
| |                                         | |                   | Судьи: Стив Козари Крис Ли Линейные судьи: Давид Брисбуа Джонни Мюррей |
| 8 мин | Штраф                                   | 10 мин |                   | Судьи: Стив Козари Крис Ли Линейные судьи: Давид Брисбуа Джонни Мюррей |
| |                                         | |                   |                                                                        |
| | 36                                      | Броски | 31                |                                                                        |

#### «Торонто Мейпл Лифс» (А2) — «Тампа-Бэй Лайтнинг» (А3)
Вторая встреча этих двух команд в плей-офф. Первая состоялась в прошлом году, в которой сильнее оказалась «Тампа» в семи матчах. В регулярном чемпионате 2022/23, «Мейпл Лифс» выиграли у «Лайтнинг» два матча из трёх.
«Торонто» побеждает в серии со счётом 4-2 и впервые с 2004 года проходит во второй раунд. Самым результативным игроком серии стал форвард «Мейпл Лифс» Митч Марнер, который в шести матчах набрал 11 (2+9) очков.
| 18 апреля 19:30 | Торонто Мейпл Лифс | 3 : 7 (0:3, 2:3, 1:1) | Тампа-Бэй Лайтнинг | Скоушабэнк-арена Зрителей: 19 013 |

| Отчёт | Отчёт                                                       | Отчёт | Отчёт              | Отчёт                                                                           |
| --- | ----------------------------------------------------------- | --- | ------------------ | ------------------------------------------------------------------------------- |
| |                                                             | |                    |                                                                                 |
| | Илья Самсонов — 00:00-40:00 Джозеф Уолл — 40:00-60:00       | Вратари | Андрей Василевский | Судьи: Уэс Макколи Фредерик Л’Экюйе Линейные судьи: Мэтт Макферсон Джесси Марки |
| | Голы:                                                       | |                    | Судьи: Уэс Макколи Фредерик Л’Экюйе Линейные судьи: Мэтт Макферсон Джесси Марки |
| Райан О’Райли (бол.) — 28:06 (Дж. Таварес, М. Марнер) Вильям Нюландер (бол.) — 33:11 (О. Мэттьюс, М. Марнер) Калле Йернкрук — 48:06 (М. Марнер, О. Мэттьюс) | 0 : 1 0 : 2 0 : 3 1 : 3 2 : 3 2 : 4 2 : 5 2 : 6 2 : 7 3 : 7 | 01:18 — Пьер-Эдуар Белльмар (К. Перри) 07:18 — Энтони Сирелли (Б. Хэйгел) 19:56 — Никита Кучеров (бол.) (М. Сергачёв, А. Киллорн) 34:29 — Брэйден Пойнт (бол.) (Н. Кучеров, Э. Сирелли) 37:54 — Кори Перри (бол.) (Р. Колтон) 39:58 — Брэйден Пойнт (бол.) (К. Перри, Н. Кучеров) 46:59 — Росс Колтон (Н. Пербикс, И. Коул) |                    | Судьи: Уэс Макколи Фредерик Л’Экюйе Линейные судьи: Мэтт Макферсон Джесси Марки |
| |                                                             | |                    | Судьи: Уэс Макколи Фредерик Л’Экюйе Линейные судьи: Мэтт Макферсон Джесси Марки |
| |                                                             | |                    | Судьи: Уэс Макколи Фредерик Л’Экюйе Линейные судьи: Мэтт Макферсон Джесси Марки |
| |                                                             | |                    | Судьи: Уэс Макколи Фредерик Л’Экюйе Линейные судьи: Мэтт Макферсон Джесси Марки |
| 15 мин | Штраф                                                       | 8 мин |                    | Судьи: Уэс Макколи Фредерик Л’Экюйе Линейные судьи: Мэтт Макферсон Джесси Марки |
| |                                                             | |                    |                                                                                 |
| | 31                                                          | Броски | 34                 |                                                                                 |

| 20 апреля 19:00 | Торонто Мейпл Лифс | 7 : 2 (3:0, 3:1, 1:1) | Тампа-Бэй Лайтнинг | Скоушабэнк-арена Зрителей: 19 128 |

| Отчёт | Отчёт                                                 | Отчёт                                                                                 | Отчёт              | Отчёт                                                                        |
| --- | ----------------------------------------------------- | ------------------------------------------------------------------------------------- | ------------------ | ---------------------------------------------------------------------------- |
| |                                                       |                                                                                       |                    |                                                                              |
| | Илья Самсонов                                         | Вратари                                                                               | Андрей Василевский | Судьи: Эрик Фурлатт Тревор Хэнсон Линейные судьи: Кил Марчисон Либор Суханек |
| | Голы:                                                 |                                                                                       |                    | Судьи: Эрик Фурлатт Тревор Хэнсон Линейные судьи: Кил Марчисон Либор Суханек |
| Митч Марнер (бол.) — 00:47 (М. Райлли, О. Мэттьюс) Джон Таварес — 12:45 (М. Райлли) Вильям Нюландер — 15:08 (М. Райлли, О. Мэттьюс) Джон Таварес — 33:14 (М. Райлли, В. Нюландер) Зак Астон-Риз — 35:52 (Д. Кампф, С. Лафферти) Митч Марнер — 38:02 (Ти Джей Броди) Джон Таварес (бол.) — 55:06 (М. Марнер, Р. О’Райли) | 1 : 0 2 : 0 3 : 0 3 : 1 4 : 1 5 : 1 6 : 1 6 : 2 7 : 2 | 28:58 — Иэн Коул (С. Стэмкос, Б. Пойнт) 52:38 — Кори Перри (П.-Э. Белльмар, П. Марун) |                    | Судьи: Эрик Фурлатт Тревор Хэнсон Линейные судьи: Кил Марчисон Либор Суханек |
| |                                                       |                                                                                       |                    | Судьи: Эрик Фурлатт Тревор Хэнсон Линейные судьи: Кил Марчисон Либор Суханек |
| |                                                       |                                                                                       |                    | Судьи: Эрик Фурлатт Тревор Хэнсон Линейные судьи: Кил Марчисон Либор Суханек |
| |                                                       |                                                                                       |                    | Судьи: Эрик Фурлатт Тревор Хэнсон Линейные судьи: Кил Марчисон Либор Суханек |
| 23 мин | Штраф                                                 | 49 мин                                                                                |                    | Судьи: Эрик Фурлатт Тревор Хэнсон Линейные судьи: Кил Марчисон Либор Суханек |
| |                                                       |                                                                                       |                    |                                                                              |
| | 37                                                    | Броски                                                                                | 22                 |                                                                              |

| 22 апреля 19:00 | Тампа-Бэй Лайтнинг | 3 : 4 (ОТ) (2:2, 1:0, 0:1, 0:1) | Торонто Мейпл Лифс | Амали-арена Зрителей: 19 092 |

| Отчёт | Отчёт                               | Отчёт | Отчёт         | Отчёт                                                                          |
| --- | ----------------------------------- | --- | ------------- | ------------------------------------------------------------------------------ |
| |                                     | |               |                                                                                |
| | Андрей Василевский                  | Вратари | Илья Самсонов | Судьи: Франсис Шаррон Джейк Бренк Линейные судьи: Брэндон Гаврилец Скотт Черри |
| | Голы:                               | |               | Судьи: Франсис Шаррон Джейк Бренк Линейные судьи: Брэндон Гаврилец Скотт Черри |
| Энтони Сирелли — 04:50 (А. Киллорн, Б. Хэйгел) Брэндон Хэйгел — 19:28 (К. Перри, Р. Колтон) Даррен Рэддиш — 33:34 (Н. Кучеров, С. Стэмкос) | 0 : 1 : 1 1 : 2 : 2 3 : 2 3 : 3 : 4 | 03:24 — Ноэль Аччари (М. Найс, Р. О’Райли) 11:10 — Остон Мэттьюс (М. Марнер, К. Йернкрук) 59:00 — Райан О’Райли (В. Нюландер, М. Марнер) 79:15 — Морган Райлли (Р. О’Райли) |               | Судьи: Франсис Шаррон Джейк Бренк Линейные судьи: Брэндон Гаврилец Скотт Черри |
| |                                     | |               | Судьи: Франсис Шаррон Джейк Бренк Линейные судьи: Брэндон Гаврилец Скотт Черри |
| |                                     | |               | Судьи: Франсис Шаррон Джейк Бренк Линейные судьи: Брэндон Гаврилец Скотт Черри |
| |                                     | |               | Судьи: Франсис Шаррон Джейк Бренк Линейные судьи: Брэндон Гаврилец Скотт Черри |
| 18 мин | Штраф                               | 18 мин |               | Судьи: Франсис Шаррон Джейк Бренк Линейные судьи: Брэндон Гаврилец Скотт Черри |
| |                                     | |               |                                                                                |
| | 39                                  | Броски | 29            |                                                                                |

| 24 апреля 19:30 | Тампа-Бэй Лайтнинг | 4 : 5 (ОТ) (2:0, 2:1, 0:3, 0:1) | Торонто Мейпл Лифс | Амали-арена Зрителей: 19 092 |

| Отчёт | Отчёт                                               | Отчёт | Отчёт         | Отчёт                                                                        |
| --- | --------------------------------------------------- | --- | ------------- | ---------------------------------------------------------------------------- |
| |                                                     | |               |                                                                              |
| | Андрей Василевский                                  | Вратари | Илья Самсонов | Судьи: Крис Руни Грэм Скиллитер Линейные судьи: Скотт Черри Брэндон Гаврилец |
| | Голы:                                               | |               | Судьи: Крис Руни Грэм Скиллитер Линейные судьи: Скотт Черри Брэндон Гаврилец |
| Алекс Киллон (бол.) — 09:57 (Н. Кучеров, В. Хедман) Михаил Сергачёв — 18:27 (Н. Кучеров, Б. Пойнт) Стивен Стэмкос — 31:31 (В. Хедман, Н. Пербикс) Алекс Киллорн — 38:49 (Б. Хэйгел, М. Сергачёв) | 1 : 0 2 : 0 2 : 1 3 : 1 4 : 1 4 : 2 4 : 3 4 : 4 : 5 | 24:51 — Ноэль Аччари (Дж. Холл, Р. О’Райли) 49:44 — Остон Мэттьюс (М. Марнер, В. Нюландер) 52:29 — Остон Мэттьюс (бол.) (В. Нюландер, М. Джиордано) 56:04 — Морган Райлли (М. Марнер, Р. О’Райли) 64:14 — Александр Керфут (бол.) (М. Джиордано, В. Нюландер) |               | Судьи: Крис Руни Грэм Скиллитер Линейные судьи: Скотт Черри Брэндон Гаврилец |
| |                                                     | |               | Судьи: Крис Руни Грэм Скиллитер Линейные судьи: Скотт Черри Брэндон Гаврилец |
| |                                                     | |               | Судьи: Крис Руни Грэм Скиллитер Линейные судьи: Скотт Черри Брэндон Гаврилец |
| |                                                     | |               | Судьи: Крис Руни Грэм Скиллитер Линейные судьи: Скотт Черри Брэндон Гаврилец |
| 10 мин | Штраф                                               | 8 мин |               | Судьи: Крис Руни Грэм Скиллитер Линейные судьи: Скотт Черри Брэндон Гаврилец |
| |                                                     | |               |                                                                              |
| | 31                                                  | Броски | 37            |                                                                              |

| 27 апреля 19:00 | Торонто Мейпл Лифс | 2 : 4 (1:1, 0:1, 1:2) | Тампа-Бэй Лайтнинг | Скоушабэнк-арена Зрителей: 19 663 |

| Отчёт                                                                                       | Отчёт                             | Отчёт | Отчёт              | Отчёт                                                               |
| ------------------------------------------------------------------------------------------- | --------------------------------- | --- | ------------------ | ------------------------------------------------------------------- |
|                                                                                             |                                   | |                    |                                                                     |
|                                                                                             | Илья Самсонов                     | Вратари | Андрей Василевский | Судьи: Кайл Реман Жан Эбер Линейные судьи: Мишель Кормье Девин Берг |
|                                                                                             | Голы:                             | |                    | Судьи: Кайл Реман Жан Эбер Линейные судьи: Мишель Кормье Девин Берг |
| Морган Райлли — 05:46 (М. Найс, Дж. Таварес) Остон Мэттьюс — 56:26 (Дж. Таварес, М. Марнер) | 1 : 0 1 : 1 : 2 1 : 3 2 : 3 2 : 4 | 06:12 — Энтони Сирелли (Б. Хэйгел, Н. Пербикс) 24:23 — Майкл Эйссимонт (З. Богосян, И. Коул) 51:53 — Ник Пол (Р. Колтон, М. Эйссимонт) 59:55 — Алекс Киллорн (п.в.) (В. Хедман, Э. Сирелли) |                    | Судьи: Кайл Реман Жан Эбер Линейные судьи: Мишель Кормье Девин Берг |
|                                                                                             |                                   | |                    | Судьи: Кайл Реман Жан Эбер Линейные судьи: Мишель Кормье Девин Берг |
|                                                                                             |                                   | |                    | Судьи: Кайл Реман Жан Эбер Линейные судьи: Мишель Кормье Девин Берг |
|                                                                                             |                                   | |                    | Судьи: Кайл Реман Жан Эбер Линейные судьи: Мишель Кормье Девин Берг |
| 4 мин                                                                                       | Штраф                             | 4 мин |                    | Судьи: Кайл Реман Жан Эбер Линейные судьи: Мишель Кормье Девин Берг |
|                                                                                             |                                   | |                    |                                                                     |
|                                                                                             | 30                                | Броски | 38                 |                                                                     |

| 29 апреля 19:00 | Тампа-Бэй Лайтнинг | 1 : 2 (ОТ) (0:0, 0:1, 1:0, 0:1) | Торонто Мейпл Лифс | Амали-арена Зрителей: 19 092 |

| Отчёт                                          | Отчёт              | Отчёт                                                                           | Отчёт         | Отчёт                                                                      |
| ---------------------------------------------- | ------------------ | ------------------------------------------------------------------------------- | ------------- | -------------------------------------------------------------------------- |
|                                                |                    |                                                                                 |               |                                                                            |
|                                                | Андрей Василевский | Вратари                                                                         | Илья Самсонов | Судьи: Ти Джей Лаксмор Дэн О’Рурк Линейные судьи: Брайан Пансич Эндрю Смит |
|                                                | Голы:              |                                                                                 |               | Судьи: Ти Джей Лаксмор Дэн О’Рурк Линейные судьи: Брайан Пансич Эндрю Смит |
| Стивен Стэмкос — 44:11 (Д. Рэддиш, Э. Сирелли) | 0 : 1 : 1 1 : 2    | 33:47 — Остон Мэттьюс (Ти Джей Броди) 64:36 — Джон Таварес (М. Найс, М. Райлли) |               | Судьи: Ти Джей Лаксмор Дэн О’Рурк Линейные судьи: Брайан Пансич Эндрю Смит |
|                                                |                    |                                                                                 |               | Судьи: Ти Джей Лаксмор Дэн О’Рурк Линейные судьи: Брайан Пансич Эндрю Смит |
|                                                |                    |                                                                                 |               | Судьи: Ти Джей Лаксмор Дэн О’Рурк Линейные судьи: Брайан Пансич Эндрю Смит |
|                                                |                    |                                                                                 |               | Судьи: Ти Джей Лаксмор Дэн О’Рурк Линейные судьи: Брайан Пансич Эндрю Смит |
| 4 мин                                          | Штраф              | 4 мин                                                                           |               | Судьи: Ти Джей Лаксмор Дэн О’Рурк Линейные судьи: Брайан Пансич Эндрю Смит |
|                                                |                    |                                                                                 |               |                                                                            |
|                                                | 32                 | Броски                                                                          | 22            |                                                                            |

#### «Каролина Харрикейнз» (С1) — «Нью-Йорк Айлендерс» (УК)
Во второй раз эти две команды встречаются в плей-офф. Впервые команды играли друг против друга во втором раунде плей-офф 2019, где «Харрикейнз» обыграли «Айлендерс» в серии со счётом 4-0. Также «Каролина» выиграла у «Нью-Йорк Айлендерс» три матча регулярного чемпионата 2022/23 из четырёх.
«Каролина» выиграла серию со счётом 4-2. В 3-м матче серии «Нью-Йорк Айлендерс» установил рекорд лиги в плей-офф, забросив 4 шайбы за 2 минуты 18 секунд. Самым результативным игроком серии стал финский нападающий «Харрикейнз» Себастьян Ахо, который в шести матчах набрал 7 (4+3) очков.
| 17 апреля 19:00 | Каролина Харрикейнз | 2 : 1 (1:0, 1:1, 0:0) | Нью-Йорк Айлендерс | Пи-эн-си-арена Зрителей: 18 680 |

| Отчёт                                                                                               | Отчёт             | Отчёт               | Отчёт        | Отчёт                                                                        |
| --------------------------------------------------------------------------------------------------- | ----------------- | ------------------- | ------------ | ---------------------------------------------------------------------------- |
| |                   |                     |              |                                                                              |
| | Антти Раанта      | Вратари             | Илья Сорокин | Судьи: Горд Дуайер Джон Макайзек Линейные судьи: Давид Брисбуа Райан Гиббонс |
| | Голы:             |                     |              | Судьи: Горд Дуайер Джон Макайзек Линейные судьи: Давид Брисбуа Райан Гиббонс |
| Себастьян Ахо (бол.) — 03:47 (Б. Бёрнс, М. Нечас) Стефан Нейсен (бол.) — 22:27 (Б. Бёрнс, М. Нечас) | 1 : 0 2 : 0 2 : 1 | 22:51 — Райан Пулок |              | Судьи: Горд Дуайер Джон Макайзек Линейные судьи: Давид Брисбуа Райан Гиббонс |
| |                   |                     |              | Судьи: Горд Дуайер Джон Макайзек Линейные судьи: Давид Брисбуа Райан Гиббонс |
| |                   |                     |              | Судьи: Горд Дуайер Джон Макайзек Линейные судьи: Давид Брисбуа Райан Гиббонс |
| |                   |                     |              | Судьи: Горд Дуайер Джон Макайзек Линейные судьи: Давид Брисбуа Райан Гиббонс |
| 8 мин                                                                                               | Штраф             | 8 мин               |              | Судьи: Горд Дуайер Джон Макайзек Линейные судьи: Давид Брисбуа Райан Гиббонс |
| |                   |                     |              |                                                                              |
| | 37                | Броски              | 26           |                                                                              |

| 19 апреля 19:00 | Каролина Харрикейнз | 4 : 3 (ОТ) (1:0, 1:2, 1:1, 1:0) | Нью-Йорк Айлендерс | Пи-эн-си-арена Зрителей: 18 680 |

| Отчёт | Отчёт                                 | Отчёт | Отчёт        | Отчёт                                                                           |
| --- | ------------------------------------- | --- | ------------ | ------------------------------------------------------------------------------- |
| |                                       | |              |                                                                                 |
| | Антти Раанта                          | Вратари | Илья Сорокин | Судьи: Франсис Шаррон Джейк Бренк Линейные судьи: Джонни Мюррей Тревис Гаврилец |
| | Голы:                                 | |              | Судьи: Франсис Шаррон Джейк Бренк Линейные судьи: Джонни Мюррей Тревис Гаврилец |
| Пол Штястны — 05:49 (Дж. Слэвин, С. Джарвис) Стефан Нейсен (бол.) — 27:19 Джейккоб Слэвин — 52:19 (С. Ахо, Б. Бёрнс) Йеспер Фаст — 65:03 (Дж. Стаал, Б. Бёрнс) | 1 : 0 2 : 0 2 : 1 2 : 2 : 3 : 3 4 : 3 | 30:48 — Кайл Палмьери (Н. Добсон, Б. Нельсон) 39:39 — Мэтью Барзал (А. Пелек) 49:18 — Брок Нельсон (К. Палмьери, Н. Добсон) |              | Судьи: Франсис Шаррон Джейк Бренк Линейные судьи: Джонни Мюррей Тревис Гаврилец |
| |                                       | |              | Судьи: Франсис Шаррон Джейк Бренк Линейные судьи: Джонни Мюррей Тревис Гаврилец |
| |                                       | |              | Судьи: Франсис Шаррон Джейк Бренк Линейные судьи: Джонни Мюррей Тревис Гаврилец |
| |                                       | |              | Судьи: Франсис Шаррон Джейк Бренк Линейные судьи: Джонни Мюррей Тревис Гаврилец |
| 2 мин | Штраф                                 | 12 мин |              | Судьи: Франсис Шаррон Джейк Бренк Линейные судьи: Джонни Мюррей Тревис Гаврилец |
| |                                       | |              |                                                                                 |
| | 36                                    | Броски | 26           |                                                                                 |

| 21 апреля 19:00 | Нью-Йорк Айлендерс | 5 : 1 (0:0, 1:1, 4:0) | Каролина Харрикейнз | Ю-би-эс Арена Зрителей: 17 255 |

| Отчёт | Отчёт                               | Отчёт                                  | Отчёт        | Отчёт                                                                          |
| --- | ----------------------------------- | -------------------------------------- | ------------ | ------------------------------------------------------------------------------ |
| |                                     |                                        |              |                                                                                |
| | Илья Сорокин                        | Вратари                                | Антти Раанта | Судьи: Ти Джей Лаксмор Дэн О’Рурк Линейные судьи: Брэд Ковачик Кайл Флемингтон |
| | Голы:                               |                                        |              | Судьи: Ти Джей Лаксмор Дэн О’Рурк Линейные судьи: Брэд Ковачик Кайл Флемингтон |
| Кейси Сизикас — 32:49 (Р. Пулок) Кайл Палмьери (бол.) — 56:09 (С. Ахо, Ж.-Г. Пажо) Мэтт Мартин — 56:53 (К. Палмьери, С. Мэйфилд) Скотт Мэйфилд (п.в.) — 58:11 Андерс Ли — 58:27 (К. Сизикас, Р. Пулок) | 1 : 0 1 : 1 2 : 1 3 : 1 4 : 1 5 : 1 | 36:56 — Йеспер Фаст (мен.) (Дж. Стаал) |              | Судьи: Ти Джей Лаксмор Дэн О’Рурк Линейные судьи: Брэд Ковачик Кайл Флемингтон |
| |                                     |                                        |              | Судьи: Ти Джей Лаксмор Дэн О’Рурк Линейные судьи: Брэд Ковачик Кайл Флемингтон |
| |                                     |                                        |              | Судьи: Ти Джей Лаксмор Дэн О’Рурк Линейные судьи: Брэд Ковачик Кайл Флемингтон |
| |                                     |                                        |              | Судьи: Ти Джей Лаксмор Дэн О’Рурк Линейные судьи: Брэд Ковачик Кайл Флемингтон |
| 38 мин | Штраф                               | 40 мин                                 |              | Судьи: Ти Джей Лаксмор Дэн О’Рурк Линейные судьи: Брэд Ковачик Кайл Флемингтон |
| |                                     |                                        |              |                                                                                |
| | 37                                  | Броски                                 | 31           |                                                                                |

| 23 апреля 13:00 | Нью-Йорк Айлендерс | 2 : 5 (0:1, 0:2, 2:2) | Каролина Харрикейнз | Ю-би-эс Арена Зрителей: 17 255 |

| Отчёт                                                                 | Отчёт                                     | Отчёт | Отчёт        | Отчёт                                                                          |
| --------------------------------------------------------------------- | ----------------------------------------- | --- | ------------ | ------------------------------------------------------------------------------ |
|                                                                       |                                           | |              |                                                                                |
|                                                                       | Илья Сорокин                              | Вратари | Антти Раанта | Судьи: Уэс Макколи Фредерик Л’Экюйе Линейные судьи: Кил Марчисон Либор Суханек |
|                                                                       | Голы:                                     | |              | Судьи: Уэс Макколи Фредерик Л’Экюйе Линейные судьи: Кил Марчисон Либор Суханек |
| Адам Пелек — 43:14 (Б. Нельсон) Бо Хорват (мен.) — 57:57 (С. Мэйфилд) | 0 : 1 0 : 2 0 : 3 0 : 4 1 : 4 1 : 5 2 : 5 | 04:05 — Сет Джарвис (бол.) (С. Нейсен, Б. Бёрнс) 21:15 — Мартин Нечас (бол.) (С. Нейсен, С. Ахо) 33:30 — Себастьян Ахо (М. Макэкерн) 41:20 — Сет Джарвис (С. Ахо, Б. Пеши) 54:01 — Маккензи Макэкерн (Б. Шей) |              | Судьи: Уэс Макколи Фредерик Л’Экюйе Линейные судьи: Кил Марчисон Либор Суханек |
|                                                                       |                                           | |              | Судьи: Уэс Макколи Фредерик Л’Экюйе Линейные судьи: Кил Марчисон Либор Суханек |
|                                                                       |                                           | |              | Судьи: Уэс Макколи Фредерик Л’Экюйе Линейные судьи: Кил Марчисон Либор Суханек |
|                                                                       |                                           | |              | Судьи: Уэс Макколи Фредерик Л’Экюйе Линейные судьи: Кил Марчисон Либор Суханек |
| 24 мин                                                                | Штраф                                     | 10 мин |              | Судьи: Уэс Макколи Фредерик Л’Экюйе Линейные судьи: Кил Марчисон Либор Суханек |
|                                                                       |                                           | |              |                                                                                |
|                                                                       | 29                                        | Броски | 29           |                                                                                |

| 25 апреля 19:00 | Каролина Харрикейнз | 2 : 3 (0:1, 1:2, 1:0) | Нью-Йорк Айлендерс | Пи-эн-си-арена Зрителей: 18 680 |

| Отчёт                                                                                             | Отчёт                         | Отчёт | Отчёт        | Отчёт                                                                               |
| ------------------------------------------------------------------------------------------------- | ----------------------------- | --- | ------------ | ----------------------------------------------------------------------------------- |
|                                                                                                   |                               | |              |                                                                                     |
|                                                                                                   | Антти Раанта                  | Вратари | Илья Сорокин | Судьи: Кендрик Николсон Келли Сазерленд Линейные судьи: Мэтт Макферсон Джесси Марки |
|                                                                                                   | Голы:                         | |              | Судьи: Кендрик Николсон Келли Сазерленд Линейные судьи: Мэтт Макферсон Джесси Марки |
| Пол Штястны — 33:10 (Дж. Чатфилд, Е. Пульюярви) Себастьян Ахо — 50:28 (С. Джарвис, Й. Котканиеми) | 0 : 1 0 : 2 1 : 2 1 : 3 2 : 3 | 10:27 — Пьер Энгвалл (Б. Нельсон) 23:16 — Брок Нельсон (П. Энгвалл, К. Палмьери) 38:05 — Мэтью Барзал (Б. Хорват) |              | Судьи: Кендрик Николсон Келли Сазерленд Линейные судьи: Мэтт Макферсон Джесси Марки |
|                                                                                                   |                               | |              | Судьи: Кендрик Николсон Келли Сазерленд Линейные судьи: Мэтт Макферсон Джесси Марки |
|                                                                                                   |                               | |              | Судьи: Кендрик Николсон Келли Сазерленд Линейные судьи: Мэтт Макферсон Джесси Марки |
|                                                                                                   |                               | |              | Судьи: Кендрик Николсон Келли Сазерленд Линейные судьи: Мэтт Макферсон Джесси Марки |
| 6 мин                                                                                             | Штраф                         | 8 мин |              | Судьи: Кендрик Николсон Келли Сазерленд Линейные судьи: Мэтт Макферсон Джесси Марки |
|                                                                                                   |                               | |              |                                                                                     |
|                                                                                                   | 36                            | Броски | 22           |                                                                                     |

| 28 апреля 19:00 | Нью-Йорк Айлендерс | 1 : 2 (ОТ) (1:0, 0:0, 0:1, 0:1) | Каролина Харрикейнз | Ю-би-эс Арена Зрителей: 17 255 |

| Отчёт                                         | Отчёт           | Отчёт                                                           | Отчёт             | Отчёт                                                                |
| --------------------------------------------- | --------------- | --------------------------------------------------------------- | ----------------- | -------------------------------------------------------------------- |
|                                               |                 |                                                                 |                   |                                                                      |
|                                               | Илья Сорокин    | Вратари                                                         | Фредерик Андерсен | Судьи: Стив Козари Крис Ли Линейные судьи: Стив Бартон Джеймс Тобиас |
|                                               | Голы:           |                                                                 |                   | Судьи: Стив Козари Крис Ли Линейные судьи: Стив Бартон Джеймс Тобиас |
| Кэл Клаттербак — 09:21 (Р. Пулок, К. Сизикас) | 1 : 0 1 : 1 : 2 | 49:24 — Себастьян Ахо (Б. Пеши) 66:00 — Пол Штястны (Д. Степан) |                   | Судьи: Стив Козари Крис Ли Линейные судьи: Стив Бартон Джеймс Тобиас |
|                                               |                 |                                                                 |                   | Судьи: Стив Козари Крис Ли Линейные судьи: Стив Бартон Джеймс Тобиас |
|                                               |                 |                                                                 |                   | Судьи: Стив Козари Крис Ли Линейные судьи: Стив Бартон Джеймс Тобиас |
|                                               |                 |                                                                 |                   | Судьи: Стив Козари Крис Ли Линейные судьи: Стив Бартон Джеймс Тобиас |
| 4 мин                                         | Штраф           | 6 мин                                                           |                   | Судьи: Стив Козари Крис Ли Линейные судьи: Стив Бартон Джеймс Тобиас |
|                                               |                 |                                                                 |                   |                                                                      |
|                                               | 34              | Броски                                                          | 41                |                                                                      |

#### «Нью-Джерси Девилз» (С2) — «Нью-Йорк Рейнджерс» (С3)
Седьмая встреча «Нью-Джерси Девилз» и «Нью-Йорк Рейнджерс» в плей-офф. Из предыдущих шести, «Рейнджерс» выиграли четыре, однако последнюю их встречу в финале Восточной конференции 2012 выиграли «Девилз» в шести матчах. «Нью-Джерси Девилз» выиграл у «Нью-Йорк Рейнджерс» сезонную серию 2022/23 со счётом 3-1.
«Нью-Джерси» выиграл серию со счётом 4-3. Самым результативным игроком серии стал нападающий «Нью-Йорк Рейнджерс» Крис Крайдер, который в семи матчах набрал 9 (6+3) очков.
| 18 апреля 19:00 | Нью-Джерси Девилз | 1 : 5 (0:2, 0:1, 1:2) | Нью-Йорк Рейнджерс | Пруденшал-центр Зрителей: 16 514 |

| Отчёт                    | Отчёт                               | Отчёт | Отчёт           | Отчёт                                                                       |
| ------------------------ | ----------------------------------- | --- | --------------- | --------------------------------------------------------------------------- |
|                          |                                     | |                 |                                                                             |
|                          | Витек Ванечек                       | Вратари | Игорь Шестёркин | Судьи: Кевин Поллок Гарретт Рэнк Линейные судьи: Кил Марчисон Либор Суханек |
|                          | Голы:                               | |                 | Судьи: Кевин Поллок Гарретт Рэнк Линейные судьи: Кил Марчисон Либор Суханек |
| Джек Хьюз (бул.) — 57:14 | 0 : 1 0 : 2 0 : 3 0 : 4 1 : 4 1 : 5 | 04:58 — Владимир Тарасенко (К. Миллер, А. Панарин) 09:30 — Крис Крайдер (бол.) (А. Фокс, А. Панарин) 36:57 — Райан Линдгрен (А. Фокс, Ф. Хытил) 51:07 — Крис Крайдер (бол.) (А. Фокс, П. Кейн) 58:02 — Филип Хытил (п.в.) (К. Какко, А. Фокс) |                 | Судьи: Кевин Поллок Гарретт Рэнк Линейные судьи: Кил Марчисон Либор Суханек |
|                          |                                     | |                 | Судьи: Кевин Поллок Гарретт Рэнк Линейные судьи: Кил Марчисон Либор Суханек |
|                          |                                     | |                 | Судьи: Кевин Поллок Гарретт Рэнк Линейные судьи: Кил Марчисон Либор Суханек |
|                          |                                     | |                 | Судьи: Кевин Поллок Гарретт Рэнк Линейные судьи: Кил Марчисон Либор Суханек |
| 6 мин                    | Штраф                               | 8 мин |                 | Судьи: Кевин Поллок Гарретт Рэнк Линейные судьи: Кил Марчисон Либор Суханек |
|                          |                                     | |                 |                                                                             |
|                          | 28                                  | Броски | 23              |                                                                             |

| 20 апреля 19:30 | Нью-Джерси Девилз | 1 : 5 (1:0, 0:3, 0:2) | Нью-Йорк Рейнджерс | Пруденшал-центр Зрителей: 16 760 |

| Отчёт                                            | Отчёт                             | Отчёт | Отчёт           | Отчёт                                                                           |
| ------------------------------------------------ | --------------------------------- | --- | --------------- | ------------------------------------------------------------------------------- |
|                                                  |                                   | |                 |                                                                                 |
|                                                  | Витек Ванечек                     | Вратари | Игорь Шестёркин | Судьи: Уэс Макколи Фредерик Л’Экюйе Линейные судьи: Давид Брисбуа Райан Гиббонс |
|                                                  | Голы:                             | |                 | Судьи: Уэс Макколи Фредерик Л’Экюйе Линейные судьи: Давид Брисбуа Райан Гиббонс |
| Эрик Хаула (бол.) — 11:44 (М. Маклауд, О. Палат) | 1 : 0 1 : 1 : 2 1 : 3 1 : 4 1 : 5 | 25:53 — Владимир Тарасенко (А. Фокс, Р. Линдгрен) 29:57 — Крис Крайдер (бол.) (П. Кейн, М. Зибанежад) 36:00 — Крис Крайдер (бол.) (П. Кейн, А. Фокс) 46:34 — Патрик Кейн 53:05 — Каапо Какко (Ф. Хытил, Н. Миккола) |                 | Судьи: Уэс Макколи Фредерик Л’Экюйе Линейные судьи: Давид Брисбуа Райан Гиббонс |
|                                                  |                                   | |                 | Судьи: Уэс Макколи Фредерик Л’Экюйе Линейные судьи: Давид Брисбуа Райан Гиббонс |
|                                                  |                                   | |                 | Судьи: Уэс Макколи Фредерик Л’Экюйе Линейные судьи: Давид Брисбуа Райан Гиббонс |
|                                                  |                                   | |                 | Судьи: Уэс Макколи Фредерик Л’Экюйе Линейные судьи: Давид Брисбуа Райан Гиббонс |
| 71 мин                                           | Штраф                             | 65 мин |                 | Судьи: Уэс Макколи Фредерик Л’Экюйе Линейные судьи: Давид Брисбуа Райан Гиббонс |
|                                                  |                                   | |                 |                                                                                 |
|                                                  | 23                                | Броски | 30              |                                                                                 |

| 22 апреля 20:00 | Нью-Йорк Рейнджерс | 1 : 2 (ОТ) (0:0, 1:1, 0:0, 0:1) | Нью-Джерси Девилз | Мэдисон-сквер-гарден Зрителей: 18 006 |

| Отчёт                                        | Отчёт           | Отчёт                                                                                       | Отчёт      | Отчёт                                                                               |
| -------------------------------------------- | --------------- | ------------------------------------------------------------------------------------------- | ---------- | ----------------------------------------------------------------------------------- |
|                                              |                 |                                                                                             |            |                                                                                     |
|                                              | Игорь Шестёркин | Вратари                                                                                     | Акира Шмид | Судьи: Кендрик Николсон Келли Сазерленд Линейные судьи: Давид Брисбуа Райан Гиббонс |
|                                              | Голы:           |                                                                                             |            | Судьи: Кендрик Николсон Келли Сазерленд Линейные судьи: Давид Брисбуа Райан Гиббонс |
| Крис Крайдер — 23:39 (М. Зибанежад, П. Кейн) | 1 : 0 1 : 1 : 2 | 30:37 — Джек Хьюз (бол.) (Д. Хэмилтон, Й. Братт) 71:36 — Дуги Хэмилтон (Й. Братт, Н. Хишир) |            | Судьи: Кендрик Николсон Келли Сазерленд Линейные судьи: Давид Брисбуа Райан Гиббонс |
|                                              |                 |                                                                                             |            | Судьи: Кендрик Николсон Келли Сазерленд Линейные судьи: Давид Брисбуа Райан Гиббонс |
|                                              |                 |                                                                                             |            | Судьи: Кендрик Николсон Келли Сазерленд Линейные судьи: Давид Брисбуа Райан Гиббонс |
|                                              |                 |                                                                                             |            | Судьи: Кендрик Николсон Келли Сазерленд Линейные судьи: Давид Брисбуа Райан Гиббонс |
| 8 мин                                        | Штраф           | 12 мин                                                                                      |            | Судьи: Кендрик Николсон Келли Сазерленд Линейные судьи: Давид Брисбуа Райан Гиббонс |
|                                              |                 |                                                                                             |            |                                                                                     |
|                                              | 36              | Броски                                                                                      | 28         |                                                                                     |

| 24 апреля 19:00 | Нью-Йорк Рейнджерс | 1 : 3 (0:1, 0:0, 1:2) | Нью-Джерси Девилз | Мэдисон-сквер-гарден Зрителей: 18 006 |

| Отчёт                                        | Отчёт                 | Отчёт | Отчёт      | Отчёт                                                                      |
| -------------------------------------------- | --------------------- | --- | ---------- | -------------------------------------------------------------------------- |
|                                              |                       | |            |                                                                            |
|                                              | Игорь Шестёркин       | Вратари | Акира Шмид | Судьи: Франсис Шаррон Джейк Бренк Линейные судьи: Брайан Пансич Эндрю Смит |
|                                              | Голы:                 | |            | Судьи: Франсис Шаррон Джейк Бренк Линейные судьи: Брайан Пансич Эндрю Смит |
| Винсент Трочек — 41:42 (К. Крайдер, П. Кейн) | 0 : 1 : 1 1 : 2 1 : 3 | 02:50 — Джек Хьюз (Й. Зигенталер) 48:22 — Йонас Зигенталер (Н. Хишир, Д. Хэмилтон) 59:34 — Ондржей Палат (п.в.) (Й. Братт, Э. Хаула) |            | Судьи: Франсис Шаррон Джейк Бренк Линейные судьи: Брайан Пансич Эндрю Смит |
|                                              |                       | |            | Судьи: Франсис Шаррон Джейк Бренк Линейные судьи: Брайан Пансич Эндрю Смит |
|                                              |                       | |            | Судьи: Франсис Шаррон Джейк Бренк Линейные судьи: Брайан Пансич Эндрю Смит |
|                                              |                       | |            | Судьи: Франсис Шаррон Джейк Бренк Линейные судьи: Брайан Пансич Эндрю Смит |
| 4 мин                                        | Штраф                 | 6 мин |            | Судьи: Франсис Шаррон Джейк Бренк Линейные судьи: Брайан Пансич Эндрю Смит |
|                                              |                       | |            |                                                                            |
|                                              | 23                    | Броски | 23         |                                                                            |

| 27 апреля 19:30 | Нью-Джерси Девилз | 4 : 0 (1:0, 2:0, 1:0) | Нью-Йорк Рейнджерс | Пруденшал-центр Зрителей: 17 114 |

| Отчёт | Отчёт                   | Отчёт   | Отчёт           | Отчёт                                                                        |
| --- | ----------------------- | ------- | --------------- | ---------------------------------------------------------------------------- |
| |                         |         |                 |                                                                              |
| | Акира Шмид              | Вратари | Игорь Шестёркин | Судьи: Крис Руни Грэм Скиллитер Линейные судьи: Скотт Черри Брэндон Гаврилец |
| | Голы:                   |         |                 | Судьи: Крис Руни Грэм Скиллитер Линейные судьи: Скотт Черри Брэндон Гаврилец |
| Ондржей Палат — 00:39 Эрик Хайла (бол.) — 23:27 (Д. Мерсер, Д. Северсон) Доусон Мерсер (мен.) — 33:32 (Э. Хаула) Эрик Хаула (п.в.) — 54:48 (Н. Хишир, Р. Грейвс) | 1 : 0 2 : 0 3 : 0 4 : 0 |         |                 | Судьи: Крис Руни Грэм Скиллитер Линейные судьи: Скотт Черри Брэндон Гаврилец |
| |                         |         |                 | Судьи: Крис Руни Грэм Скиллитер Линейные судьи: Скотт Черри Брэндон Гаврилец |
| |                         |         |                 | Судьи: Крис Руни Грэм Скиллитер Линейные судьи: Скотт Черри Брэндон Гаврилец |
| |                         |         |                 | Судьи: Крис Руни Грэм Скиллитер Линейные судьи: Скотт Черри Брэндон Гаврилец |
| 13 мин | Штраф                   | 29 мин  |                 | Судьи: Крис Руни Грэм Скиллитер Линейные судьи: Скотт Черри Брэндон Гаврилец |
| |                         |         |                 |                                                                              |
| | 43                      | Броски  | 23              |                                                                              |

| 29 апреля 20:00 | Нью-Йорк Рейнджерс | 5 : 2 (1:1, 2:0, 2:1) | Нью-Джерси Девилз | Мэдисон-сквер-гарден Зрителей: 18 006 |

| Отчёт | Отчёт                                   | Отчёт                                                                                        | Отчёт                                                | Отчёт                                                                  |
| --- | --------------------------------------- | -------------------------------------------------------------------------------------------- | ---------------------------------------------------- | ---------------------------------------------------------------------- |
| |                                         |                                                                                              |                                                      |                                                                        |
| | Игорь Шестёркин                         | Вратари                                                                                      | 00:00-52:28 — Акира Шмид 52:28-60:00 — Витек Ванечек | Судьи: Жан Эбер Кайл Реман Линейные судьи: Мэтт Макферсон Джесси Марки |
| | Голы:                                   |                                                                                              |                                                      | Судьи: Жан Эбер Кайл Реман Линейные судьи: Мэтт Макферсон Джесси Марки |
| Крис Крайдер (бол.) — 19:35 (М. Зибанежад, А. Фокс) Мика Зибанежад — 30:10 (К. Крайдер, В. Тарасенко) Владимир Тарасенко — 38:25 (К. Крайдер, А. Фокс) Баркли Гудроу — 47:23 (Дж. Веси) Брэйден Шнайдер — 52:28 (Н. Миккола, Ф. Хытил) | 0 : 1 : 1 2 : 1 3 : 1 4 : 1 5 : 1 5 : 2 | 11:49 — Кёртис Лазар (К. Бал, Д. Северсон) 55:12 — Доусон Мерсер (бол.) (Н. Хашир, Дж. Хьюз) |                                                      | Судьи: Жан Эбер Кайл Реман Линейные судьи: Мэтт Макферсон Джесси Марки |
| |                                         |                                                                                              |                                                      | Судьи: Жан Эбер Кайл Реман Линейные судьи: Мэтт Макферсон Джесси Марки |
| |                                         |                                                                                              |                                                      | Судьи: Жан Эбер Кайл Реман Линейные судьи: Мэтт Макферсон Джесси Марки |
| |                                         |                                                                                              |                                                      | Судьи: Жан Эбер Кайл Реман Линейные судьи: Мэтт Макферсон Джесси Марки |
| 16 мин | Штраф                                   | 18 мин                                                                                       |                                                      | Судьи: Жан Эбер Кайл Реман Линейные судьи: Мэтт Макферсон Джесси Марки |
| |                                         |                                                                                              |                                                      |                                                                        |
| | 29                                      | Броски                                                                                       | 36                                                   |                                                                        |

| 1 мая 20:00 | Нью-Джерси Девилз | 4 : 0 (0:0, 2:0, 2:0) | Нью-Йорк Рейнджерс | Пруденшал-центр Зрителей: 17 241 |

| Отчёт | Отчёт                   | Отчёт   | Отчёт           | Отчёт                                                                  |
| --- | ----------------------- | ------- | --------------- | ---------------------------------------------------------------------- |
| |                         |         |                 |                                                                        |
| | Акира Шмид              | Вратари | Игорь Шестёркин | Судьи: Горд Дуайер Уэс Макколи Линейные судьи: Скотт Черри Бевал Миллз |
| | Голы:                   |         |                 | Судьи: Горд Дуайер Уэс Макколи Линейные судьи: Скотт Черри Бевал Миллз |
| Майкл Маклауд (мен.) — 29:53 (О. Палат) Томаш Татар — 35:39 (Дж. Марино, Н. Хишир) Эрик Хаула — 54:27 (Дж. Хьюз, О. Палат) Йеспер Братт (п.в.) — 56:41 (Дж. Марино) | 1 : 0 2 : 0 3 : 0 4 : 0 |         |                 | Судьи: Горд Дуайер Уэс Макколи Линейные судьи: Скотт Черри Бевал Миллз |
| |                         |         |                 | Судьи: Горд Дуайер Уэс Макколи Линейные судьи: Скотт Черри Бевал Миллз |
| |                         |         |                 | Судьи: Горд Дуайер Уэс Макколи Линейные судьи: Скотт Черри Бевал Миллз |
| |                         |         |                 | Судьи: Горд Дуайер Уэс Макколи Линейные судьи: Скотт Черри Бевал Миллз |
| 8 мин | Штраф                   | 6 мин   |                 | Судьи: Горд Дуайер Уэс Макколи Линейные судьи: Скотт Черри Бевал Миллз |
| |                         |         |                 |                                                                        |
| | 24                      | Броски  | 31              |                                                                        |

### Западная конференция

#### «Колорадо Эвеланш» (Ц1) — «Сиэтл Кракен» (УК)
Первая встреча этих двух команд в плей-офф, так как «Сиэтл Кракен» впервые в своей истории участвует в розыгрыше Кубка Стэнли. В регулярном чемпионате 2022/23, «Сиэтл Кракен» выиграл у «Колорадо Эвеланш» два матча из трёх.
«Сиэтл» выиграл первую серию плей-офф в своей истории, обыграв прошлогоднего обладателя Кубка Стэнли со счётом 4-3. Перед 3-м матчем, расположение «Эвеланш» покинул нападающий Валерий Ничушкин, который в серии больше не сыграл. После 4-го матча, лига дисквалифицировала на одну игру защитника «Колорадо» Кейла Макара за грубый силовой приём на нападающем «Кракен» Джареде Макканне. В 7-м матче нападающий «Колорадо» Натан Маккиннон отдал результативную передачу, благодаря чему достиг отметки в 100 набранных очков в матчах плей-офф. «Сиэтл Кракен» стал первым в истории НХЛ клубом, который обыграл в серии действующего чемпиона в своём дебютном плей-офф.
| 18 апреля 22:00 | Колорадо Эвеланш | 1 : 3 (1:1, 0:1, 0:1) | Сиэтл Кракен | Болл-арена Зрителей: 18 138 |

| Отчёт                                            | Отчёт                 | Отчёт | Отчёт           | Отчёт                                                               |
| ------------------------------------------------ | --------------------- | --- | --------------- | ------------------------------------------------------------------- |
|                                                  |                       | |                 |                                                                     |
|                                                  | Александр Георгиев    | Вратари | Филипп Грубауэр | Судьи: Стив Козари Крис Ли Линейные судьи: Мишель Кормье Девин Берг |
|                                                  | Голы:                 | |                 | Судьи: Стив Козари Крис Ли Линейные судьи: Мишель Кормье Девин Берг |
| Микко Рантанен — 12:35 (Н. Маккиннон, Б. Байрэм) | 0 : 1 : 1 1 : 2 1 : 3 | 03:26 — Ээли Толванен 21:20 — Александр Веннберг (Дж. Шварц, Дж. Олексяк) 44:03 — Морган Гики (А. Веннберг, Дж. Шульц) |                 | Судьи: Стив Козари Крис Ли Линейные судьи: Мишель Кормье Девин Берг |
|                                                  |                       | |                 | Судьи: Стив Козари Крис Ли Линейные судьи: Мишель Кормье Девин Берг |
|                                                  |                       | |                 | Судьи: Стив Козари Крис Ли Линейные судьи: Мишель Кормье Девин Берг |
|                                                  |                       | |                 | Судьи: Стив Козари Крис Ли Линейные судьи: Мишель Кормье Девин Берг |
| 6 мин                                            | Штраф                 | 4 мин |                 | Судьи: Стив Козари Крис Ли Линейные судьи: Мишель Кормье Девин Берг |
|                                                  |                       | |                 |                                                                     |
|                                                  | 35                    | Броски | 30              |                                                                     |

| 20 апреля 21:30 | Колорадо Эвеланш | 3 : 2 (0:2, 2:0, 1:0) | Сиэтл Кракен | Болл-арена Зрителей: 18 141 |

| Отчёт | Отчёт                         | Отчёт                                                                               | Отчёт           | Отчёт                                                                             |
| --- | ----------------------------- | ----------------------------------------------------------------------------------- | --------------- | --------------------------------------------------------------------------------- |
| |                               |                                                                                     |                 |                                                                                   |
| | Александр Георгиев            | Вратари                                                                             | Филипп Грубауэр | Судьи: Кендрик Николсон Келли Сазерленд Линейные судьи: Стив Бартон Джеймс Тобиас |
| | Голы:                         |                                                                                     |                 | Судьи: Кендрик Николсон Келли Сазерленд Линейные судьи: Стив Бартон Джеймс Тобиас |
| Арттури Лехконен — 26:42 (К. Макар, Б. Байрэм) Валерий Ничушкин — 27:30 (Э. Родригес, Д. Тэйвз) Девон Тэйвз — 52:59 (А. Лехконен, С. Жирар) | 0 : 1 0 : 2 1 : 2 2 : 2 3 : 2 | 02:40 — Джастин Шульц (Э. Толванен, Я. Гурд) 13:27 — Брэндон Танев (мен.) (Я. Гурд) |                 | Судьи: Кендрик Николсон Келли Сазерленд Линейные судьи: Стив Бартон Джеймс Тобиас |
| |                               |                                                                                     |                 | Судьи: Кендрик Николсон Келли Сазерленд Линейные судьи: Стив Бартон Джеймс Тобиас |
| |                               |                                                                                     |                 | Судьи: Кендрик Николсон Келли Сазерленд Линейные судьи: Стив Бартон Джеймс Тобиас |
| |                               |                                                                                     |                 | Судьи: Кендрик Николсон Келли Сазерленд Линейные судьи: Стив Бартон Джеймс Тобиас |
| 8 мин | Штраф                         | 8 мин                                                                               |                 | Судьи: Кендрик Николсон Келли Сазерленд Линейные судьи: Стив Бартон Джеймс Тобиас |
| |                               |                                                                                     |                 |                                                                                   |
| | 41                            | Броски                                                                              | 29              |                                                                                   |

| 22 апреля 22:00 | Сиэтл Кракен | 4 : 6 (1:2, 2:1, 1:3) | Колорадо Эвеланш | Клаймэт Пледж-арена Зрителей: 17 151 |

| Отчёт | Отчёт                                                     | Отчёт | Отчёт              | Отчёт                                                                    |
| --- | --------------------------------------------------------- | --- | ------------------ | ------------------------------------------------------------------------ |
| |                                                           | |                    |                                                                          |
| | Филипп Грубауэр                                           | Вратари | Александр Георгиев | Судьи: Жан Эбер Кайл Реман Линейные судьи: Джонни Мюррей Тревис Гаврилец |
| | Голы:                                                     | |                    | Судьи: Жан Эбер Кайл Реман Линейные судьи: Джонни Мюррей Тревис Гаврилец |
| Джейден Шварц — 06:08 (Дж. Шульц, А. Веннберг) Джейми Олексяк — 32:51 (Я. Гурд, О. Бьоркстранд) Мэтти Бенирс — 33:10 (Дж. Макканн, Дж. Эберле) Джейден Шварц (бол.) — 59:20 (Дж. Шульц) | 1 : 0 1 : 1 : 2 1 : 3 2 : 3 3 : 3 3 : 4 3 : 5 3 : 6 4 : 6 | 16:07 — Джей Ти Комфер (мен.) (К. Макар, А. Лехконен) 19:15 — Натан Маккиннон (М. Рантанен, Д. Тэйвз) 24:33 — Кейл Макар (А. Ньюхук) 43:01 — Микко Рантанен (Д. Тэйвз) 44:29 — Натан Маккиннон (Б. Байрэм, Э. Родригес) 57:46 — Микко Рантанен (п.в.) (А. Лехконен) |                    | Судьи: Жан Эбер Кайл Реман Линейные судьи: Джонни Мюррей Тревис Гаврилец |
| |                                                           | |                    | Судьи: Жан Эбер Кайл Реман Линейные судьи: Джонни Мюррей Тревис Гаврилец |
| |                                                           | |                    | Судьи: Жан Эбер Кайл Реман Линейные судьи: Джонни Мюррей Тревис Гаврилец |
| |                                                           | |                    | Судьи: Жан Эбер Кайл Реман Линейные судьи: Джонни Мюррей Тревис Гаврилец |
| 6 мин | Штраф                                                     | 12 мин |                    | Судьи: Жан Эбер Кайл Реман Линейные судьи: Джонни Мюррей Тревис Гаврилец |
| |                                                           | |                    |                                                                          |
| | 29                                                        | Броски | 34                 |                                                                          |

| 24 апреля 22:00 | Сиэтл Кракен | 3 : 2 (ОТ) (2:0, 0:2, 0:0, 1:0) | Колорадо Эвеланш | Клаймэт Пледж-арена Зрителей: 17 151 |

| Отчёт | Отчёт                         | Отчёт | Отчёт              | Отчёт                                                                           |
| --- | ----------------------------- | --- | ------------------ | ------------------------------------------------------------------------------- |
| |                               | |                    |                                                                                 |
| | Филипп Грубауэр               | Вратари | Александр Георгиев | Судьи: Эрик Фурлатт Тревор Хэнсон Линейные судьи: Джонни Мюррей Тревис Гаврилец |
| | Голы:                         | |                    | Судьи: Эрик Фурлатт Тревор Хэнсон Линейные судьи: Джонни Мюррей Тревис Гаврилец |
| Уилл Борген — 03:56 (А. Ларссон, Б. Танев) Даниэль Спронг (бол.) — 10:09 (Дж. Шульц) Джордан Эберле (бол.) — 63:00 (Д. Шварц, Д. Спронг) | 1 : 0 2 : 0 2 : 1 2 : 2 3 : 2 | 34:08 — Микко Рантанен (Н. Маккиннон, Э. Родригес) 39:10 — Микко Рантанен (бол.) (С. Жирар, Джей Ти Комфер) |                    | Судьи: Эрик Фурлатт Тревор Хэнсон Линейные судьи: Джонни Мюррей Тревис Гаврилец |
| |                               | |                    | Судьи: Эрик Фурлатт Тревор Хэнсон Линейные судьи: Джонни Мюррей Тревис Гаврилец |
| |                               | |                    | Судьи: Эрик Фурлатт Тревор Хэнсон Линейные судьи: Джонни Мюррей Тревис Гаврилец |
| |                               | |                    | Судьи: Эрик Фурлатт Тревор Хэнсон Линейные судьи: Джонни Мюррей Тревис Гаврилец |
| 8 мин | Штраф                         | 6 мин |                    | Судьи: Эрик Фурлатт Тревор Хэнсон Линейные судьи: Джонни Мюррей Тревис Гаврилец |
| |                               | |                    |                                                                                 |
| | 43                            | Броски | 22                 |                                                                                 |

| 26 апреля 21:30 | Колорадо Эвеланш | 2 : 3 (0:0, 1:1, 1:1) | Сиэтл Кракен | Болл-арена Зрителей: 18 143 |

| Отчёт                                                                                | Отчёт                       | Отчёт | Отчёт           | Отчёт                                                                         |
| ------------------------------------------------------------------------------------ | --------------------------- | --- | --------------- | ----------------------------------------------------------------------------- |
|                                                                                      |                             | |                 |                                                                               |
|                                                                                      | Александр Георгиев          | Вратари | Филипп Грубауэр | Судьи: Ти Джей Лаксмор Дэн О’Рурк Линейные судьи: Беван Миллз Шендор Альфонсо |
|                                                                                      | Голы:                       | |                 | Судьи: Ти Джей Лаксмор Дэн О’Рурк Линейные судьи: Беван Миллз Шендор Альфонсо |
| Натан Маккиннон — 27:55 (М. Рантанен) Эван Родригес — 56:23 (Д. Тэйвз, Н. Маккиннон) | 0 : 1 : 1 1 : 2 1 : 3 2 : 3 | 26:35 — Морган Гики (Дж. Шварц, А. Веннберг) 29:29 — Тай Картье (Дж. Эберле, У. Борген) 41:40 — Янни Гурд (К. Суси, О. Бьоркстранд) |                 | Судьи: Ти Джей Лаксмор Дэн О’Рурк Линейные судьи: Беван Миллз Шендор Альфонсо |
|                                                                                      |                             | |                 | Судьи: Ти Джей Лаксмор Дэн О’Рурк Линейные судьи: Беван Миллз Шендор Альфонсо |
|                                                                                      |                             | |                 | Судьи: Ти Джей Лаксмор Дэн О’Рурк Линейные судьи: Беван Миллз Шендор Альфонсо |
|                                                                                      |                             | |                 | Судьи: Ти Джей Лаксмор Дэн О’Рурк Линейные судьи: Беван Миллз Шендор Альфонсо |
| 4 мин                                                                                | Штраф                       | 4 мин |                 | Судьи: Ти Джей Лаксмор Дэн О’Рурк Линейные судьи: Беван Миллз Шендор Альфонсо |
|                                                                                      |                             | |                 |                                                                               |
|                                                                                      | 28                          | Броски | 28              |                                                                               |

| 28 апреля 22:00 | Сиэтл Кракен | 1 : 4 (1:1, 0:2, 0:1) | Колорадо Эвеланш | Клаймэт Пледж-арена Зрителей: 17 151 |

| Отчёт             | Отчёт                       | Отчёт | Отчёт              | Отчёт                                                                          |
| ----------------- | --------------------------- | --- | ------------------ | ------------------------------------------------------------------------------ |
|                   |                             | |                    |                                                                                |
|                   | Филипп Грубауэр             | Вратари | Александр Георгиев | Судьи: Горд Дуайер Джон Макайзек Линейные судьи: Кайл Флемингтон Райан Гиббонс |
|                   | Голы:                       | |                    | Судьи: Горд Дуайер Джон Макайзек Линейные судьи: Кайл Флемингтон Райан Гиббонс |
| Винс Данн — 15:48 | 1 : 0 1 : 1 : 2 1 : 3 1 : 4 | 19:40 — Микко Рантанен (Э. Родригес, Д. Тэйвз) 27:21 — Эрик Джонсон (М. Рантанен) 36:57 — Арттури Лехконен (Д. Тэйвз, К. Макар) 59:48 — Арттури Лехконен (п.в.) (К. Макар, Л. Эллер) |                    | Судьи: Горд Дуайер Джон Макайзек Линейные судьи: Кайл Флемингтон Райан Гиббонс |
|                   |                             | |                    | Судьи: Горд Дуайер Джон Макайзек Линейные судьи: Кайл Флемингтон Райан Гиббонс |
|                   |                             | |                    | Судьи: Горд Дуайер Джон Макайзек Линейные судьи: Кайл Флемингтон Райан Гиббонс |
|                   |                             | |                    | Судьи: Горд Дуайер Джон Макайзек Линейные судьи: Кайл Флемингтон Райан Гиббонс |
| 12 мин            | Штраф                       | 8 мин |                    | Судьи: Горд Дуайер Джон Макайзек Линейные судьи: Кайл Флемингтон Райан Гиббонс |
|                   |                             | |                    |                                                                                |
|                   | 23                          | Броски | 39                 |                                                                                |

| 30 апреля 21:30 | Колорадо Эвеланш | 1 : 2 (0:0, 1:2, 0:0) | Сиэтл Кракен | Болл-арена Зрителей: 18 143 |

| Отчёт                                                  | Отчёт              | Отчёт                                                                                              | Отчёт           | Отчёт                                                                    |
| ------------------------------------------------------ | ------------------ | -------------------------------------------------------------------------------------------------- | --------------- | ------------------------------------------------------------------------ |
|                                                        |                    | |                 |                                                                          |
|                                                        | Александр Георгиев | Вратари                                                                                            | Филипп Грубауэр | Судьи: Крис Руни Грэм Скиллитер Линейные судьи: Девин Берг Мишель Кормье |
|                                                        | Голы:              | |                 | Судьи: Крис Руни Грэм Скиллитер Линейные судьи: Девин Берг Мишель Кормье |
| Микко Рантанен (бол.) — 39:32 (Н. Маккиннон, Д. Тэйвз) | 0 : 1 0 : 2 1 : 2  | 23:24 — Оливер Бьоркстранд (Я. Гурд, А. Ларссон) 27:22 — Оливер Бьоркстранд (Э. Толванен, Я. Гурд) |                 | Судьи: Крис Руни Грэм Скиллитер Линейные судьи: Девин Берг Мишель Кормье |
|                                                        |                    | |                 | Судьи: Крис Руни Грэм Скиллитер Линейные судьи: Девин Берг Мишель Кормье |
|                                                        |                    | |                 | Судьи: Крис Руни Грэм Скиллитер Линейные судьи: Девин Берг Мишель Кормье |
|                                                        |                    | |                 | Судьи: Крис Руни Грэм Скиллитер Линейные судьи: Девин Берг Мишель Кормье |
| 0 мин                                                  | Штраф              | 2 мин                                                                                              |                 | Судьи: Крис Руни Грэм Скиллитер Линейные судьи: Девин Берг Мишель Кормье |
|                                                        |                    | |                 |                                                                          |
|                                                        | 34                 | Броски                                                                                             | 27              |                                                                          |

#### «Даллас Старз» (Ц2) — «Миннесота Уайлд» (Ц3)
Вторая встреча «Далласа» и «Миннесоты» в плей-офф. Предыдущая состоялась в первом раунде Кубка Стэнли 2016, которую выиграли «Старз» в шести матчах. Счёт в сезонной серии 2022/23 — 2-2.
«Даллас» обыграл «Миннесоту» в серии со счётом 4-2. Самым результативным игроком серии стал финский нападающий «Старз» Роопе Хинц, который в шести матчах набрал 12 (5+7) очков.
| 17 апреля 21:30 | Даллас Старз | 2 : 3 (2ОТ) (0:1, 2:1, 0:0, 0:0, 0:1) | Миннесота Уайлд | Американ Эйрлайнс-центр Зрителей: 18 532 |

| Отчёт                                                                                              | Отчёт                     | Отчёт | Отчёт            | Отчёт                                                                          |
| -------------------------------------------------------------------------------------------------- | ------------------------- | --- | ---------------- | ------------------------------------------------------------------------------ |
| |                           | |                  |                                                                                |
| | Джейк Оттинджер           | Вратари | Филип Густавссон | Судьи: Дэн О’Рурк Ти Джей Лаксмор Линейные судьи: Кайл Флемингтон Брэд Ковачик |
| | Голы:                     | |                  | Судьи: Дэн О’Рурк Ти Джей Лаксмор Линейные судьи: Кайл Флемингтон Брэд Ковачик |
| Роопе Хинц (бол.) — 22:08 (Дж. Бенн) Джейсон Робертсон (бол.) — 24:13 (М. Хейсканен, Дж. Павелски) | 0 : 1 : 1 2 : 1 2 : 2 : 3 | 19:12 — Кирилл Капризов (бол.) (Дж. Спёрджон, М. Цуккарелло) 34:25 — Сэм Стил (Г. Нюквист) 92:20 — Райан Хартман (С. Стил) |                  | Судьи: Дэн О’Рурк Ти Джей Лаксмор Линейные судьи: Кайл Флемингтон Брэд Ковачик |
| |                           | |                  | Судьи: Дэн О’Рурк Ти Джей Лаксмор Линейные судьи: Кайл Флемингтон Брэд Ковачик |
| |                           | |                  | Судьи: Дэн О’Рурк Ти Джей Лаксмор Линейные судьи: Кайл Флемингтон Брэд Ковачик |
| |                           | |                  | Судьи: Дэн О’Рурк Ти Джей Лаксмор Линейные судьи: Кайл Флемингтон Брэд Ковачик |
| 22 мин                                                                                             | Штраф                     | 14 мин |                  | Судьи: Дэн О’Рурк Ти Джей Лаксмор Линейные судьи: Кайл Флемингтон Брэд Ковачик |
| |                           | |                  |                                                                                |
| | 54                        | Броски | 48               |                                                                                |

| 19 апреля 21:30 | Даллас Старз | 7 : 3 (2:1, 4:2, 1:0) | Миннесота Уайлд | Американ Эйрлайнс-центр Зрителей: 18 532 |

| Отчёт | Отчёт                                                       | Отчёт | Отчёт            | Отчёт                                                                        |
| --- | ----------------------------------------------------------- | --- | ---------------- | ---------------------------------------------------------------------------- |
| |                                                             | |                  |                                                                              |
| | Джейк Оттинджер                                             | Вратари | Марк-Андре Флёри | Судьи: Крис Руни Грэм Скиллитер Линейные судьи: Скотт Черри Брэндон Гаврилец |
| | Голы:                                                       | |                  | Судьи: Крис Руни Грэм Скиллитер Линейные судьи: Скотт Черри Брэндон Гаврилец |
| Роопе Хинц (мен.) — 04:14 (Й. Кивиранта) Тайлер Сегин (бол.) — 11:20 (Дж. Робертсон, М. Хейсканен) Джорди Бенн (бол.) — 24:07 (Р. Хинц, М. Хейсканен) Евгений Дадонов — 25:34 (У. Джонстон, Дж. Бенн) Евгений Дадонов — 36:08 (М. Хейсканен) Роопе Хинц — 36:56 Роопе Хинц (бол.) — 52:16 (Дж. Робертсон, М. Хейсканен) | 1 : 0 2 : 0 2 : 1 3 : 1 4 : 1 4 : 2 4 : 3 5 : 3 6 : 3 7 : 3 | 16:11 — Оскар Сундквист (Г. Нюквист, М. Дамба) 31:54 — Маркус Юханссон (бол.) (М. Болди, М. Цуккарелло) 32:05 — Фредерик Годро (Г. Нюквист) |                  | Судьи: Крис Руни Грэм Скиллитер Линейные судьи: Скотт Черри Брэндон Гаврилец |
| |                                                             | |                  | Судьи: Крис Руни Грэм Скиллитер Линейные судьи: Скотт Черри Брэндон Гаврилец |
| |                                                             | |                  | Судьи: Крис Руни Грэм Скиллитер Линейные судьи: Скотт Черри Брэндон Гаврилец |
| |                                                             | |                  | Судьи: Крис Руни Грэм Скиллитер Линейные судьи: Скотт Черри Брэндон Гаврилец |
| 40 мин | Штраф                                                       | 52 мин |                  | Судьи: Крис Руни Грэм Скиллитер Линейные судьи: Скотт Черри Брэндон Гаврилец |
| |                                                             | |                  |                                                                              |
| | 31                                                          | Броски | 26               |                                                                              |

| 21 апреля 21:30 | Миннесота Уайлд | 5 : 1 (1:0, 2:1, 2:0) | Даллас Старз | Эксел Энерджи-центр Зрителей: 19 309 |

| Отчёт | Отчёт                               | Отчёт                                           | Отчёт           | Отчёт                                                                     |
| --- | ----------------------------------- | ----------------------------------------------- | --------------- | ------------------------------------------------------------------------- |
| |                                     |                                                 |                 |                                                                           |
| | Филип Густавссон                    | Вратари                                         | Джейк Оттинджер | Судьи: Горд Дуайер Джон Макайзек Линейные судьи: Брайан Пансич Эндрю Смит |
| | Голы:                               |                                                 |                 | Судьи: Горд Дуайер Джон Макайзек Линейные судьи: Брайан Пансич Эндрю Смит |
| Матс Цуккарелло — 16:45 (Р. Хартман, Й. Клингберг) Маркус Юханссон — 22:14 (М. Болди) Маркус Фолиньо (бол.) — 31:24 (Г. Нюквист, Дж. Спёрджон) Матс Цуккарелло — 54:07 (Р. Хартман, Й. Клингберг) Райан Хартман (п.в.) — 58:10 (Дж. Миддлтон) | 1 : 0 2 : 0 2 : 1 3 : 1 4 : 1 5 : 1 | 22:25 — Люк Гленденинг (Й. Кивиранта, Р. Факса) |                 | Судьи: Горд Дуайер Джон Макайзек Линейные судьи: Брайан Пансич Эндрю Смит |
| |                                     |                                                 |                 | Судьи: Горд Дуайер Джон Макайзек Линейные судьи: Брайан Пансич Эндрю Смит |
| |                                     |                                                 |                 | Судьи: Горд Дуайер Джон Макайзек Линейные судьи: Брайан Пансич Эндрю Смит |
| |                                     |                                                 |                 | Судьи: Горд Дуайер Джон Макайзек Линейные судьи: Брайан Пансич Эндрю Смит |
| 8 мин | Штраф                               | 12 мин                                          |                 | Судьи: Горд Дуайер Джон Макайзек Линейные судьи: Брайан Пансич Эндрю Смит |
| |                                     |                                                 |                 |                                                                           |
| | 25                                  | Броски                                          | 24              |                                                                           |

| 23 апреля 18:30 | Миннесота Уайлд | 2 : 3 (0:0, 0:1, 2:2) | Даллас Старз | Эксел Энерджи-центр Зрителей: 19 331 |

| Отчёт | Отчёт                         | Отчёт | Отчёт           | Отчёт                                                                     |
| --- | ----------------------------- | --- | --------------- | ------------------------------------------------------------------------- |
| |                               | |                 |                                                                           |
| | Филип Густавссон              | Вратари | Джейк Оттинджер | Судьи: Кевин Поллок Гарретт Рэнк Линейные судьи: Мишель Кормье Девин Берг |
| | Голы:                         | |                 | Судьи: Кевин Поллок Гарретт Рэнк Линейные судьи: Мишель Кормье Девин Берг |
| Йон Клингберг — 45:58 (М. Цуккарелло, Р. Хартман) Фредерик Годро (бол.) — 58:40 (М. Болди, Й. Клингберг) | 0 : 1 0 : 2 1 : 2 1 : 3 2 : 3 | 35:42 — Тайлер Сегин (бол.) (Р. Хинц, Дж. Робертсон) 43:05 — Евгений Дадонов (Р. Хинц, Э. Линделль) 56:29 — Тайлер Сегин (бол.) (Дж. Бенн, Р. Хинц) |                 | Судьи: Кевин Поллок Гарретт Рэнк Линейные судьи: Мишель Кормье Девин Берг |
| |                               | |                 | Судьи: Кевин Поллок Гарретт Рэнк Линейные судьи: Мишель Кормье Девин Берг |
| |                               | |                 | Судьи: Кевин Поллок Гарретт Рэнк Линейные судьи: Мишель Кормье Девин Берг |
| |                               | |                 | Судьи: Кевин Поллок Гарретт Рэнк Линейные судьи: Мишель Кормье Девин Берг |
| 16 мин                                                                                                   | Штраф                         | 8 мин |                 | Судьи: Кевин Поллок Гарретт Рэнк Линейные судьи: Мишель Кормье Девин Берг |
| |                               | |                 |                                                                           |
| | 34                            | Броски | 24              |                                                                           |

| 25 апреля 20:00 | Даллас Старз | 4 : 0 (2:0, 1:0, 1:0) | Миннесота Уайлд | Американ Эйрлайнс-центр Зрителей: 18 532 |

| Отчёт | Отчёт                   | Отчёт   | Отчёт            | Отчёт                                                                  |
| --- | ----------------------- | ------- | ---------------- | ---------------------------------------------------------------------- |
| |                         |         |                  |                                                                        |
| | Джейк Оттинджер         | Вратари | Филип Густавссон | Судьи: Стив Козари Крис Ли Линейные судьи: Давид Брисбуа Райан Гиббонс |
| | Голы:                   |         |                  | Судьи: Стив Козари Крис Ли Линейные судьи: Давид Брисбуа Райан Гиббонс |
| Тайлер Сегин (бол.) — 02:22 (Дж. Робертсон, Р. Хинц) Джейсон Робертсон (бол.) — 11:04 (М. Хейсканен, Р. Хинц) Мейсон Марчмент — 21:19 (Т. Сегин, Р. Хинц) Тай Делландреа (п.в.) — 56:03 (М. Доми, Р. Сутер) | 1 : 0 2 : 0 3 : 0 4 : 0 |         |                  | Судьи: Стив Козари Крис Ли Линейные судьи: Давид Брисбуа Райан Гиббонс |
| |                         |         |                  | Судьи: Стив Козари Крис Ли Линейные судьи: Давид Брисбуа Райан Гиббонс |
| |                         |         |                  | Судьи: Стив Козари Крис Ли Линейные судьи: Давид Брисбуа Райан Гиббонс |
| |                         |         |                  | Судьи: Стив Козари Крис Ли Линейные судьи: Давид Брисбуа Райан Гиббонс |
| 14 мин | Штраф                   | 27 мин  |                  | Судьи: Стив Козари Крис Ли Линейные судьи: Давид Брисбуа Райан Гиббонс |
| |                         |         |                  |                                                                        |
| | 25                      | Броски  | 27               |                                                                        |

| 28 апреля 21:30 | Миннесота Уайлд | 1 : 4 (0:1, 0:2, 1:1) | Даллас Старз | Эксел Энерджи-центр Зрителей: 19 389 |

| Отчёт                                             | Отчёт                                                         | Отчёт | Отчёт           | Отчёт                                                                               |
| ------------------------------------------------- | ------------------------------------------------------------- | --- | --------------- | ----------------------------------------------------------------------------------- |
|                                                   |                                                               | |                 |                                                                                     |
|                                                   | Филип Густавссон — 00:00-40:00 Марк-Андре Флёри — 40:00-60:00 | Вратари | Джейк Оттинджер | Судьи: Келли Сазерленд Кендрик Николсон Линейные судьи: Беван Миллз Шендор Альфонсо |
|                                                   | Голы:                                                         | |                 | Судьи: Келли Сазерленд Кендрик Николсон Линейные судьи: Беван Миллз Шендор Альфонсо |
| Фредерик Годро — 52:53 (Г. Нюквист, Дж. Миддлтон) | 0 : 1 0 : 2 0 : 3 1 : 3 1 : 4                                 | 06:22 — Роопе Хинц (Т. Сегин, Дж. Робертсон) 33:37 — Уайатт Джонстон (Е. Дадонов, Р. Сутер) 39:59 — Мейсон Марчмент (М. Доми) 59:03 — Макс Доми (п.в.) (М. Марчмент) |                 | Судьи: Келли Сазерленд Кендрик Николсон Линейные судьи: Беван Миллз Шендор Альфонсо |
|                                                   |                                                               | |                 | Судьи: Келли Сазерленд Кендрик Николсон Линейные судьи: Беван Миллз Шендор Альфонсо |
|                                                   |                                                               | |                 | Судьи: Келли Сазерленд Кендрик Николсон Линейные судьи: Беван Миллз Шендор Альфонсо |
|                                                   |                                                               | |                 | Судьи: Келли Сазерленд Кендрик Николсон Линейные судьи: Беван Миллз Шендор Альфонсо |
| 4 мин                                             | Штраф                                                         | 4 мин |                 | Судьи: Келли Сазерленд Кендрик Николсон Линейные судьи: Беван Миллз Шендор Альфонсо |
|                                                   |                                                               | |                 |                                                                                     |
|                                                   | 24                                                            | Броски | 33              |                                                                                     |

#### «Вегас Голден Найтс» (Т1) — «Виннипег Джетс» (УК)
Во второй раз «Вегас» и «Виннипег» встречаются в плей-офф. Предыдущая состоялась в финале Восточной конференции 2018, где «Найтс» обыграли «Джетс» в пяти матчах. В регулярном чемпионате 2022/23, «Вегас Голден Найтс» выиграл у «Виннипег Джетс» все три матча.
«Голден Найтс» выиграли серию со счётом 4-1, проиграв только первый матч. Самыми результативными игроками серии стали нападающие «Вегаса» Чендлер Стивенсон и Марк Стоун, которые в пяти матчах набрали по 8 очков.
| 18 апреля 21:30 | Вегас Голден Найтс | 1 : 5 (0:0, 1:2, 0:3) | Виннипег Джетс | Ти-Мобайл Арена Зрителей: 18 006 |

| Отчёт                                              | Отчёт                               | Отчёт | Отчёт            | Отчёт                                                                               |
| -------------------------------------------------- | ----------------------------------- | --- | ---------------- | ----------------------------------------------------------------------------------- |
|                                                    |                                     | |                  |                                                                                     |
|                                                    | Лоран Броссуа                       | Вратари | Коннор Хеллебайк | Судьи: Кендрик Николсон Келли Сазерленд Линейные судьи: Беван Миллз Шендор Альфонсо |
|                                                    | Голы:                               | |                  | Судьи: Кендрик Николсон Келли Сазерленд Линейные судьи: Беван Миллз Шендор Альфонсо |
| Вильям Карлссон — 35:49 (И. Барбашёв, Ж. Маршессо) | 0 : 1 0 : 2 1 : 2 1 : 3 1 : 4 1 : 5 | 21:24 — Кайл Коннор (П.-Л. Дюбуа, Дж. Моррисси) 22:26 — Пьер-Люк Дюбуа (Б. Уилер) 43:53 — Блейк Уилер (Н. Нидеррайтер, Н. Шмидт) 58:39 — Адам Лаури (п.в.) (Б. Уилер, Н. Пионк) 59:41 — Адам Лаури (бол.) (Н. Нидеррайтер, В. Наместников) |                  | Судьи: Кендрик Николсон Келли Сазерленд Линейные судьи: Беван Миллз Шендор Альфонсо |
|                                                    |                                     | |                  | Судьи: Кендрик Николсон Келли Сазерленд Линейные судьи: Беван Миллз Шендор Альфонсо |
|                                                    |                                     | |                  | Судьи: Кендрик Николсон Келли Сазерленд Линейные судьи: Беван Миллз Шендор Альфонсо |
|                                                    |                                     | |                  | Судьи: Кендрик Николсон Келли Сазерленд Линейные судьи: Беван Миллз Шендор Альфонсо |
| 16 мин                                             | Штраф                               | 16 мин |                  | Судьи: Кендрик Николсон Келли Сазерленд Линейные судьи: Беван Миллз Шендор Альфонсо |
|                                                    |                                     | |                  |                                                                                     |
|                                                    | 17                                  | Броски | 31               |                                                                                     |

| 20 апреля 22:00 | Вегас Голден Найтс | 5 : 2 (0:1, 2:1, 3:0) | Виннипег Джетс | Ти-Мобайл Арена Зрителей: 18 333 |

| Отчёт | Отчёт                                   | Отчёт                                                                                             | Отчёт            | Отчёт                                                               |
| --- | --------------------------------------- | ------------------------------------------------------------------------------------------------- | ---------------- | ------------------------------------------------------------------- |
| |                                         |                                                                                                   |                  |                                                                     |
| | Лоран Броссуа                           | Вратари                                                                                           | Коннор Хеллебайк | Судьи: Крис Ли Стив Козари Линейные судьи: Мишель Кормье Девин Берг |
| | Голы:                                   |                                                                                                   |                  | Судьи: Крис Ли Стив Козари Линейные судьи: Мишель Кормье Девин Берг |
| Вильям Карлссон — 25:54 (Ф. Кессел, Р. Смит) Джек Айкел — 30:25 (А. Пьетранжело, М. Амадио) Чендлер Стивенсон — 45:37 (А. Пьетранжело, М. Стоун) Марк Стоун — 53:01 (Ч. Стивенсон, Б. Хауден) Марк Стоун — 57:30 (В. Карлссон, Ф. Кессел) | 0 : 1 : 1 2 : 1 2 : 2 3 : 2 4 : 2 5 : 2 | 09:18 — Адам Лаури (бол.) (Н. Пионк, Н. Шмидт) 36:01 — Кевин Стенлунд (С. Маеналайнен, Д. Демело) |                  | Судьи: Крис Ли Стив Козари Линейные судьи: Мишель Кормье Девин Берг |
| |                                         |                                                                                                   |                  | Судьи: Крис Ли Стив Козари Линейные судьи: Мишель Кормье Девин Берг |
| |                                         |                                                                                                   |                  | Судьи: Крис Ли Стив Козари Линейные судьи: Мишель Кормье Девин Берг |
| |                                         |                                                                                                   |                  | Судьи: Крис Ли Стив Козари Линейные судьи: Мишель Кормье Девин Берг |
| 10 мин | Штраф                                   | 12 мин                                                                                            |                  | Судьи: Крис Ли Стив Козари Линейные судьи: Мишель Кормье Девин Берг |
| |                                         |                                                                                                   |                  |                                                                     |
| | 39                                      | Броски                                                                                            | 33               |                                                                     |

| 22 апреля 16:00 | Виннипег Джетс | 4 : 5 (2ОТ) (1:2, 0:2, 3:0, 0:0, 0:1) | Вегас Голден Найтс | Канада Лайф-центр Зрителей: 15 324 |

| Отчёт | Отчёт                                                 | Отчёт | Отчёт         | Отчёт                                                                       |
| --- | ----------------------------------------------------- | --- | ------------- | --------------------------------------------------------------------------- |
| |                                                       | |               |                                                                             |
| | Коннор Хеллебайк                                      | Вратари | Лоран Броссуа | Судьи: Эрик Фурлатт Тревор Хэнсон Линейные судьи: Джеймс Тобиас Стив Бартон |
| | Голы:                                                 | |               | Судьи: Эрик Фурлатт Тревор Хэнсон Линейные судьи: Джеймс Тобиас Стив Бартон |
| Кайл Коннор — 09:07 (Д. Демело, Б. Диллон) Нино Нидеррайтер — 42:04 (П.-Л. Дюбуа, Н. Пионк) Марк Шайфли (бол.) — 54:08 (Н. Пионк, К. Коннор) Адам Лаури — 59:38 (В. Наместников, Н. Пионк) | 0 : 1 0 : 2 1 : 2 1 : 3 1 : 4 2 : 4 3 : 4 4 : 4 4 : 5 | 02:52 — Чендлер Стивенсон (М. Стоун, Ш. Теодор) 06:18 — Джек Айкел (бол.) (Ч. Стивенсон, А. Пьетранжело) 30:46 — Джек Айкел (А. Пьетранжело, Р. Смит) 37:45 — Киган Колесар (Дж. Айкел, М. Амадио) 83:40 — Майкл Амадио (И. Барбашёв) |               | Судьи: Эрик Фурлатт Тревор Хэнсон Линейные судьи: Джеймс Тобиас Стив Бартон |
| |                                                       | |               | Судьи: Эрик Фурлатт Тревор Хэнсон Линейные судьи: Джеймс Тобиас Стив Бартон |
| |                                                       | |               | Судьи: Эрик Фурлатт Тревор Хэнсон Линейные судьи: Джеймс Тобиас Стив Бартон |
| |                                                       | |               | Судьи: Эрик Фурлатт Тревор Хэнсон Линейные судьи: Джеймс Тобиас Стив Бартон |
| 19 мин | Штраф                                                 | 17 мин |               | Судьи: Эрик Фурлатт Тревор Хэнсон Линейные судьи: Джеймс Тобиас Стив Бартон |
| |                                                       | |               |                                                                             |
| | 34                                                    | Броски | 48            |                                                                             |

| 24 апреля 21:30 | Виннипег Джетс | 2 : 4 (1:1, 0:2, 1:1) | Вегас Голден Найтс | Канада Лайф-центр Зрителей: 15 324 |

| Отчёт | Отчёт                             | Отчёт | Отчёт         | Отчёт                                                                |
| --- | --------------------------------- | --- | ------------- | -------------------------------------------------------------------- |
| |                                   | |               |                                                                      |
| | Коннор Хеллебайк                  | Вратари | Лоран Броссуа | Судьи: Жан Эбер Кайл Реман Линейные судьи: Стив Бартон Джеймс Тобиас |
| | Голы:                             | |               | Судьи: Жан Эбер Кайл Реман Линейные судьи: Стив Бартон Джеймс Тобиас |
| Блейк Уилер (бол.) — 05:53 (Н. Пионк, Н. Нидеррайтер) Пьер-Люк Дюбуа (бол.) — 42:57 (Б. Уилер, Н. Пионк) | 1 : 0 1 : 1 : 2 1 : 3 2 : 3 2 : 4 | 09:53 — Бретт Хауден (Ч. Стивенсон) 33:32 — Вильям Карлссон (Ж. Маршессо, Ш. Теодор) 34:19 — Иван Барбашёв (Ш. Теодор, Ч. Стивенсон) 59:43 — Бретт Хауден (п.в.) (М. Стоун) |               | Судьи: Жан Эбер Кайл Реман Линейные судьи: Стив Бартон Джеймс Тобиас |
| |                                   | |               | Судьи: Жан Эбер Кайл Реман Линейные судьи: Стив Бартон Джеймс Тобиас |
| |                                   | |               | Судьи: Жан Эбер Кайл Реман Линейные судьи: Стив Бартон Джеймс Тобиас |
| |                                   | |               | Судьи: Жан Эбер Кайл Реман Линейные судьи: Стив Бартон Джеймс Тобиас |
| 6 мин | Штраф                             | 6 мин |               | Судьи: Жан Эбер Кайл Реман Линейные судьи: Стив Бартон Джеймс Тобиас |
| |                                   | |               |                                                                      |
| | 26                                | Броски | 30            |                                                                      |

| 27 апреля 22:00 | Вегас Голден Найтс | 4 : 1 (1:0, 3:0, 0:1) | Виннипег Джетс | Ти-Мобайл Арена Зрителей: 18 476 |

| Отчёт | Отчёт                         | Отчёт                                    | Отчёт            | Отчёт                                                                       |
| --- | ----------------------------- | ---------------------------------------- | ---------------- | --------------------------------------------------------------------------- |
| |                               |                                          |                  |                                                                             |
| | Лоран Броссуа                 | Вратари                                  | Коннор Хеллебайк | Судьи: Кевин Поллок Гарретт Рэнк Линейные судьи: Либор Суханек Кил Марчисон |
| | Голы:                         |                                          |                  | Судьи: Кевин Поллок Гарретт Рэнк Линейные судьи: Либор Суханек Кил Марчисон |
| Чендлер Стивенсон — 00:50 (М. Стоун, Б. Хауден) Марк Стоун — 20:42 (А. Пьетранжело) Вильям Карлссон — 24:41 (М. Амадио, Р. Смит) Чендлер Стивенсон (бол.) — 28:37 (М. Стоун, Дж. Айкел) | 1 : 0 2 : 0 3 : 0 4 : 0 4 : 1 | 54:22 — Кайл Коннор (Б. Уилер, А. Лаури) |                  | Судьи: Кевин Поллок Гарретт Рэнк Линейные судьи: Либор Суханек Кил Марчисон |
| |                               |                                          |                  | Судьи: Кевин Поллок Гарретт Рэнк Линейные судьи: Либор Суханек Кил Марчисон |
| |                               |                                          |                  | Судьи: Кевин Поллок Гарретт Рэнк Линейные судьи: Либор Суханек Кил Марчисон |
| |                               |                                          |                  | Судьи: Кевин Поллок Гарретт Рэнк Линейные судьи: Либор Суханек Кил Марчисон |
| 4 мин | Штраф                         | 4 мин                                    |                  | Судьи: Кевин Поллок Гарретт Рэнк Линейные судьи: Либор Суханек Кил Марчисон |
| |                               |                                          |                  |                                                                             |
| | 25                            | Броски                                   | 31               |                                                                             |

#### «Эдмонтон Ойлерз» (Т2) — «Лос-Анджелес Кингз» (Т3)
Девятая встреча «Эдмонтона» и «Лос-Анджелеса» в плей-офф. Из предыдущих восьми «Ойлерз» выиграли шесть, включая их последнюю встречу в первом раунде прошлогоднего розыгрыша Кубка Стэнли в семи матчах. Счёт в сезонной серии 2022/23 — 2-2.
«Эдмонтон» выиграл серию со счётом 4-2. Самым результативным игроком серии стал немецкий нападающий «Ойлерз» Леон Драйзайтль, который в шести матчах набрал 11 (7+4) очков. 
| 17 апреля 22:00 | Эдмонтон Ойлерз | 3 : 4 (ОТ) (2:0, 0:0, 1:3, 0:1) | Лос-Анджелес Кингз | Роджерс Плэйс Зрителей: 18 347 |

| Отчёт | Отчёт                                   | Отчёт | Отчёт            | Отчёт                                                                       |
| --- | --------------------------------------- | --- | ---------------- | --------------------------------------------------------------------------- |
| |                                         | |                  |                                                                             |
| | Стюарт Скиннер                          | Вратари | Йоонас Корписало | Судьи: Тревор Хэнсон Эрик Фурлатт Линейные судьи: Джеймс Тобиас Стив Бартон |
| | Голы:                                   | |                  | Судьи: Тревор Хэнсон Эрик Фурлатт Линейные судьи: Джеймс Тобиас Стив Бартон |
| Леон Драйзайтль — 06:57 (М. Янмарк) Эван Бушар (бол.) — 12:31 (Р. Нюджент-Хопкинс, З. Хайман) Леон Драйзайтль — 48:46 (Э. Кейн) | 1 : 0 2 : 0 2 : 1 3 : 1 3 : 2 3 : 3 : 4 | 40:52 — Адриан Кемпе (М. Рой, А. Копитар) 51:23 — Адриан Кемпе (К. Байфилд, А. Копитар) 59:43 — Анже Копитар (бол.) (Ф. Дано, В. Арвидссон) 69:19 — Алекс Аяфалло (бол.) (В. Арвидссон, А. Копитар) |                  | Судьи: Тревор Хэнсон Эрик Фурлатт Линейные судьи: Джеймс Тобиас Стив Бартон |
| |                                         | |                  | Судьи: Тревор Хэнсон Эрик Фурлатт Линейные судьи: Джеймс Тобиас Стив Бартон |
| |                                         | |                  | Судьи: Тревор Хэнсон Эрик Фурлатт Линейные судьи: Джеймс Тобиас Стив Бартон |
| |                                         | |                  | Судьи: Тревор Хэнсон Эрик Фурлатт Линейные судьи: Джеймс Тобиас Стив Бартон |
| 14 мин | Штраф                                   | 8 мин |                  | Судьи: Тревор Хэнсон Эрик Фурлатт Линейные судьи: Джеймс Тобиас Стив Бартон |
| |                                         | |                  |                                                                             |
| | 40                                      | Броски | 35               |                                                                             |

| 19 апреля 22:00 | Эдмонтон Ойлерз | 4 : 2 (2:0, 0:2, 2:0) | Лос-Анджелес Кингз | Роджерс Плэйс Зрителей: 18 347 |

| Отчёт | Отчёт                               | Отчёт                                                                                      | Отчёт            | Отчёт                                                               |
| --- | ----------------------------------- | ------------------------------------------------------------------------------------------ | ---------------- | ------------------------------------------------------------------- |
| |                                     |                                                                                            |                  |                                                                     |
| | Стюарт Скиннер                      | Вратари                                                                                    | Йоонас Корписало | Судьи: Кайл Реман Жан Эбер Линейные судьи: Брайан Пансич Эндрю Смит |
| | Голы:                               |                                                                                            |                  | Судьи: Кайл Реман Жан Эбер Линейные судьи: Брайан Пансич Эндрю Смит |
| Дерек Райан — 02:34 (Л. Драйзайтль, Д. Нерс) Леон Драйзайтль (бол.) — 12:06 (К. Макдэвид, Э. Бушар) Клим Костин — 42:20 Эвандер Кейн (п.в.) — 59:37 (Л. Драйзайтль) | 1 : 0 2 : 0 2 : 1 2 : 2 3 : 2 4 : 2 | 34:38 — Филлип Дано (А. Кемпе, М. Андерсон) 39:16 — Габриэль Виларди (Т. Мур, В. Гавриков) |                  | Судьи: Кайл Реман Жан Эбер Линейные судьи: Брайан Пансич Эндрю Смит |
| |                                     |                                                                                            |                  | Судьи: Кайл Реман Жан Эбер Линейные судьи: Брайан Пансич Эндрю Смит |
| |                                     |                                                                                            |                  | Судьи: Кайл Реман Жан Эбер Линейные судьи: Брайан Пансич Эндрю Смит |
| |                                     |                                                                                            |                  | Судьи: Кайл Реман Жан Эбер Линейные судьи: Брайан Пансич Эндрю Смит |
| 8 мин | Штраф                               | 2 мин                                                                                      |                  | Судьи: Кайл Реман Жан Эбер Линейные судьи: Брайан Пансич Эндрю Смит |
| |                                     |                                                                                            |                  |                                                                     |
| | 37                                  | Броски                                                                                     | 24               |                                                                     |

| 21 апреля 22:00 | Лос-Анджелес Кингз | 3 : 2 (ОТ) (1:0, 1:2, 0:0, 1:0) | Эдмонтон Ойлерз | Crypto.com-арена Зрителей: 18 230 |

| Отчёт | Отчёт                     | Отчёт | Отчёт          | Отчёт                                                                        |
| --- | ------------------------- | --- | -------------- | ---------------------------------------------------------------------------- |
| |                           | |                |                                                                              |
| | Йоонас Корписало          | Вратари | Стюарт Скиннер | Судьи: Кевин Поллок Гарретт Рэнк Линейные судьи: Беван Миллз Шендор Альфонсо |
| | Голы:                     | |                | Судьи: Кевин Поллок Гарретт Рэнк Линейные судьи: Беван Миллз Шендор Альфонсо |
| Алекс Аяфалло — 19:27 (М. Рой, А. Копитар) Адриан Кемпе (бол.) — 29:40 (В. Арвидссон, Д. Даути) Тревор Мур (бол.) — 63:24 (Г. Виларди, К. Байфилд) | 1 : 0 1 : 1 : 2 : 2 3 : 2 | 27:42 — Коннор Макдэвид (бол.) (Э. Бушар, Р. Нюджент-Хопкинс) 29:22 — Коннор Макдэвид (бол.) (Э. Бушар, Л. Драйзайтль) |                | Судьи: Кевин Поллок Гарретт Рэнк Линейные судьи: Беван Миллз Шендор Альфонсо |
| |                           | |                | Судьи: Кевин Поллок Гарретт Рэнк Линейные судьи: Беван Миллз Шендор Альфонсо |
| |                           | |                | Судьи: Кевин Поллок Гарретт Рэнк Линейные судьи: Беван Миллз Шендор Альфонсо |
| |                           | |                | Судьи: Кевин Поллок Гарретт Рэнк Линейные судьи: Беван Миллз Шендор Альфонсо |
| 12 мин | Штраф                     | 14 мин |                | Судьи: Кевин Поллок Гарретт Рэнк Линейные судьи: Беван Миллз Шендор Альфонсо |
| |                           | |                |                                                                              |
| | 31                        | Броски | 40             |                                                                              |

| 23 апреля 21:00 | Лос-Анджелес Кингз | 4 : 5 (ОТ) (3:0, 0:3, 1:1, 0:1) | Эдмонтон Ойлерз | Crypto.com-арена Зрителей: 18 367 |

| Отчёт | Отчёт                                               | Отчёт | Отчёт                                                    | Отчёт                                                                  |
| --- | --------------------------------------------------- | --- | -------------------------------------------------------- | ---------------------------------------------------------------------- |
| |                                                     | |                                                          |                                                                        |
| | Йоонас Корписало                                    | Вратари | 00:00-20:00 — Стюарт Скиннер 20:00-70:39 — Джек Кэмпбелл | Судьи: Крис Ли Стив Козари Линейные судьи: Шендор Альфонсо Беван Миллз |
| | Голы:                                               | |                                                          | Судьи: Крис Ли Стив Козари Линейные судьи: Шендор Альфонсо Беван Миллз |
| Габриэль Виларди — 09:25 (К. Фиала, А. Аяфалло) Виктор Арвидссон — 16:48 (Т. Мур, Ф. Дано) Анже Копитар (бол.) — 18:11 (К. Фиала, А. Кемпе) Мэтт Рой — 44:28 (В. Арвидссон, Ф. Дано) | 1 : 0 2 : 0 3 : 0 3 : 1 3 : 2 3 : 3 4 : 3 4 : 4 : 5 | 24:55 — Эван Бушар (бол.) (Л. Драйзайтль, К. Макдэвид) 29:41 — Леон Драйзайтль (К. Макдэвид, З. Хайман) 39:49 — Леон Драйзайтль (бол.) (Р. Нюджент-Хопкинс, Э. Бушар) 56:58 — Эвандер Кейн (К. Макдэвид, М. Экхольм) 70:39 — Зак Хайман (Э. Бушар) |                                                          | Судьи: Крис Ли Стив Козари Линейные судьи: Шендор Альфонсо Беван Миллз |
| |                                                     | |                                                          | Судьи: Крис Ли Стив Козари Линейные судьи: Шендор Альфонсо Беван Миллз |
| |                                                     | |                                                          | Судьи: Крис Ли Стив Козари Линейные судьи: Шендор Альфонсо Беван Миллз |
| |                                                     | |                                                          | Судьи: Крис Ли Стив Козари Линейные судьи: Шендор Альфонсо Беван Миллз |
| 6 мин | Штраф                                               | 4 мин |                                                          | Судьи: Крис Ли Стив Козари Линейные судьи: Шендор Альфонсо Беван Миллз |
| |                                                     | |                                                          |                                                                        |
| | 39                                                  | Броски | 42                                                       |                                                                        |

| 25 апреля 21:30 | Эдмонтон Ойлерз | 6 : 3 (3:2, 2:0, 1:1) | Лос-Анджелес Кингз | Роджерс Плэйс Зрителей: 18 347 |

| Отчёт | Отчёт                                                 | Отчёт | Отчёт                                                     | Отчёт                                                                        |
| --- | ----------------------------------------------------- | --- | --------------------------------------------------------- | ---------------------------------------------------------------------------- |
| |                                                       | |                                                           |                                                                              |
| | Стюарт Скиннер                                        | Вратари | 00:00-31:49 — Йоонас Корписало 31:49-60:00 — Финикс Копли | Судьи: Джон Макайзек Горд Дуайер Линейные судьи: Кайл Флемингтон Тревис Туми |
| | Голы:                                                 | |                                                           | Судьи: Джон Макайзек Горд Дуайер Линейные судьи: Кайл Флемингтон Тревис Туми |
| Эвандер Кейн (бол.) — 08:08 (Д. Нерс, М. Экхольм) Леон Драйзайтль — 10:40 (К. Макдэвид, М. Экхольм) Бретт Кулак — 14:12 (Р. Маклауд, У. Фогель) Ник Бьюгстад — 31:49 (К. Сиси, Д. Нерс) Зак Хайман (бол.) — 35:47 (Э. Бушар, К. Макдэвид) Ник Бьюгстад — 44:26 (Р. Нюджент-Хопкинс) | 1 : 0 2 : 0 2 : 1 3 : 1 3 : 2 4 : 2 5 : 2 6 : 2 6 : 3 | 13:12 — Алекс Аяфалло (А. Кемпе, А. Копитар) 17:35 — Адриан Кемпе (К. Грундстрём, Д. Даути) 46:33 — Куинтон Байфилд (Г. Виларди, К. Фиала) |                                                           | Судьи: Джон Макайзек Горд Дуайер Линейные судьи: Кайл Флемингтон Тревис Туми |
| |                                                       | |                                                           | Судьи: Джон Макайзек Горд Дуайер Линейные судьи: Кайл Флемингтон Тревис Туми |
| |                                                       | |                                                           | Судьи: Джон Макайзек Горд Дуайер Линейные судьи: Кайл Флемингтон Тревис Туми |
| |                                                       | |                                                           | Судьи: Джон Макайзек Горд Дуайер Линейные судьи: Кайл Флемингтон Тревис Туми |
| 12 мин | Штраф                                                 | 16 мин |                                                           | Судьи: Джон Макайзек Горд Дуайер Линейные судьи: Кайл Флемингтон Тревис Туми |
| |                                                       | |                                                           |                                                                              |
| | 27                                                    | Броски | 28                                                        |                                                                              |

| 29 апреля 22:00 | Лос-Анджелес Кингз | 4 : 5 (1:2, 2:2, 1:1) | Эдмонтон Ойлерз | Crypto.com-арена Зрителей: 18 230 |

| Отчёт | Отчёт                                             | Отчёт | Отчёт          | Отчёт                                                                          |
| --- | ------------------------------------------------- | --- | -------------- | ------------------------------------------------------------------------------ |
| |                                                   | |                |                                                                                |
| | Йоонас Корписало                                  | Вратари | Стюарт Скиннер | Судьи: Уэс Макколи Фредерик Л’Экюйе Линейные судьи: Кил Марчисон Либор Суханек |
| | Голы:                                             | |                | Судьи: Уэс Макколи Фредерик Л’Экюйе Линейные судьи: Кил Марчисон Либор Суханек |
| Шон Дурци — 08:13 (К. Фиала, К. Байфилд) Адриан Кемпе (бол.) — 26:36 (К. Фиала, В. Арвидссон) Кевин Фиала (бол.) — 28:16 (Д. Даути, В. Арвидссон) Филлип Дано (бол.) — 47:46 | 0 : 1 : 1 1 : 2 1 : 3 2 : 3 3 : 3 3 : 4 : 4 4 : 5 | 01:25 — Коннор Макдэвид (Э. Бушар, М. Экхольм) 12:12 — Клим Костин (Р. Маклауд, В. Деарне) 24:06 — Леон Драйзайтль (бол.) (К. Макдэвид, Э. Бушар) 30:54 — Клим Костин (К. Ямамото, В. Деарне) 56:57 — Кайлер Ямамото (Р. Маклауд, К. Костин) |                | Судьи: Уэс Макколи Фредерик Л’Экюйе Линейные судьи: Кил Марчисон Либор Суханек |
| |                                                   | |                | Судьи: Уэс Макколи Фредерик Л’Экюйе Линейные судьи: Кил Марчисон Либор Суханек |
| |                                                   | |                | Судьи: Уэс Макколи Фредерик Л’Экюйе Линейные судьи: Кил Марчисон Либор Суханек |
| |                                                   | |                | Судьи: Уэс Макколи Фредерик Л’Экюйе Линейные судьи: Кил Марчисон Либор Суханек |
| 4 мин | Штраф                                             | 6 мин |                | Судьи: Уэс Макколи Фредерик Л’Экюйе Линейные судьи: Кил Марчисон Либор Суханек |
| |                                                   | |                |                                                                                |
| | 44                                                | Броски | 26             |                                                                                |

## Второй раунд
Начало матчей указано по Североамериканскому восточному времени (UTC-4).

### Восточная конференция

#### «Торонто Мейпл Лифс» (А2) — «Флорида Пантерз» (УК)
Впервые «Торонто» и «Флорида» встретились в плей-офф. «Мейпл Лифс» выиграли сезонную серию у «Пантерз» со счётом 3-1.
«Пантерз» выиграли серию со счётом 4-1. В пятом матче серии вратарь «Флориды» Сергей Бобровский отразил 50 бросков по своим воротам и стал вторым в истории клуба игроком, кому удалось это сделать в плей-офф. Всего за пять матчей серии Бобровский в среднем пропускал по 2 шайбы за игру.
| 2 мая 19:00 | Торонто Мейпл Лифс | 2 : 4 (0:1, 2:2, 0:1) | Флорида Пантерз | Скоушабэнк-арена Зрителей: 19 244 |

| Отчёт                                                                                       | Отчёт                               | Отчёт | Отчёт             | Отчёт                                                                          |
| ------------------------------------------------------------------------------------------- | ----------------------------------- | --- | ----------------- | ------------------------------------------------------------------------------ |
|                                                                                             |                                     | |                   |                                                                                |
|                                                                                             | Илья Самсонов                       | Вратари | Сергей Бобровский | Судьи: Келли Сазерленд Тревор Хэнсон Линейные судьи: Стив Бартон Брайан Пансич |
|                                                                                             | Голы:                               | |                   | Судьи: Келли Сазерленд Тревор Хэнсон Линейные судьи: Стив Бартон Брайан Пансич |
| Мэттью Найс — 28:09 (О. Мэттьюс, М. Райлли) Майкл Бантинг — 34:51 (К. Йернкрук, Р. О’Райли) | 0 : 1 0 : 2 1 : 2 2 : 2 2 : 3 2 : 4 | 09:25 — Ник Казинс (М. Ткачук, С. Беннетт) 07:58 — Сэм Беннетт (А. Экблад, М. Ткачук) 37:47 — Картер Верхеги (Э. Дюклер, А. Барков) 52:24 — Брэндон Монтур (М. Ткачук, А. Барков) |                   | Судьи: Келли Сазерленд Тревор Хэнсон Линейные судьи: Стив Бартон Брайан Пансич |
|                                                                                             |                                     | |                   | Судьи: Келли Сазерленд Тревор Хэнсон Линейные судьи: Стив Бартон Брайан Пансич |
|                                                                                             |                                     | |                   | Судьи: Келли Сазерленд Тревор Хэнсон Линейные судьи: Стив Бартон Брайан Пансич |
|                                                                                             |                                     | |                   | Судьи: Келли Сазерленд Тревор Хэнсон Линейные судьи: Стив Бартон Брайан Пансич |
| 2 мин                                                                                       | Штраф                               | 10 мин |                   | Судьи: Келли Сазерленд Тревор Хэнсон Линейные судьи: Стив Бартон Брайан Пансич |
|                                                                                             |                                     | |                   |                                                                                |
|                                                                                             | 36                                  | Броски | 28                |                                                                                |

| 4 мая 19:00 | Торонто Мейпл Лифс | 2 : 3 (2:1, 0:2, 0:0) | Флорида Пантерз | Скоушабэнк-арена Зрителей: 19 387 |

| Отчёт                                                                                              | Отчёт                       | Отчёт | Отчёт             | Отчёт                                                                       |
| -------------------------------------------------------------------------------------------------- | --------------------------- | --- | ----------------- | --------------------------------------------------------------------------- |
| |                             | |                   |                                                                             |
| | Илья Самсонов               | Вратари | Сергей Бобровский | Судьи: Крис Руни Грэм Скиллитер Линейные судьи: Брэд Ковачик Мэтт Макферсон |
| | Голы:                       | |                   | Судьи: Крис Руни Грэм Скиллитер Линейные судьи: Брэд Ковачик Мэтт Макферсон |
| Александр Керфут — 02:20 (Л. Шенн, М. Райлли) Райан О’Райли (бол.) — 05:10 (М. Марнер, О. Мэттьюс) | 1 : 0 2 : 0 2 : 1 2 : 2 : 3 | 11:13 — Антон Лунделль (С. Райнхарт) 20:19 — Александр Барков (Э. Дюклер) 21:06 — Густав Форслинг (М. Ткачук, А. Лунделль) |                   | Судьи: Крис Руни Грэм Скиллитер Линейные судьи: Брэд Ковачик Мэтт Макферсон |
| |                             | |                   | Судьи: Крис Руни Грэм Скиллитер Линейные судьи: Брэд Ковачик Мэтт Макферсон |
| |                             | |                   | Судьи: Крис Руни Грэм Скиллитер Линейные судьи: Брэд Ковачик Мэтт Макферсон |
| |                             | |                   | Судьи: Крис Руни Грэм Скиллитер Линейные судьи: Брэд Ковачик Мэтт Макферсон |
| 2 мин                                                                                              | Штраф                       | 6 мин |                   | Судьи: Крис Руни Грэм Скиллитер Линейные судьи: Брэд Ковачик Мэтт Макферсон |
| |                             | |                   |                                                                             |
| | 36                          | Броски | 29                |                                                                             |

| 7 мая 18:30 | Флорида Пантерз | 3 : 2 (ОТ) (0:1, 2:1, 0:0, 1:0) | Торонто Мейпл Лифс | FLA Live-арена Зрителей: 19 911 |

| Отчёт | Отчёт                     | Отчёт                                                                                         | Отчёт                                                 | Отчёт                                                                   |
| --- | ------------------------- | --------------------------------------------------------------------------------------------- | ----------------------------------------------------- | ----------------------------------------------------------------------- |
| |                           |                                                                                               |                                                       |                                                                         |
| | Сергей Бобровский         | Вратари                                                                                       | 00:00-20:37 — Илья Самсонов 20:37-63:02 — Джозеф Уолл | Судьи: Уэс Макколи Дэн О’Рурк Линейные судьи: Джонни Мюррей Скотт Черри |
| | Голы:                     |                                                                                               |                                                       | Судьи: Уэс Макколи Дэн О’Рурк Линейные судьи: Джонни Мюррей Скотт Черри |
| Энтони Дюклер (бол.) — 22:36 (А. Экблад) Картер Верхеги — 32:28 (Р. Гудас, Дж. Махура) Сэм Райнхарт — 63:02 (А. Лунделль, А. Экблад) | 0 : 1 : 1 1 : 2 : 2 3 : 2 | 02:26 — Сэм Лафферти (Д. Кампф, М. Райлли) 27:32 — Эрик Густафссон (В. Нюландер, Дж. Маккейб) |                                                       | Судьи: Уэс Макколи Дэн О’Рурк Линейные судьи: Джонни Мюррей Скотт Черри |
| |                           |                                                                                               |                                                       | Судьи: Уэс Макколи Дэн О’Рурк Линейные судьи: Джонни Мюррей Скотт Черри |
| |                           |                                                                                               |                                                       | Судьи: Уэс Макколи Дэн О’Рурк Линейные судьи: Джонни Мюррей Скотт Черри |
| |                           |                                                                                               |                                                       | Судьи: Уэс Макколи Дэн О’Рурк Линейные судьи: Джонни Мюррей Скотт Черри |
| 0 мин | Штраф                     | 4 мин                                                                                         |                                                       | Судьи: Уэс Макколи Дэн О’Рурк Линейные судьи: Джонни Мюррей Скотт Черри |
| |                           |                                                                                               |                                                       |                                                                         |
| | 29                        | Броски                                                                                        | 24                                                    |                                                                         |

| 10 мая 19:00 | Флорида Пантерз | 1 : 2 (0:0, 0:1, 1:1) | Торонто Мейпл Лифс | FLA Live-арена Зрителей: 19 868 |

| Отчёт                                               | Отчёт             | Отчёт                                                                                    | Отчёт       | Отчёт                                                                     |
| --------------------------------------------------- | ----------------- | ---------------------------------------------------------------------------------------- | ----------- | ------------------------------------------------------------------------- |
|                                                     |                   |                                                                                          |             |                                                                           |
|                                                     | Сергей Бобровский | Вратари                                                                                  | Джозеф Уолл | Судьи: Джон Макайзек Горд Дуайер Линейные судьи: Мишель Кормье Девин Берг |
|                                                     | Голы:             |                                                                                          |             | Судьи: Джон Макайзек Горд Дуайер Линейные судьи: Мишель Кормье Девин Берг |
| Сэм Райнхарт (бол.) — 52:13 (М. Ткачук, С. Беннетт) | 0 : 1 0 : 2 1 : 2 | 23:29 — Вильям Нюландер (бол.) (М. Бантинг, М. Марнер) 30:03 — Митч Марнер (Дж. Маккейб) |             | Судьи: Джон Макайзек Горд Дуайер Линейные судьи: Мишель Кормье Девин Берг |
|                                                     |                   |                                                                                          |             | Судьи: Джон Макайзек Горд Дуайер Линейные судьи: Мишель Кормье Девин Берг |
|                                                     |                   |                                                                                          |             | Судьи: Джон Макайзек Горд Дуайер Линейные судьи: Мишель Кормье Девин Берг |
|                                                     |                   |                                                                                          |             | Судьи: Джон Макайзек Горд Дуайер Линейные судьи: Мишель Кормье Девин Берг |
| 16 мин                                              | Штраф             | 16 мин                                                                                   |             | Судьи: Джон Макайзек Горд Дуайер Линейные судьи: Мишель Кормье Девин Берг |
|                                                     |                   |                                                                                          |             |                                                                           |
|                                                     | 25                | Броски                                                                                   | 25          |                                                                           |

| 12 мая 19:00 | Торонто Мейпл Лифс | 2 : 3 (ОТ) (0:2, 1:0, 1:0, 0:1) | Флорида Пантерз | Скоушабэнк-арена Зрителей: 19 513 |

| Отчёт                                                                                              | Отчёт                         | Отчёт | Отчёт             | Отчёт                                                                |
| -------------------------------------------------------------------------------------------------- | ----------------------------- | --- | ----------------- | -------------------------------------------------------------------- |
| |                               | |                   |                                                                      |
| | Джозеф Уолл                   | Вратари | Сергей Бобровский | Судьи: Жан Эбер Кайл Реман Линейные судьи: Беван Миллз Давид Брисбуа |
| | Голы:                         | |                   | Судьи: Жан Эбер Кайл Реман Линейные судьи: Беван Миллз Давид Брисбуа |
| Морган Райлли — 27:50 (С. Лафферти, Д. Кампф) Вильям Нюландер — 55:33 (Дж. Таварес, Ти Джей Броди) | 0 : 1 0 : 2 1 : 2 2 : 2 2 : 3 | 03:31 — Аарон Экблад (бол.) (Г. Форслинг, К. Верхеги) 16:18 — Картер Верхеги (Э. Дюклер, А. Экблад) 75:32 — Ник Казинс (Р. Гудас) |                   | Судьи: Жан Эбер Кайл Реман Линейные судьи: Беван Миллз Давид Брисбуа |
| |                               | |                   | Судьи: Жан Эбер Кайл Реман Линейные судьи: Беван Миллз Давид Брисбуа |
| |                               | |                   | Судьи: Жан Эбер Кайл Реман Линейные судьи: Беван Миллз Давид Брисбуа |
| |                               | |                   | Судьи: Жан Эбер Кайл Реман Линейные судьи: Беван Миллз Давид Брисбуа |
| 4 мин                                                                                              | Штраф                         | 4 мин |                   | Судьи: Жан Эбер Кайл Реман Линейные судьи: Беван Миллз Давид Брисбуа |
| |                               | |                   |                                                                      |
| | 52                            | Броски | 43                |                                                                      |

#### «Каролина Харрикейнз» (С1) — «Нью-Джерси Девилз» (С2)
Пятая встреча этих двух клубов в плей-офф. Из предыдущих четырёх «Каролина» выиграла три, включая их последнюю встречу в четвертьфинале Восточной конференции 2009 в семи матчах. В регулярном чемпионате 2022/23 «Каролина Харрикейнз» и «Нью-Джерси Девилз» провели между собой 4 матча, в которых каждая из команд одержала по 2 победы.
«Каролина» выиграла серию со счётом 4-1. В 3-м матче серии нападающий «Нью-Джерси» Ондржей Палат забросив шайбу и отдав результативную передачу, достиг отметки в 100 набранных очков в матчах плей-офф и, таким образом, стал четвертым чешским игроком достигшим данной отметки, после Яромира Ягра, Давида Крейчи и Патрика Элиаша.
| 3 мая 19:00 | Каролина Харрикейнз | 5 : 1 (2:1, 1:1, 2:0) | Нью-Джерси Девилз | Пи-эн-си-арена Зрителей: 18 735 |

| Отчёт | Отчёт                               | Отчёт                              | Отчёт                                                | Отчёт                                                                   |
| --- | ----------------------------------- | ---------------------------------- | ---------------------------------------------------- | ----------------------------------------------------------------------- |
| |                                     |                                    |                                                      |                                                                         |
| | Фредерик Андерсен                   | Вратари                            | 00:00-21:55 — Акира Шмид 21:55-60:00 — Витек Ванечек | Судьи: Уэс Макколи Дэн О’Рурк Линейные судьи: Скотт Черри Джонни Мюррей |
| | Голы:                               |                                    |                                                      | Судьи: Уэс Макколи Дэн О’Рурк Линейные судьи: Скотт Черри Джонни Мюррей |
| Бретт Пеши — 09:41 (Дж. Стаал) Сет Джарвис — 14:43 Йеспери Котканиеми — 21:55 (Дж. Мартинук, Й. Фаст) Брэди Шей — 50:17 (С. Ахо, С. Нейсен) Йеспер Фаст (п.в.) — 56:44 (Дж. Мартинук, Дж. Стаал) | 1 : 0 2 : 0 3 : 0 3 : 1 4 : 1 5 : 1 | 25:02 — Натан Бастиан (М. Маклауд) |                                                      | Судьи: Уэс Макколи Дэн О’Рурк Линейные судьи: Скотт Черри Джонни Мюррей |
| |                                     |                                    |                                                      | Судьи: Уэс Макколи Дэн О’Рурк Линейные судьи: Скотт Черри Джонни Мюррей |
| |                                     |                                    |                                                      | Судьи: Уэс Макколи Дэн О’Рурк Линейные судьи: Скотт Черри Джонни Мюррей |
| |                                     |                                    |                                                      | Судьи: Уэс Макколи Дэн О’Рурк Линейные судьи: Скотт Черри Джонни Мюррей |
| 4 мин | Штраф                               | 6 мин                              |                                                      | Судьи: Уэс Макколи Дэн О’Рурк Линейные судьи: Скотт Черри Джонни Мюррей |
| |                                     |                                    |                                                      |                                                                         |
| | 23                                  | Броски                             | 18                                                   |                                                                         |

| 5 мая 20:00 | Каролина Харрикейнз | 6 : 1 (0:0, 4:0, 2:1) | Нью-Джерси Девилз | Пи-эн-си-арена Зрителей: 18 982 |

| Отчёт | Отчёт                                     | Отчёт                                      | Отчёт                                                | Отчёт                                                                |
| --- | ----------------------------------------- | ------------------------------------------ | ---------------------------------------------------- | -------------------------------------------------------------------- |
| |                                           |                                            |                                                      |                                                                      |
| | Фредерик Андерсен                         | Вратари                                    | 00:00-40:00 — Акира Шмид 40:00-60:00 — Витек Ванечек | Судьи: Жан Эбер Кайл Реман Линейные судьи: Стив Бартон Брайан Пансич |
| | Голы:                                     |                                            |                                                      | Судьи: Жан Эбер Кайл Реман Линейные судьи: Стив Бартон Брайан Пансич |
| Йеспери Котканиеми (бол.) — 21:35 (Ш. Гостисбер, Дж. Друри) Йеспери Котканиеми — 23:58 (Дж. Мартинук, Й. Фаст) Джордан Стаал — 37:25 (Дж. Друри, Б. Пеши) Мартин Нечас — 39:44 (Ш. Гостисбеер, Дж. Слэвин) Джордан Мартинук — 52:48 Стефан Нейсен — 53:42 (С. Ахо, С. Джарвис) | 1 : 0 2 : 0 3 : 0 4 : 0 4 : 1 5 : 1 6 : 1 | 43:49 — Майлз Вуд (М. Маклауд, Н. Бастиан) |                                                      | Судьи: Жан Эбер Кайл Реман Линейные судьи: Стив Бартон Брайан Пансич |
| |                                           |                                            |                                                      | Судьи: Жан Эбер Кайл Реман Линейные судьи: Стив Бартон Брайан Пансич |
| |                                           |                                            |                                                      | Судьи: Жан Эбер Кайл Реман Линейные судьи: Стив Бартон Брайан Пансич |
| |                                           |                                            |                                                      | Судьи: Жан Эбер Кайл Реман Линейные судьи: Стив Бартон Брайан Пансич |
| 8 мин | Штраф                                     | 6 мин                                      |                                                      | Судьи: Жан Эбер Кайл Реман Линейные судьи: Стив Бартон Брайан Пансич |
| |                                           |                                            |                                                      |                                                                      |
| | 35                                        | Броски                                     | 29                                                   |                                                                      |

| 7 мая 15:30 | Нью-Джерси Девилз | 8 : 4 (3:0, 2:2, 3:2) | Каролина Харрикейнз | Пруденшал-центр Зрителей: 16 514 |

| Отчёт | Отчёт                                                                   | Отчёт | Отчёт                                                       | Отчёт                                                                     |
| --- | ----------------------------------------------------------------------- | --- | ----------------------------------------------------------- | ------------------------------------------------------------------------- |
| |                                                                         | |                                                             |                                                                           |
| | Витек Ванечек                                                           | Вратари | 00:00-20:53 — Фредерик Андерсен 20:53-60:00 — Пётр Кочетков | Судьи: Джон Макайзек Горд Дуайер Линейные судьи: Мишель Кормье Девин Берг |
| | Голы:                                                                   | |                                                             | Судьи: Джон Макайзек Горд Дуайер Линейные судьи: Мишель Кормье Девин Берг |
| Тимо Майер — 05:58 (Дж. Хьюз, Д. Мерсер) Джек Хьюз — 10:55 (Б. Смит, Д. Мерсер) Майкл Маклауд (мен.) — 12:31 (Н. Хишир, Дж. Марино) Нико Хишир — 20:53 (Й. Братт, О. Палат) Деймон Северсон — 25:33 (Л. Хьюз, Дж. Хьюз) Майлз Вуд — 43:08 (Дж. Марино, В. Ванечек) Джек Хьюз — 45:17 (Д. Мерсер, Й. Зигенталер) Ондржей Палат (бол.) — 50:47 (Й. Братт, Л. Хьюз) | 1 : 0 2 : 0 3 : 0 4 : 0 4 : 1 5 : 1 5 : 2 6 : 2 7 : 2 7 : 3 7 : 4 8 : 4 | 22:00 — Себастьян Ахо (С. Джарвис, Дж. Слэвин) 32:18 — Джордан Мартинук (мен.) (бул.) 47:21 — Джордан Стаал (мен.) (Дж. Мартинук) 48:11 — Сет Джарвис (мен.) (Й. Фаст) |                                                             | Судьи: Джон Макайзек Горд Дуайер Линейные судьи: Мишель Кормье Девин Берг |
| |                                                                         | |                                                             | Судьи: Джон Макайзек Горд Дуайер Линейные судьи: Мишель Кормье Девин Берг |
| |                                                                         | |                                                             | Судьи: Джон Макайзек Горд Дуайер Линейные судьи: Мишель Кормье Девин Берг |
| |                                                                         | |                                                             | Судьи: Джон Макайзек Горд Дуайер Линейные судьи: Мишель Кормье Девин Берг |
| 11 мин | Штраф                                                                   | 15 мин |                                                             | Судьи: Джон Макайзек Горд Дуайер Линейные судьи: Мишель Кормье Девин Берг |
| |                                                                         | |                                                             |                                                                           |
| | 34                                                                      | Броски | 30                                                          |                                                                           |

| 9 мая 19:00 | Нью-Джерси Девилз | 1 : 6 (1:1, 0:5, 0:0) | Каролина Харрикейнз | Пруденшал-центр Зрителей: 17 016 |

| Отчёт                        | Отчёт                                                | Отчёт | Отчёт             | Отчёт                                                                |
| ---------------------------- | ---------------------------------------------------- | --- | ----------------- | -------------------------------------------------------------------- |
|                              |                                                      | |                   |                                                                      |
|                              | Витек Ванечек — 00:00-32:46 Акира Шмид — 32:46-60:00 | Вратари | Фредерик Андерсен | Судьи: Стив Козари Крис Ли Линейные судьи: Стив Бартон Брайан Пансич |
|                              | Голы:                                                | |                   | Судьи: Стив Козари Крис Ли Линейные судьи: Стив Бартон Брайан Пансич |
| Джек Хьюз — 01:55 (Т. Майер) | 1 : 0 1 : 1 : 2 1 : 3 1 : 4 1 : 5 1 : 6              | 17:40 — Мартин Нечас (Дж. Мартинук, Дж. Слэвин) 27:26 — Мартин Нечас (Б. Пеши, Дж. Стаал) 29:51 — Бретт Пеши (Дж. Друри, Дж. Стаал) 31:07 — Йеспер Фаст (Дж. Чатфилд) 32:46 — Брент Бёрнс (Й. Котканиеми, Дж. Мартинук) 39:36 — Джордан Мартинук (Б. Бёрнс) |                   | Судьи: Стив Козари Крис Ли Линейные судьи: Стив Бартон Брайан Пансич |
|                              |                                                      | |                   | Судьи: Стив Козари Крис Ли Линейные судьи: Стив Бартон Брайан Пансич |
|                              |                                                      | |                   | Судьи: Стив Козари Крис Ли Линейные судьи: Стив Бартон Брайан Пансич |
|                              |                                                      | |                   | Судьи: Стив Козари Крис Ли Линейные судьи: Стив Бартон Брайан Пансич |
| 6 мин                        | Штраф                                                | 4 мин |                   | Судьи: Стив Козари Крис Ли Линейные судьи: Стив Бартон Брайан Пансич |
|                              |                                                      | |                   |                                                                      |
|                              | 22                                                   | Броски | 29                |                                                                      |

| 11 мая 19:00 | Каролина Харрикейнз | 3 : 2 (ОТ) (0:1, 2:1, 0:0, 1:0) | Нью-Джерси Девилз | Пи-эн-си-арена Зрителей: 18 841 |

| Отчёт | Отчёт                     | Отчёт                                                                                          | Отчёт      | Отчёт                                                                             |
| --- | ------------------------- | ---------------------------------------------------------------------------------------------- | ---------- | --------------------------------------------------------------------------------- |
| |                           |                                                                                                |            |                                                                                   |
| | Фредерик Андерсен         | Вратари                                                                                        | Акира Шмид | Судьи: Тревор Хэнсон Келли Сазерленд Линейные судьи: Шендор Альфонсо Кил Марчисон |
| | Голы:                     |                                                                                                |            | Судьи: Тревор Хэнсон Келли Сазерленд Линейные судьи: Шендор Альфонсо Кил Марчисон |
| Джейккоб Слэвин — 20:50 (Дж. Мартинук) Брент Бёрнс — 39:22 Йеспер Фаст (бол.) — 67:09 (Й. Котканиеми, Ш. Гостисбеер) | 0 : 1 : 1 1 : 2 : 2 3 : 2 | 15:06 — Доусон Мерсер (Т. Майер, М. Маклауд) 27:15 — Тимо Майер (бол.) (Д. Хэмилтон, Дж. Хьюз) |            | Судьи: Тревор Хэнсон Келли Сазерленд Линейные судьи: Шендор Альфонсо Кил Марчисон |
| |                           |                                                                                                |            | Судьи: Тревор Хэнсон Келли Сазерленд Линейные судьи: Шендор Альфонсо Кил Марчисон |
| |                           |                                                                                                |            | Судьи: Тревор Хэнсон Келли Сазерленд Линейные судьи: Шендор Альфонсо Кил Марчисон |
| |                           |                                                                                                |            | Судьи: Тревор Хэнсон Келли Сазерленд Линейные судьи: Шендор Альфонсо Кил Марчисон |
| 2 мин | Штраф                     | 4 мин                                                                                          |            | Судьи: Тревор Хэнсон Келли Сазерленд Линейные судьи: Шендор Альфонсо Кил Марчисон |
| |                           |                                                                                                |            |                                                                                   |
| | 39                        | Броски                                                                                         | 29         |                                                                                   |

### Западная конференция

#### «Даллас Старз» (Ц2) — «Сиэтл Кракен» (УК)
Первая встреча «Далласа» и «Сиэтла» в плей-офф. «Старз» выиграли у «Кракен» два матча регулярного чемпионата 2022/23 из трёх.
«Старз» победили в серии со счётом 4-3. В первом матче серии нападающий «Далласа» Джо Павелски забросил 4 шайбы и стал самым возрастным в истории НХЛ игроком, оформившим «покер» в матче.
| 2 мая 21:30 | Даллас Старз | 4 : 5 (ОТ) (2:4, 0:0, 2:0, 0:1) | Сиэтл Кракен | Американ Эйрлайнс-центр Зрителей: 18 532 |

| Отчёт | Отчёт                                               | Отчёт | Отчёт           | Отчёт                                                                   |
| --- | --------------------------------------------------- | --- | --------------- | ----------------------------------------------------------------------- |
| |                                                     | |                 |                                                                         |
| | Джейк Оттинджер                                     | Вратари | Филипп Грубауэр | Судьи: Кайл Реман Жан Эбер Линейные судьи: Шендор Альфонсо Кил Марчисон |
| | Голы:                                               | |                 | Судьи: Кайл Реман Жан Эбер Линейные судьи: Шендор Альфонсо Кил Марчисон |
| Джо Павелски — 02:25 (М. Марчмент, М. Доми) Джо Павелски — 12:18 (Т. Харли, М. Хейсканен) Джо Павелски — 49:50 (Дж. Бенн, М. Доми) Джо Павелски — 53:23 (Я. Хаканпяя, М. Доми) | 1 : 0 1 : 1 2 : 1 2 : 2 : 3 2 : 4 3 : 4 4 : 4 4 : 5 | 11:25 — Джейден Шварц (М. Гики, Дж. Эберле) 14:28 — Джастин Шульц (Р. Донато) 14:39 — Оливер Бьоркстранд (Дж. Олексяк, У. Борген) 15:20 — Джордан Эберле (В. Данн, М. Бенирс) 72:17 — Янни Гурд |                 | Судьи: Кайл Реман Жан Эбер Линейные судьи: Шендор Альфонсо Кил Марчисон |
| |                                                     | |                 | Судьи: Кайл Реман Жан Эбер Линейные судьи: Шендор Альфонсо Кил Марчисон |
| |                                                     | |                 | Судьи: Кайл Реман Жан Эбер Линейные судьи: Шендор Альфонсо Кил Марчисон |
| |                                                     | |                 | Судьи: Кайл Реман Жан Эбер Линейные судьи: Шендор Альфонсо Кил Марчисон |
| 6 мин | Штраф                                               | 4 мин |                 | Судьи: Кайл Реман Жан Эбер Линейные судьи: Шендор Альфонсо Кил Марчисон |
| |                                                     | |                 |                                                                         |
| | 35                                                  | Броски | 44              |                                                                         |

| 4 мая 21:30 | Даллас Старз | 4 : 2 (0:0, 3:1, 1:1) | Сиэтл Кракен | Американ Эйрлайнс-центр Зрителей: 18 532 |

| Отчёт | Отчёт                               | Отчёт                                                         | Отчёт           | Отчёт                                                               |
| --- | ----------------------------------- | ------------------------------------------------------------- | --------------- | ------------------------------------------------------------------- |
| |                                     |                                                               |                 |                                                                     |
| | Джейк Оттинджер                     | Вратари                                                       | Филипп Грубауэр | Судьи: Стив Козари Крис Ли Линейные судьи: Мишель Кормье Девин Берг |
| | Голы:                               |                                                               |                 | Судьи: Стив Козари Крис Ли Линейные судьи: Мишель Кормье Девин Берг |
| Уайатт Джонстон — 23:43 (К. Миллер, М. Доми) Евгений Дадонов — 29:05 (Дж. Бенн, Р. Сутер) Джо Павелски (бол.) — 36:57 (У. Джонстон, Т. Сегин) Тайлер Сегин — 50:59 (Т. Харли, Р. Хинц) | 1 : 0 2 : 0 2 : 1 3 : 1 4 : 1 4 : 2 | 31:05 — Тай Картье (В. Данн) 56:32 — Джордан Эберле (Я. Гурд) |                 | Судьи: Стив Козари Крис Ли Линейные судьи: Мишель Кормье Девин Берг |
| |                                     |                                                               |                 | Судьи: Стив Козари Крис Ли Линейные судьи: Мишель Кормье Девин Берг |
| |                                     |                                                               |                 | Судьи: Стив Козари Крис Ли Линейные судьи: Мишель Кормье Девин Берг |
| |                                     |                                                               |                 | Судьи: Стив Козари Крис Ли Линейные судьи: Мишель Кормье Девин Берг |
| 6 мин | Штраф                               | 10 мин                                                        |                 | Судьи: Стив Козари Крис Ли Линейные судьи: Мишель Кормье Девин Берг |
| |                                     |                                                               |                 |                                                                     |
| | 37                                  | Броски                                                        | 27              |                                                                     |

| 7 мая 21:30 | Сиэтл Кракен | 7 : 2 (0:0, 5:1, 2:1) | Даллас Старз | Клаймэт Пледж-арена Зрителей: 17 151 |

| Отчёт | Отчёт                                                 | Отчёт                                                                | Отчёт                                                     | Отчёт                                                                     |
| --- | ----------------------------------------------------- | -------------------------------------------------------------------- | --------------------------------------------------------- | ------------------------------------------------------------------------- |
| |                                                       |                                                                      |                                                           |                                                                           |
| | Филипп Грубауэр                                       | Вратари                                                              | 00:00-40:00 — Джейк Оттинджер 40:00-60:00 — Скотт Уэджвуд | Судьи: Крис Руни Грэм Скиллитер Линейные судьи: Давид Брисбуа Беван Миллз |
| | Голы:                                                 |                                                                      |                                                           | Судьи: Крис Руни Грэм Скиллитер Линейные судьи: Давид Брисбуа Беван Миллз |
| Джордан Эберле — 22:10 (Т. Картье, М. Бенирс) Александр Веннберг — 23:36 (Дж. Шварц, В. Данн) Карсон Суси — 26:30 (Р. Донато, Дж. Шульц) Мэтти Бенирс — 28:22 Ээли Толванен — 39:21 Янни Гурд (мен.) — 41:49 (Б. Танев) Джастин Шульц (бол.) — 57:30 (Э. Толванен, А. Веннберг) | 1 : 0 2 : 0 3 : 0 4 : 0 4 : 1 5 : 1 6 : 1 6 : 2 7 : 2 | 32:40 — Мейсон Марчмент (Е. Дадонов) 47:00 — Яни Хаканпяя (Дж. Бенн) |                                                           | Судьи: Крис Руни Грэм Скиллитер Линейные судьи: Давид Брисбуа Беван Миллз |
| |                                                       |                                                                      |                                                           | Судьи: Крис Руни Грэм Скиллитер Линейные судьи: Давид Брисбуа Беван Миллз |
| |                                                       |                                                                      |                                                           | Судьи: Крис Руни Грэм Скиллитер Линейные судьи: Давид Брисбуа Беван Миллз |
| |                                                       |                                                                      |                                                           | Судьи: Крис Руни Грэм Скиллитер Линейные судьи: Давид Брисбуа Беван Миллз |
| 36 мин | Штраф                                                 | 54 мин                                                               |                                                           | Судьи: Крис Руни Грэм Скиллитер Линейные судьи: Давид Брисбуа Беван Миллз |
| |                                                       |                                                                      |                                                           |                                                                           |
| | 25                                                    | Броски                                                               | 26                                                        |                                                                           |

| 9 мая 21:30 | Сиэтл Кракен | 3 : 6 (0:1, 1:4, 2:1) | Даллас Старз | Клаймэт Пледж-арена Зрителей: 17 151 |

| Отчёт | Отчёт                                                    | Отчёт | Отчёт           | Отчёт                                                                          |
| --- | -------------------------------------------------------- | --- | --------------- | ------------------------------------------------------------------------------ |
| |                                                          | |                 |                                                                                |
| | Филипп Грубауэр — 00:00-40:00 Мартин Джонс — 40:00-60:00 | Вратари | Джейк Оттинджер | Судьи: Келли Сазерленд Тревор Хэнсон Линейные судьи: Давид Брисбуа Беван Миллз |
| | Голы:                                                    | |                 | Судьи: Келли Сазерленд Тревор Хэнсон Линейные судьи: Давид Брисбуа Беван Миллз |
| Джейден Шварц — 31:46 (Дж. Шульц, М. Гики) Джейден Шварц — 43:24 (О. Бьоркстранд, В. Данн) Адам Ларссон — 55:49 (В. Данн, М. Бенирс) | 0 : 1 0 : 2 0 : 3 0 : 4 1 : 4 1 : 5 2 : 5 3 : 5 3 : 6    | 17:13 — Джейми Бенн (бол.) (Р. Хинц, М. Хейсканен) 24:46 — Томас Харли (М. Доми, Й. Кивиранта) 29:25 — Макс Доми (Дж. Хенли, Т. Харли) 30:50 — Джо Павелски (бол.) (Дж. Робертсон, Е. Дадонов) 39:07 — Роопе Хинц (Дж. Бенн) 57:39 — Макс Доми (п.в.) (Е. Дадонов, Э. Линделль) |                 | Судьи: Келли Сазерленд Тревор Хэнсон Линейные судьи: Давид Брисбуа Беван Миллз |
| |                                                          | |                 | Судьи: Келли Сазерленд Тревор Хэнсон Линейные судьи: Давид Брисбуа Беван Миллз |
| |                                                          | |                 | Судьи: Келли Сазерленд Тревор Хэнсон Линейные судьи: Давид Брисбуа Беван Миллз |
| |                                                          | |                 | Судьи: Келли Сазерленд Тревор Хэнсон Линейные судьи: Давид Брисбуа Беван Миллз |
| 14 мин | Штраф                                                    | 12 мин |                 | Судьи: Келли Сазерленд Тревор Хэнсон Линейные судьи: Давид Брисбуа Беван Миллз |
| |                                                          | |                 |                                                                                |
| | 19                                                       | Броски | 25              |                                                                                |

| 11 мая 21:30 | Даллас Старз | 5 : 2 (2:0, 1:2, 2:0) | Сиэтл Кракен | Американ Эйрлайнс-центр Зрителей: 18 532 |

| Отчёт | Отчёт                                     | Отчёт                                                                                   | Отчёт           | Отчёт                                                                   |
| --- | ----------------------------------------- | --------------------------------------------------------------------------------------- | --------------- | ----------------------------------------------------------------------- |
| |                                           |                                                                                         |                 |                                                                         |
| | Джейк Оттинджер                           | Вратари                                                                                 | Филипп Грубауэр | Судьи: Уэс Макколи Дэн О’Рурк Линейные судьи: Джонни Мюррей Скотт Черри |
| | Голы:                                     |                                                                                         |                 | Судьи: Уэс Макколи Дэн О’Рурк Линейные судьи: Джонни Мюррей Скотт Черри |
| Уайатт Джонстон — 03:57 (Дж. Бенн) Роопе Хинц — 05:35 (Т. Харли, Дж. Робертсон) Джо Павелски — 20:35 (Дж. Робертсон, Р. Хинц) Роопе Хинц — 51:20 (Дж. Павелски, Дж. Робертсон) Радек Факса (п.в.) — 56:43 | 1 : 0 2 : 0 3 : 0 3 : 1 3 : 2 4 : 2 5 : 2 | 21:59 — Адам Ларссон (Дж. Эберле, Т. Картье) 27:30 — Джаред Макканн (Я. Гурд, Б. Танев) |                 | Судьи: Уэс Макколи Дэн О’Рурк Линейные судьи: Джонни Мюррей Скотт Черри |
| |                                           |                                                                                         |                 | Судьи: Уэс Макколи Дэн О’Рурк Линейные судьи: Джонни Мюррей Скотт Черри |
| |                                           |                                                                                         |                 | Судьи: Уэс Макколи Дэн О’Рурк Линейные судьи: Джонни Мюррей Скотт Черри |
| |                                           |                                                                                         |                 | Судьи: Уэс Макколи Дэн О’Рурк Линейные судьи: Джонни Мюррей Скотт Черри |
| 4 мин | Штраф                                     | 4 мин                                                                                   |                 | Судьи: Уэс Макколи Дэн О’Рурк Линейные судьи: Джонни Мюррей Скотт Черри |
| |                                           |                                                                                         |                 |                                                                         |
| | 21                                        | Броски                                                                                  | 31              |                                                                         |

| 13 мая 19:00 | Сиэтл Кракен | 6 : 3 (2:1, 2:1, 2:1) | Даллас Старз | Клаймэт Пледж-арена Зрителей: 17 151 |

| Отчёт | Отчёт                                                 | Отчёт | Отчёт                                                     | Отчёт                                                                        |
| --- | ----------------------------------------------------- | --- | --------------------------------------------------------- | ---------------------------------------------------------------------------- |
| |                                                       | |                                                           |                                                                              |
| | Филипп Грубауэр                                       | Вратари | 00:00-24:23 — Джейк Оттинджер 24:23-60:00 — Скотт Уэджвуд | Судьи: Горд Дуайер Джон Макайзек Линейные судьи: Брэд Ковачик Мэтт Макферсон |
| | Голы:                                                 | |                                                           | Судьи: Горд Дуайер Джон Макайзек Линейные судьи: Брэд Ковачик Мэтт Макферсон |
| Янни Гурд — 08:59 (Э. Толванен, Дж. Шульц) Джордан Эберле (бол.) — 16:46 (Э. Толванен, Дж. Макканн) Ээли Толванен — 21:34 (О. Бьоркстранд, Я. Гурд) Тай Картье — 24:23 (М. Бенирс, В. Данн) Мэтти Бенирс — 48:43 (Дж. Эберле, Дж. Шварц) Джордан Эберле (п.в.) — 59:02 (А. Веннберг) | 1 : 0 1 : 1 2 : 1 3 : 1 4 : 1 4 : 2 5 : 2 5 : 3 6 : 3 | 09:30 — Мейсон Марчмент (Т. Сегин, М. Доми) 25:27 — Джо Павелски (бол.) (М. Хейсканен, Дж. Робертсон) 48:58 — Йоэль Кивиранта (Т. Харли, Р. Факса) |                                                           | Судьи: Горд Дуайер Джон Макайзек Линейные судьи: Брэд Ковачик Мэтт Макферсон |
| |                                                       | |                                                           | Судьи: Горд Дуайер Джон Макайзек Линейные судьи: Брэд Ковачик Мэтт Макферсон |
| |                                                       | |                                                           | Судьи: Горд Дуайер Джон Макайзек Линейные судьи: Брэд Ковачик Мэтт Макферсон |
| |                                                       | |                                                           | Судьи: Горд Дуайер Джон Макайзек Линейные судьи: Брэд Ковачик Мэтт Макферсон |
| 18 мин | Штраф                                                 | 18 мин |                                                           | Судьи: Горд Дуайер Джон Макайзек Линейные судьи: Брэд Ковачик Мэтт Макферсон |
| |                                                       | |                                                           |                                                                              |
| | 29                                                    | Броски | 23                                                        |                                                                              |

| 15 мая 20:00 | Даллас Старз | 2 : 1 (0:0, 1:0, 1:1) | Сиэтл Кракен | Американ Эйрлайнс-центр Зрителей: 18 756 |

| Отчёт                                                             | Отчёт             | Отчёт                                | Отчёт           | Отчёт                                                               |
| ----------------------------------------------------------------- | ----------------- | ------------------------------------ | --------------- | ------------------------------------------------------------------- |
|                                                                   |                   |                                      |                 |                                                                     |
|                                                                   | Джейк Оттинджер   | Вратари                              | Филипп Грубауэр | Судьи: Крис Руни Жан Эбер Линейные судьи: Скотт Черри Джонни Мюррей |
|                                                                   | Голы:             |                                      |                 | Судьи: Крис Руни Жан Эбер Линейные судьи: Скотт Черри Джонни Мюррей |
| Роопе Хинц — 35:59 Уайатт Джонстон — 52:48 (Е. Дадонов, Т. Харли) | 1 : 0 2 : 0 2 : 1 | 59:42 — Оливер Бьоркстранд (Я. Гурд) |                 | Судьи: Крис Руни Жан Эбер Линейные судьи: Скотт Черри Джонни Мюррей |
|                                                                   |                   |                                      |                 | Судьи: Крис Руни Жан Эбер Линейные судьи: Скотт Черри Джонни Мюррей |
|                                                                   |                   |                                      |                 | Судьи: Крис Руни Жан Эбер Линейные судьи: Скотт Черри Джонни Мюррей |
|                                                                   |                   |                                      |                 | Судьи: Крис Руни Жан Эбер Линейные судьи: Скотт Черри Джонни Мюррей |
| 2 мин                                                             | Штраф             | 2 мин                                |                 | Судьи: Крис Руни Жан Эбер Линейные судьи: Скотт Черри Джонни Мюррей |
|                                                                   |                   |                                      |                 |                                                                     |
|                                                                   | 28                | Броски                               | 23              |                                                                     |

#### «Вегас Голден Найтс» (Т1) — «Эдмонтон Ойлерз» (Т2)
Первая встреча этих двух команд в плей-офф. В регулярном чемпионате 2022/23 «Эдмонтон» выиграл у «Вегаса» три матча из четырёх.
«Голден Найтс» выиграли серию со счётом 4-2. В первом матче серии нападающий «Эдмонтона» Леон Драйзайтль забросил четыре шайбы и стал первым игроком «Ойлерз» в XXI веке, которому удалось оформить «покер» в матче плей-офф. По итогам матча № 4 лига дисквалифицировала на одну игру защитника «Вегаса» Алекса Пьетранжело и защитника «Эдмонтона» Дарнелла Нерса. В шестом матче нападающий «Вегас Голден Найтс» Жонатан Маршессо забросил три шайбы подряд в ворота соперника и стал первым игроком в истории клуба, которому удалось сделать «натуральный хет-трик» в матче плей-офф.
| 3 мая 21:30 | Вегас Голден Найтс | 6 : 4 (3:2, 0:0, 3:2) | Эдмонтон Ойлерз | Ти-Мобайл Арена Зрителей: 18 243 |

| Отчёт | Отчёт                                                     | Отчёт | Отчёт          | Отчёт                                                                      |
| --- | --------------------------------------------------------- | --- | -------------- | -------------------------------------------------------------------------- |
| |                                                           | |                |                                                                            |
| | Лоран Броссуа                                             | Вратари | Стюарт Скиннер | Судьи: Джон Макайзек Горд Дуайер Линейные судьи: Беван Миллз Давид Брисбуа |
| | Голы:                                                     | |                | Судьи: Джон Макайзек Горд Дуайер Линейные судьи: Беван Миллз Давид Брисбуа |
| Иван Барбашёв — 04:36 (Н. Руа) Майкл Амадио — 09:54 (В. Карлссон, З. Уайтклауд) Марк Стоун (бол.) — 18:23 (Р. Смит, А. Пьетранжело) Иван Барбашёв — 42:36 (З. Уайтклауд, Дж. Айкел) Чендлер Стивенсон — 43:26 (М. Стоун, Б. Хауден) Джек Айкел (бол.) (п.в.) — 59:26 | 0 : 1 : 1 2 : 1 3 : 1 3 : 2 3 : 3 4 : 3 5 : 3 5 : 4 6 : 4 | 03:56 — Леон Драйзайтль (бол.) (К. Макдэвид, Э. Бушар) 19:49 — Леон Драйзайтль (З. Хайман, М. Экхольм) 41:35 — Леон Драйзайтль (бол.) (З. Хайман, Э. Бушар) 48:33 — Леон Драйзайтль (К. Макдэвид, М. Экхольм) |                | Судьи: Джон Макайзек Горд Дуайер Линейные судьи: Беван Миллз Давид Брисбуа |
| |                                                           | |                | Судьи: Джон Макайзек Горд Дуайер Линейные судьи: Беван Миллз Давид Брисбуа |
| |                                                           | |                | Судьи: Джон Макайзек Горд Дуайер Линейные судьи: Беван Миллз Давид Брисбуа |
| |                                                           | |                | Судьи: Джон Макайзек Горд Дуайер Линейные судьи: Беван Миллз Давид Брисбуа |
| 8 мин | Штраф                                                     | 10 мин |                | Судьи: Джон Макайзек Горд Дуайер Линейные судьи: Беван Миллз Давид Брисбуа |
| |                                                           | |                |                                                                            |
| | 34                                                        | Броски | 27             |                                                                            |

| 6 мая 19:00 | Вегас Голден Найтс | 1 : 5 (0:4, 0:1, 1:0) | Эдмонтон Ойлерз | Ти-Мобайл Арена Зрителей: 18 504 |

| Отчёт                            | Отчёт                                               | Отчёт | Отчёт          | Отчёт                                                                             |
| -------------------------------- | --------------------------------------------------- | --- | -------------- | --------------------------------------------------------------------------------- |
|                                  |                                                     | |                |                                                                                   |
|                                  | Лоран Броссуа — 00:00-40:00 Эдин Хилл — 40:00-60:00 | Вратари | Стюарт Скиннер | Судьи: Келли Сазерленд Тревор Хэнсон Линейные судьи: Шендор Альфонсо Кил Марчисон |
|                                  | Голы:                                               | |                | Судьи: Келли Сазерленд Тревор Хэнсон Линейные судьи: Шендор Альфонсо Кил Марчисон |
| Иван Барбашёв — 41:36 (М. Стоун) | 0 : 1 0 : 2 0 : 3 0 : 4 0 : 5 1 : 5                 | 02:21 — Леон Драйзайтль (бол.) (З. Хайман, К. Макдэвид) 07:01 — Эван Бушар (бол.) (Р. Нюджент-Хопкинс, З. Хайман) 11:11 — Коннор Макдэвид (мен.) 16:17 — Леон Драйзайтль (К. Ямамото, З. Хайман) 31:43 — Коннор Макдэвид (бол.) (Р. Нюджент-Хопкинс, Э. Бушар) |                | Судьи: Келли Сазерленд Тревор Хэнсон Линейные судьи: Шендор Альфонсо Кил Марчисон |
|                                  |                                                     | |                | Судьи: Келли Сазерленд Тревор Хэнсон Линейные судьи: Шендор Альфонсо Кил Марчисон |
|                                  |                                                     | |                | Судьи: Келли Сазерленд Тревор Хэнсон Линейные судьи: Шендор Альфонсо Кил Марчисон |
|                                  |                                                     | |                | Судьи: Келли Сазерленд Тревор Хэнсон Линейные судьи: Шендор Альфонсо Кил Марчисон |
| 70 мин                           | Штраф                                               | 54 мин |                | Судьи: Келли Сазерленд Тревор Хэнсон Линейные судьи: Шендор Альфонсо Кил Марчисон |
|                                  |                                                     | |                |                                                                                   |
|                                  | 31                                                  | Броски | 36             |                                                                                   |

| 8 мая 20:30 | Эдмонтон Ойлерз | 1 : 5 (1:2, 0:3, 0:0) | Вегас Голден Найтс | Роджерс Плэйс Зрителей: 18 347 |

| Отчёт                                        | Отчёт                                                    | Отчёт | Отчёт                                               | Отчёт                                                                  |
| -------------------------------------------- | -------------------------------------------------------- | --- | --------------------------------------------------- | ---------------------------------------------------------------------- |
|                                              |                                                          | |                                                     |                                                                        |
|                                              | Стюарт Скиннер — 00:00-32:03 Джек Кэмпбелл — 32:03-60:00 | Вратари | 00:00-11:44 — Лоран Броссуа 11:44-60:00 — Эдин Хилл | Судьи: Жан Эбер Кайл Реман Линейные судьи: Брэд Ковачик Мэтт Макферсон |
|                                              | Голы:                                                    | |                                                     | Судьи: Жан Эбер Кайл Реман Линейные судьи: Брэд Ковачик Мэтт Макферсон |
| Уоррен Фогель — 02:45 (Д. Райан, Р. Маклауд) | 1 : 0 1 : 1 : 2 1 : 3 1 : 4 1 : 5                        | 04:44 — Жонатан Маршессо (Дж. Айкел) 19:09 — Жонатан Маршессо (Дж. Айкел) 27:25 — Зак Уайтклауд (Р. Смит, Н. Хег) 32:03 — Джек Айкел (Б. Макнэбб) 37:13 — Чендлер Стивенсон (Н. Руа, А. Мартинес) |                                                     | Судьи: Жан Эбер Кайл Реман Линейные судьи: Брэд Ковачик Мэтт Макферсон |
|                                              |                                                          | |                                                     | Судьи: Жан Эбер Кайл Реман Линейные судьи: Брэд Ковачик Мэтт Макферсон |
|                                              |                                                          | |                                                     | Судьи: Жан Эбер Кайл Реман Линейные судьи: Брэд Ковачик Мэтт Макферсон |
|                                              |                                                          | |                                                     | Судьи: Жан Эбер Кайл Реман Линейные судьи: Брэд Ковачик Мэтт Макферсон |
| 10 мин                                       | Штраф                                                    | 6 мин |                                                     | Судьи: Жан Эбер Кайл Реман Линейные судьи: Брэд Ковачик Мэтт Макферсон |
|                                              |                                                          | |                                                     |                                                                        |
|                                              | 28                                                       | Броски | 33                                                  |                                                                        |

| 10 мая 22:00 | Эдмонтон Ойлерз | 4 : 1 (3:0, 1:0, 0:1) | Вегас Голден Найтс | Роджерс Плэйс Зрителей: 18 347 |

| Отчёт | Отчёт                         | Отчёт                                     | Отчёт     | Отчёт                                                                       |
| --- | ----------------------------- | ----------------------------------------- | --------- | --------------------------------------------------------------------------- |
| |                               |                                           |           |                                                                             |
| | Стюарт Скиннер                | Вратари                                   | Эдин Хилл | Судьи: Крис Руни Грэм Скиллитер Линейные судьи: Брэд Ковачик Мэтт Макферсон |
| | Голы:                         |                                           |           | Судьи: Крис Руни Грэм Скиллитер Линейные судьи: Брэд Ковачик Мэтт Макферсон |
| Ник Бьюгстад — 06:46 (К. Костин) Эван Бушар (бол.) — 07:38 (К. Макдэвид, Р. Нюджент-Хопкинс) Маттиас Экхольм — 13:30 (Л. Драйзайтль, К. Ямамото) Райан Нюджент-Хопкинс — 34:45 (К. Макдэвид, Д. Нерс) | 1 : 0 2 : 0 3 : 0 4 : 0 4 : 1 | 45:58 — Николя Руа (У. Каррье, Ш. Теодор) |           | Судьи: Крис Руни Грэм Скиллитер Линейные судьи: Брэд Ковачик Мэтт Макферсон |
| |                               |                                           |           | Судьи: Крис Руни Грэм Скиллитер Линейные судьи: Брэд Ковачик Мэтт Макферсон |
| |                               |                                           |           | Судьи: Крис Руни Грэм Скиллитер Линейные судьи: Брэд Ковачик Мэтт Макферсон |
| |                               |                                           |           | Судьи: Крис Руни Грэм Скиллитер Линейные судьи: Брэд Ковачик Мэтт Макферсон |
| 47 мин | Штраф                         | 64 мин                                    |           | Судьи: Крис Руни Грэм Скиллитер Линейные судьи: Брэд Ковачик Мэтт Макферсон |
| |                               |                                           |           |                                                                             |
| | 33                            | Броски                                    | 26        |                                                                             |

| 12 мая 22:00 | Вегас Голден Найтс | 4 : 3 (1:2, 3:0, 0:1) | Эдмонтон Ойлерз | Ти-Мобайл Арена Зрителей: 18 519 |

| Отчёт | Отчёт                                 | Отчёт | Отчёт                                                    | Отчёт                                                                |
| --- | ------------------------------------- | --- | -------------------------------------------------------- | -------------------------------------------------------------------- |
| |                                       | |                                                          |                                                                      |
| | Эдин Хилл                             | Вратари | 00:00-35:34 — Стюарт Скиннер 35:34-60:00 — Джек Кэмпбелл | Судьи: Крис Ли Стив Козари Линейные судьи: Стив Бартон Брайан Пансич |
| | Голы:                                 | |                                                          | Судьи: Крис Ли Стив Козари Линейные судьи: Стив Бартон Брайан Пансич |
| Джек Айкел — 03:52 (А. Мартинес, Ж. Маршессо) Марк Стоун (бол.) — 34:05 (Дж. Айкел, Ж. Маршессо) Райлли Смит (бол.) — 34:34 (И. Барбашёв, В. Карлссон) Николас Хег — 35:34 (Дж. Айкел, Ж. Маршессо) | 0 : 1 : 1 1 : 2 : 2 3 : 2 4 : 2 4 : 3 | 03:02 — Коннор Макдэвид (бол.) (Р. Нюджент-Хопкинс, З. Хайман) 09:56 — Зак Хайман (бол.) (Р. Нюджент-Хопкинс, Э. Бушар) 42:40 — Коннор Макдэвид (бол.) (Э. Бушар) |                                                          | Судьи: Крис Ли Стив Козари Линейные судьи: Стив Бартон Брайан Пансич |
| |                                       | |                                                          | Судьи: Крис Ли Стив Козари Линейные судьи: Стив Бартон Брайан Пансич |
| |                                       | |                                                          | Судьи: Крис Ли Стив Козари Линейные судьи: Стив Бартон Брайан Пансич |
| |                                       | |                                                          | Судьи: Крис Ли Стив Козари Линейные судьи: Стив Бартон Брайан Пансич |
| 21 мин | Штраф                                 | 14 мин |                                                          | Судьи: Крис Ли Стив Козари Линейные судьи: Стив Бартон Брайан Пансич |
| |                                       | |                                                          |                                                                      |
| | 31                                    | Броски | 35                                                       |                                                                      |

| 14 мая 22:00 | Эдмонтон Ойлерз | 2 : 5 (2:1, 0:3, 0:1) | Вегас Голден Найтс | Роджерс Плэйс Зрителей: 18 347 |

| Отчёт                                                                                    | Отчёт                                                    | Отчёт | Отчёт     | Отчёт                                                                      |
| ---------------------------------------------------------------------------------------- | -------------------------------------------------------- | --- | --------- | -------------------------------------------------------------------------- |
|                                                                                          |                                                          | |           |                                                                            |
|                                                                                          | Стюарт Скиннер — 00:00-40:00 Джек Кэмпбелл — 40:00-60:00 | Вратари | Эдин Хилл | Судьи: Уэс Макколи Дэн О’Рурк Линейные судьи: Кил Марчисон Шендор Альфонсо |
|                                                                                          | Голы:                                                    | |           | Судьи: Уэс Макколи Дэн О’Рурк Линейные судьи: Кил Марчисон Шендор Альфонсо |
| Коннор Макдэвид — 00:55 (Б. Кулак, Э. Кейн) Уоррен Фогель — 02:43 (Д. Райан, Р. Маклауд) | 0 : 1 : 1 2 : 1 2 : 2 : 3 2 : 4 2 : 5                    | 00:24 — Райлли Смит 24:26 — Жонатан Маршессо (И. Барбашёв, Ш. Теодор) 27:44 — Жонатан Маршессо (А. Мартинес, И. Барбашёв) 38:36 — Жонатан Маршессо (А. Пьетранжело, Дж. Айкел) 59:21 — Вильям Карлссон (п.в.) (Н. Руа) |           | Судьи: Уэс Макколи Дэн О’Рурк Линейные судьи: Кил Марчисон Шендор Альфонсо |
|                                                                                          |                                                          | |           | Судьи: Уэс Макколи Дэн О’Рурк Линейные судьи: Кил Марчисон Шендор Альфонсо |
|                                                                                          |                                                          | |           | Судьи: Уэс Макколи Дэн О’Рурк Линейные судьи: Кил Марчисон Шендор Альфонсо |
|                                                                                          |                                                          | |           | Судьи: Уэс Макколи Дэн О’Рурк Линейные судьи: Кил Марчисон Шендор Альфонсо |
| 4 мин                                                                                    | Штраф                                                    | 4 мин |           | Судьи: Уэс Макколи Дэн О’Рурк Линейные судьи: Кил Марчисон Шендор Альфонсо |
|                                                                                          |                                                          | |           |                                                                            |
|                                                                                          | 41                                                       | Броски | 22        |                                                                            |

## Финалы конференций
Начало матчей указано по Североамериканскому восточному времени (UTC-4).

### Финал Восточной конференции

#### «Каролина Харрикейнз» (С1) — «Флорида Пантерз» (УК)
Первая встреча «Каролины» и «Флориды» в плей-офф. В регулярном чемпионате 2022/23 «Харрикейнз» выиграли у «Пантерз» два матча из трёх. Для «Каролины» этот финал конференции является пятым в истории клуба, а для «Флориды» вторым.
«Флорида» со счётом 4-0 выиграла серию, все матчи которой завершились с разницей в одну шайбу, и во второй раз в своей истории стала обладателем приза принца Уэльского. Первый матч серии продлился 139 минут и 47 секунд и завершился победой «Пантерз» в 4-м овертайме. Этот матч стал самым продолжительным в истории обоих клубов. Вратарь «Флориды» Сергей Бобровский в этом матче отразил 63 броска, а вратарь «Каролины» Фредерик Андерсен — 57, что также является рекордами клубов по количеству сейвов в одном матче. Во втором матче нападающий «Флориды Пантерз» Мэттью Ткачук забросил победную шайбу в овертайме и, благодаря чему, установил новый рекорд клуба по количеству набранных очков в одном розыгрыше плей-офф. В 3-й игре Сергей Бобровский отразил все 32 броска по своим воротам и впервые в своей карьере сыграл на ноль в матче плей-офф.
| 18 мая 20:00 | Каролина Харрикейнз | 2 : 3 (4ОТ) (1:0, 0:2, 1:0, 0:0, 0:0, 0:0, 0:1) | Флорида Пантерз | Пи-эн-си-арена Зрителей: 18 680 |

| Отчёт                                                                                             | Отчёт                     | Отчёт | Отчёт             | Отчёт                                                               |
| ------------------------------------------------------------------------------------------------- | ------------------------- | --- | ----------------- | ------------------------------------------------------------------- |
|                                                                                                   |                           | |                   |                                                                     |
|                                                                                                   | Фредерик Андерсен         | Вратари | Сергей Бобровский | Судьи: Стив Козари Крис Ли Линейные судьи: Брэд Ковачик Беван Миллз |
|                                                                                                   | Голы:                     | |                   | Судьи: Стив Козари Крис Ли Линейные судьи: Брэд Ковачик Беван Миллз |
| Сет Джарвис (бол.) — 19:48 (С. Ахо, Б. Бёрнс) Стефан Нейсен (бол.) — 43:47 (С. Джарвис, М. Нечас) | 1 : 0 1 : 1 : 2 : 2 2 : 3 | 35:28 — Александр Барков (Э. Дюклер, К. Верхеги) 37:43 — Картер Верхеги (Э. Дюклер, А. Барков) 139:47 — Мэттью Ткачук (С. Беннетт) |                   | Судьи: Стив Козари Крис Ли Линейные судьи: Брэд Ковачик Беван Миллз |
|                                                                                                   |                           | |                   | Судьи: Стив Козари Крис Ли Линейные судьи: Брэд Ковачик Беван Миллз |
|                                                                                                   |                           | |                   | Судьи: Стив Козари Крис Ли Линейные судьи: Брэд Ковачик Беван Миллз |
|                                                                                                   |                           | |                   | Судьи: Стив Козари Крис Ли Линейные судьи: Брэд Ковачик Беван Миллз |
| 6 мин                                                                                             | Штраф                     | 12 мин |                   | Судьи: Стив Козари Крис Ли Линейные судьи: Брэд Ковачик Беван Миллз |
|                                                                                                   |                           | |                   |                                                                     |
|                                                                                                   | 65                        | Броски | 60                |                                                                     |

| 20 мая 20:00 | Каролина Харрикейнз | 1 : 2 (ОТ) (1:0, 0:1, 0:0, 0:1) | Флорида Пантерз | Пи-эн-си-арена Зрителей: 18 854 |

| Отчёт                                       | Отчёт           | Отчёт                                                                                        | Отчёт             | Отчёт                                                                  |
| ------------------------------------------- | --------------- | -------------------------------------------------------------------------------------------- | ----------------- | ---------------------------------------------------------------------- |
|                                             |                 |                                                                                              |                   |                                                                        |
|                                             | Антти Раанта    | Вратари                                                                                      | Сергей Бобровский | Судьи: Жан Эбер Крис Руни Линейные судьи: Давид Брисбуа Мэтт Макферсон |
|                                             | Голы:           |                                                                                              |                   | Судьи: Жан Эбер Крис Руни Линейные судьи: Давид Брисбуа Мэтт Макферсон |
| Джейлен Чатфилд — 01:43 (С. Ахо, С. Нейсен) | 1 : 0 1 : 1 : 2 | 27:43 — Александр Барков (Дж. Махура) 61:51 — Мэттью Ткачук (бол.) (С. Райнхарт, С. Беннетт) |                   | Судьи: Жан Эбер Крис Руни Линейные судьи: Давид Брисбуа Мэтт Макферсон |
|                                             |                 |                                                                                              |                   | Судьи: Жан Эбер Крис Руни Линейные судьи: Давид Брисбуа Мэтт Макферсон |
|                                             |                 |                                                                                              |                   | Судьи: Жан Эбер Крис Руни Линейные судьи: Давид Брисбуа Мэтт Макферсон |
|                                             |                 |                                                                                              |                   | Судьи: Жан Эбер Крис Руни Линейные судьи: Давид Брисбуа Мэтт Макферсон |
| 8 мин                                       | Штраф           | 8 мин                                                                                        |                   | Судьи: Жан Эбер Крис Руни Линейные судьи: Давид Брисбуа Мэтт Макферсон |
|                                             |                 |                                                                                              |                   |                                                                        |
|                                             | 38              | Броски                                                                                       | 26                |                                                                        |

| 22 мая 20:00 | Флорида Пантерз | 1 : 0 (0:0, 1:0, 0:0) | Каролина Харрикейнз | FLA Live-арена Зрителей: 19 873 |

| Отчёт                                               | Отчёт             | Отчёт   | Отчёт             | Отчёт                                                                         |
| --------------------------------------------------- | ----------------- | ------- | ----------------- | ----------------------------------------------------------------------------- |
|                                                     |                   |         |                   |                                                                               |
|                                                     | Сергей Бобровский | Вратари | Фредерик Андерсен | Судьи: Келли Сазерленд Тревор Хэнсон Линейные судьи: Стив Бартон Кил Марчисон |
|                                                     | Голы:             |         |                   | Судьи: Келли Сазерленд Тревор Хэнсон Линейные судьи: Стив Бартон Кил Марчисон |
| Сэм Райнхарт (бол.) — 30:05 (М. Ткачук, С. Беннетт) | 1 : 0             |         |                   | Судьи: Келли Сазерленд Тревор Хэнсон Линейные судьи: Стив Бартон Кил Марчисон |
|                                                     |                   |         |                   | Судьи: Келли Сазерленд Тревор Хэнсон Линейные судьи: Стив Бартон Кил Марчисон |
|                                                     |                   |         |                   | Судьи: Келли Сазерленд Тревор Хэнсон Линейные судьи: Стив Бартон Кил Марчисон |
|                                                     |                   |         |                   | Судьи: Келли Сазерленд Тревор Хэнсон Линейные судьи: Стив Бартон Кил Марчисон |
| 4 мин                                               | Штраф             | 10 мин  |                   | Судьи: Келли Сазерленд Тревор Хэнсон Линейные судьи: Стив Бартон Кил Марчисон |
|                                                     |                   |         |                   |                                                                               |
|                                                     | 17                | Броски  | 32                |                                                                               |

| 24 мая 20:00 | Флорида Пантерз | 4 : 3 (2:1, 1:1, 1:1) | Каролина Харрикейнз | FLA Live-арена Зрителей: 20 065 |

| Отчёт | Отчёт                                     | Отчёт | Отчёт             | Отчёт                                                                   |
| --- | ----------------------------------------- | --- | ----------------- | ----------------------------------------------------------------------- |
| |                                           | |                   |                                                                         |
| | Сергей Бобровский                         | Вратари | Фредерик Андерсен | Судьи: Уэс Макколи Дэн О’Рурк Линейные судьи: Джонни Мюррей Скотт Черри |
| | Голы:                                     | |                   | Судьи: Уэс Макколи Дэн О’Рурк Линейные судьи: Джонни Мюррей Скотт Черри |
| Энтони Дюклер — 00:41 (А. Барков, К. Верхеги) Мэттью Ткачук (бол.) — 10:23 (А. Экблад, Г. Форслинг) Райан Ломберг — 29:49 (К. Уайт, Э. Стаал) Мэттью Ткачук (бол.) — 59:55 (А. Барков, С. Райнхарт) | 1 : 0 2 : 0 2 : 1 2 : 2 3 : 2 3 : 3 4 : 3 | 13:03 — Пол Штястны (Б. Шей, Дж. Мартинук) 22:51 — Теуво Терявяйнен (Б. Шей, Й. Котканиеми) 56:38 — Йеспер Фаст (Дж. Мартинук, Дж. Чатфилд) |                   | Судьи: Уэс Макколи Дэн О’Рурк Линейные судьи: Джонни Мюррей Скотт Черри |
| |                                           | |                   | Судьи: Уэс Макколи Дэн О’Рурк Линейные судьи: Джонни Мюррей Скотт Черри |
| |                                           | |                   | Судьи: Уэс Макколи Дэн О’Рурк Линейные судьи: Джонни Мюррей Скотт Черри |
| |                                           | |                   | Судьи: Уэс Макколи Дэн О’Рурк Линейные судьи: Джонни Мюррей Скотт Черри |
| 10 мин | Штраф                                     | 10 мин |                   | Судьи: Уэс Макколи Дэн О’Рурк Линейные судьи: Джонни Мюррей Скотт Черри |
| |                                           | |                   |                                                                         |
| | 24                                        | Броски | 39                |                                                                         |

### Финал Западной конференции

#### «Вегас Голден Найтс» (Т1) — «Даллас Старз» (Ц2)
Вторая встреча этих двух команд в плей-офф. Первая состоялась в финале Западной конференции 2020 и завершилась победой «Далласа» в пяти матчах. В сезоне 2022/23 «Старз» выиграли у «Голден Найтс» все три матча. Для «Вегаса» это 4-й финал конференции/полуфинал Кубка Стэнли, а для «Далласа» 10-й (включая «Миннесоту Норт Старз») с момента перехода лиги на формат плей-офф с участием 16 и более команд.
«Вегас» обыграл «Даллас» в шести матчах и во второй раз в своей истории стал обладателем приза Кларенса Кэмпбелла. В 3-м матче серии «Голден Найтс» выиграли со счётом 4:0, благодаря чему голкипер «рыцарей» Эдин Хилл одержал свою первую «сухую» победу в плей-офф. Также в первом периоде этого матча капитан «Старз» Джейми Бенн получил матч-штраф за удар клюшкой в область головы и шеи капитана «Вегаса» Марка Стоуна, после чего лига дисквалифицировала игрока на 2 матча. В 4-м матче нападающий «звёзд» Джо Павелски забросил свою 73-ю шайбу в матчах плей-офф, благодаря чему вышел на 1-е место по этому показателю среди действующих игроков, обойдя Александра Овечкина.
| 19 мая 20:30 | Вегас Голден Найтс | 4 : 3 (ОТ) (0:1, 1:0, 2:2, 1:0) | Даллас Старз | Ти-Мобайл Арена Зрителей: 18 271 |

| Отчёт | Отчёт                                   | Отчёт | Отчёт           | Отчёт                                                                         |
| --- | --------------------------------------- | --- | --------------- | ----------------------------------------------------------------------------- |
| |                                         | |                 |                                                                               |
| | Эдин Хилл                               | Вратари | Джейк Оттинджер | Судьи: Келли Сазерленд Тревор Хэнсон Линейные судьи: Кил Марчисон Стив Бартон |
| | Голы:                                   | |                 | Судьи: Келли Сазерленд Тревор Хэнсон Линейные судьи: Кил Марчисон Стив Бартон |
| Вильям Карлссон — 29:17 (З. Уайтклайд, Н. Руа) Вильям Карлссон — 41:19 (А. Мартинес, А. Пьетранжело) Теодорс Блугерс — 49:20 (К. Колесар, З. Уайтклауд) Бретт Хауден — 61:35 (М. Стоун, Ч. Стивенсон) | 0 : 1 : 1 2 : 1 2 : 2 3 : 2 3 : 3 4 : 3 | 18:44 — Джейсон Робертсон (Р. Хинц) 44:01 — Роопе Хинц (Дж. Павелски, Дж. Робертсон) 58:01 — Джейми Бенн (Дж. Павелски, Р. Хинц) |                 | Судьи: Келли Сазерленд Тревор Хэнсон Линейные судьи: Кил Марчисон Стив Бартон |
| |                                         | |                 | Судьи: Келли Сазерленд Тревор Хэнсон Линейные судьи: Кил Марчисон Стив Бартон |
| |                                         | |                 | Судьи: Келли Сазерленд Тревор Хэнсон Линейные судьи: Кил Марчисон Стив Бартон |
| |                                         | |                 | Судьи: Келли Сазерленд Тревор Хэнсон Линейные судьи: Кил Марчисон Стив Бартон |
| 4 мин | Штраф                                   | 2 мин |                 | Судьи: Келли Сазерленд Тревор Хэнсон Линейные судьи: Кил Марчисон Стив Бартон |
| |                                         | |                 |                                                                               |
| | 37                                      | Броски | 36              |                                                                               |

| 21 мая 15:00 | Вегас Голден Найтс | 3 : 2 (ОТ) (1:1, 0:1, 1:0, 1:0) | Даллас Старз | Ти-Мобайл Арена Зрителей: 18 358 |

| Отчёт | Отчёт                     | Отчёт | Отчёт           | Отчёт                                                                   |
| --- | ------------------------- | --- | --------------- | ----------------------------------------------------------------------- |
| |                           | |                 |                                                                         |
| | Эдин Хилл                 | Вратари                                                                                                  | Джейк Оттинджер | Судьи: Дэн О’Рурк Уэс Макколи Линейные судьи: Джонни Мюррей Скотт Черри |
| | Голы:                     | |                 | Судьи: Дэн О’Рурк Уэс Макколи Линейные судьи: Джонни Мюррей Скотт Черри |
| Марк Стоун (бол.) — 10:08 (Ч. Стивенсон, Ж. Маршессо) Жонатан Маршессо — 57:38 (Дж. Айкел, И. Барбашёв) Чендлер Стивенсон — 61:12 (Ш. Теодор, М. Стоун) | 0 : 1 : 1 1 : 2 : 2 3 : 2 | 02:47 — Миро Хейсканен (Р. Гленденинг, Р. Сутер) 29:21 — Джейсон Робертсон (бол.) (Е. Дадонов, Р. Сутер) |                 | Судьи: Дэн О’Рурк Уэс Макколи Линейные судьи: Джонни Мюррей Скотт Черри |
| |                           | |                 | Судьи: Дэн О’Рурк Уэс Макколи Линейные судьи: Джонни Мюррей Скотт Черри |
| |                           | |                 | Судьи: Дэн О’Рурк Уэс Макколи Линейные судьи: Джонни Мюррей Скотт Черри |
| |                           | |                 | Судьи: Дэн О’Рурк Уэс Макколи Линейные судьи: Джонни Мюррей Скотт Черри |
| 6 мин | Штраф                     | 4 мин |                 | Судьи: Дэн О’Рурк Уэс Макколи Линейные судьи: Джонни Мюррей Скотт Черри |
| |                           | |                 |                                                                         |
| | 24                        | Броски                                                                                                   | 28              |                                                                         |

| 23 мая 20:00 | Даллас Старз | 0 : 4 (0:3, 0:1, 0:0) | Вегас Голден Найтс | Американ Эйрлайнс-центр Зрителей: 18 532 |

| Отчёт  | Отчёт                                                     | Отчёт | Отчёт     | Отчёт                                                               |
| ------ | --------------------------------------------------------- | --- | --------- | ------------------------------------------------------------------- |
|        |                                                           | |           |                                                                     |
|        | Джейк Оттинджер — 00:00-07:10 Скотт Уэджвуд — 07:10-60:00 | Вратари | Эдин Хилл | Судьи: Стив Козари Крис Ли Линейные судьи: Беван Миллз Брэд Ковачик |
|        | Голы:                                                     | |           | Судьи: Стив Козари Крис Ли Линейные судьи: Беван Миллз Брэд Ковачик |
|        | 0 : 1 0 : 2 0 : 3 0 : 4                                   | 01:11 — Жонатан Маршессо (Дж. Айкел, И. Барбашёв) 05:57 — Иван Барбашёв (бол.) (Н. Руа) 07:10 — Уильям Каррье (Т. Блугерс, К. Колесар) 28:28 — Алекс Пьетранжело (И. Барбашёв, Н. Руа) |           | Судьи: Стив Козари Крис Ли Линейные судьи: Беван Миллз Брэд Ковачик |
|        |                                                           | |           | Судьи: Стив Козари Крис Ли Линейные судьи: Беван Миллз Брэд Ковачик |
|        |                                                           | |           | Судьи: Стив Козари Крис Ли Линейные судьи: Беван Миллз Брэд Ковачик |
|        |                                                           | |           | Судьи: Стив Козари Крис Ли Линейные судьи: Беван Миллз Брэд Ковачик |
| 35 мин | Штраф                                                     | 6 мин |           | Судьи: Стив Козари Крис Ли Линейные судьи: Беван Миллз Брэд Ковачик |
|        |                                                           | |           |                                                                     |
|        | 34                                                        | Броски | 16        |                                                                     |

| 25 мая 20:00 | Даллас Старз | 3 : 2 (ОТ) (1:1, 1:1, 0:0, 1:0) | Вегас Голден Найтс | Американ Эйрлайнс-центр Зрителей: 18 532 |

| Отчёт | Отчёт                     | Отчёт                                                                                      | Отчёт     | Отчёт                                                                  |
| --- | ------------------------- | ------------------------------------------------------------------------------------------ | --------- | ---------------------------------------------------------------------- |
| |                           |                                                                                            |           |                                                                        |
| | Джейк Оттинджер           | Вратари                                                                                    | Эдин Хилл | Судьи: Жан Эбер Крис Руни Линейные судьи: Мэтт Макферсон Давид Брисбуа |
| | Голы:                     |                                                                                            |           | Судьи: Жан Эбер Крис Руни Линейные судьи: Мэтт Макферсон Давид Брисбуа |
| Джейсон Робертсон (бол.) — 15:42 (М. Хейсканен, Р. Хинц) Джейсон Робертсон — 37:21 (Э. Линделль, М. Доми) Джо Павелски (бол.) — 63:18 (М. Хейсканен, Р. Хинц) | 0 : 1 : 1 1 : 2 : 2 3 : 2 | 04:17 — Вильям Карлссон (Р. Смит, Н. Руа) 30:23 — Жонатан Маршессо (Б. Макнэбб, Дж. Айкел) |           | Судьи: Жан Эбер Крис Руни Линейные судьи: Мэтт Макферсон Давид Брисбуа |
| |                           |                                                                                            |           | Судьи: Жан Эбер Крис Руни Линейные судьи: Мэтт Макферсон Давид Брисбуа |
| |                           |                                                                                            |           | Судьи: Жан Эбер Крис Руни Линейные судьи: Мэтт Макферсон Давид Брисбуа |
| |                           |                                                                                            |           | Судьи: Жан Эбер Крис Руни Линейные судьи: Мэтт Макферсон Давид Брисбуа |
| 2 мин | Штраф                     | 4 мин                                                                                      |           | Судьи: Жан Эбер Крис Руни Линейные судьи: Мэтт Макферсон Давид Брисбуа |
| |                           |                                                                                            |           |                                                                        |
| | 42                        | Броски                                                                                     | 39        |                                                                        |

| 27 мая 20:00 | Вегас Голден Найтс | 2 : 4 (1:1, 1:1, 0:2) | Даллас Старз | Ти-Мобайл Арена Зрителей: 18 546 |

| Отчёт                                                                                             | Отчёт                             | Отчёт | Отчёт           | Отчёт                                                                  |
| ------------------------------------------------------------------------------------------------- | --------------------------------- | --- | --------------- | ---------------------------------------------------------------------- |
|                                                                                                   |                                   | |                 |                                                                        |
|                                                                                                   | Эдин Хилл                         | Вратари | Джейк Оттинджер | Судьи: Дэн О’Рурк Уэс Макколи Линейные судьи: Беван Миллз Брэд Ковачик |
|                                                                                                   | Голы:                             | |                 | Судьи: Дэн О’Рурк Уэс Макколи Линейные судьи: Беван Миллз Брэд Ковачик |
| Иван Барбашёв — 13:36 (Дж. Айкел, Ж. Маршессо) Чендлер Стивенсон — 23:20 (Ш. Теодор, Ж. Маршессо) | 1 : 0 1 : 1 2 : 1 2 : 2 : 3 2 : 4 | 15:24 — Люк Гленденинг (Т. Харли) 25:29 — Джейсон Робертсон (Р. Сутер, Дж. Павелски) 50:35 — Тай Делландреа (Й. Кивиранта, Т. Харви) 52:02 — Тай Делландреа (М. Доми) |                 | Судьи: Дэн О’Рурк Уэс Макколи Линейные судьи: Беван Миллз Брэд Ковачик |
|                                                                                                   |                                   | |                 | Судьи: Дэн О’Рурк Уэс Макколи Линейные судьи: Беван Миллз Брэд Ковачик |
|                                                                                                   |                                   | |                 | Судьи: Дэн О’Рурк Уэс Макколи Линейные судьи: Беван Миллз Брэд Ковачик |
|                                                                                                   |                                   | |                 | Судьи: Дэн О’Рурк Уэс Макколи Линейные судьи: Беван Миллз Брэд Ковачик |
| 0 мин                                                                                             | Штраф                             | 2 мин |                 | Судьи: Дэн О’Рурк Уэс Макколи Линейные судьи: Беван Миллз Брэд Ковачик |
|                                                                                                   |                                   | |                 |                                                                        |
|                                                                                                   | 29                                | Броски | 34              |                                                                        |

| 29 мая 20:00 | Даллас Старз | 0 : 6 (0:3, 0:1, 0:2) | Вегас Голден Найтс | Американ Эйрлайнс-центр Зрителей: 18 532 |

| Отчёт | Отчёт                               | Отчёт | Отчёт     | Отчёт                                                                         |
| ----- | ----------------------------------- | --- | --------- | ----------------------------------------------------------------------------- |
|       |                                     | |           |                                                                               |
|       | Джейк Оттинджер                     | Вратари | Эдин Хилл | Судьи: Тревор Хэнсон Келли Сазерленд Линейные судьи: Стив Бартон Кил Марчисон |
|       | Голы:                               | |           | Судьи: Тревор Хэнсон Келли Сазерленд Линейные судьи: Стив Бартон Кил Марчисон |
|       | 0 : 1 0 : 2 0 : 3 0 : 4 0 : 5 0 : 6 | 03:41 — Уильям Каррье (К. Колесар) 10:25 — Вильям Карлссон (бол.) (Н. Руа, Р. Смит) 14:00 — Киган Колесар (У. Каррье, А. Мартинес) 30:25 — Жонатан Маршессо (И. Барбашёв, Н. Хег) 42:06 — Вильям Карлссон (М. Амадио) 52:25 — Майкл Амадио (В. Карлссон, Р. Смит) |           | Судьи: Тревор Хэнсон Келли Сазерленд Линейные судьи: Стив Бартон Кил Марчисон |
|       |                                     | |           | Судьи: Тревор Хэнсон Келли Сазерленд Линейные судьи: Стив Бартон Кил Марчисон |
|       |                                     | |           | Судьи: Тревор Хэнсон Келли Сазерленд Линейные судьи: Стив Бартон Кил Марчисон |
|       |                                     | |           | Судьи: Тревор Хэнсон Келли Сазерленд Линейные судьи: Стив Бартон Кил Марчисон |
| 6 мин | Штраф                               | 4 мин |           | Судьи: Тревор Хэнсон Келли Сазерленд Линейные судьи: Стив Бартон Кил Марчисон |
|       |                                     | |           |                                                                               |
|       | 23                                  | Броски | 29        |                                                                               |

## Финал Кубка Стэнли
Начало матчей указано по Североамериканскому восточному времени (UTC-4).

### «Вегас Голден Найтс» (Т1) — «Флорида Пантерз» (УК)
Первая встреча «Вегаса» и «Флориды» в плей-офф. Для обеих команд этот финал является вторым в истории. Свой первый финал «Голден Найтс» проиграли в 2018 году «Вашингтон Кэпиталз» в пяти матчах. «Пантерз» же в 1996 году уступили «Колорадо Эвеланш» со счётом 4-0. В регулярном чемпионате 2022/23 клубы провели между собой два матча, в которых каждая из команд одержала по одной победе.
«Вегас» выиграл серию со счётом 4-1 и завоевал первый в своей истории Кубок Стэнли. В 5-м матче капитан «рыцарей» Марк Стоун забросил три шайбы и стал первым с 1922 года игроком в истории НХЛ, который смог оформить хет-трик в заключительном матче финальной серии. Обладателем «Конн Смайт Трофи» стал нападающий «Голден Найтс» Жонатан Маршессо.
| 3 июня 20:00 | Вегас Голден Найтс | 5 : 2 (1:1, 1:1, 3:0) | Флорида Пантерз | Ти-Мобайл Арена Зрителей: 18 432 |

| Отчёт | Отчёт                                   | Отчёт                                                         | Отчёт             | Отчёт                                                                   |
| --- | --------------------------------------- | ------------------------------------------------------------- | ----------------- | ----------------------------------------------------------------------- |
| |                                         |                                                               |                   |                                                                         |
| | Эдин Хилл                               | Вратари                                                       | Сергей Бобровский | Судьи: Уэс Макколи Дэн О’Рурк Линейные судьи: Джонни Мюррей Скотт Черри |
| | Голы:                                   |                                                               |                   | Судьи: Уэс Макколи Дэн О’Рурк Линейные судьи: Джонни Мюррей Скотт Черри |
| Жонатан Маршессо (бол.) — 17:18 (Ч. Стивенсон, Ш. Теодор) Ши Теодор — 30:54 (Б. Макнэбб, Б. Хауден) Зак Уайтклауд — 46:59 (И. Барбашёв, Дж. Айкел) Марк Стоун — 53:41 Райлли Смит (бол.) (п.в.) — 58:15 (Дж. Айкел) | 0 : 1 : 1 2 : 1 2 : 2 3 : 2 4 : 2 5 : 2 | 09:40 — Эрик Стаал (мен.) (А. Лунделль) 39:49 — Энтони Дюклер |                   | Судьи: Уэс Макколи Дэн О’Рурк Линейные судьи: Джонни Мюррей Скотт Черри |
| |                                         |                                                               |                   | Судьи: Уэс Макколи Дэн О’Рурк Линейные судьи: Джонни Мюррей Скотт Черри |
| |                                         |                                                               |                   | Судьи: Уэс Макколи Дэн О’Рурк Линейные судьи: Джонни Мюррей Скотт Черри |
| |                                         |                                                               |                   | Судьи: Уэс Макколи Дэн О’Рурк Линейные судьи: Джонни Мюррей Скотт Черри |
| 18 мин | Штраф                                   | 46 мин                                                        |                   | Судьи: Уэс Макколи Дэн О’Рурк Линейные судьи: Джонни Мюррей Скотт Черри |
| |                                         |                                                               |                   |                                                                         |
| | 34                                      | Броски                                                        | 35                |                                                                         |

| 5 июня 20:00 | Вегас Голден Найтс | 7 : 2 (2:0, 2:0, 3:2) | Флорида Пантерз | Ти-Мобайл Арена Зрителей: 18 561 |

| Отчёт | Отчёт                                                 | Отчёт                                                                             | Отчёт                                                     | Отчёт                                                                  |
| --- | ----------------------------------------------------- | --------------------------------------------------------------------------------- | --------------------------------------------------------- | ---------------------------------------------------------------------- |
| |                                                       |                                                                                   |                                                           |                                                                        |
| | Эдин Хилл                                             | Вратари                                                                           | 00:00-27:10 — Сергей Бобровский 27:10-60:00 — Алекс Лайон | Судьи: Стив Козари Крис Руни Линейные судьи: Кил Марчисон Брэд Ковачик |
| | Голы:                                                 |                                                                                   |                                                           | Судьи: Стив Козари Крис Руни Линейные судьи: Кил Марчисон Брэд Ковачик |
| Жонатан Маршессо (бол.) — 07:05 (Ч. Стивенсон, Дж. Айкел) Алек Мартинес — 17:59 (И. Барбашёв, Ж. Маршессо) Николя Руа — 22:59 (У. Каррье, З. Уайтклауд) Бретт Хауден — 27:10 (М. Стоун, Ч. Стивенсон) Жонатан Маршессо — 42:10 (Дж. Айкел) Майкл Амадио — 50:33 (В. Карлссон) Бретт Хауден (бол.) — 57:52 (М. Амадио, У. Каррье) | 1 : 0 2 : 0 3 : 0 4 : 0 4 : 1 5 : 1 6 : 1 6 : 2 7 : 2 | 40:14 — Антон Лунделль (Э. Дюклер) 52:44 — Мэттью Ткачук (С. Беннетт, Дж. Махура) |                                                           | Судьи: Стив Козари Крис Руни Линейные судьи: Кил Марчисон Брэд Ковачик |
| |                                                       |                                                                                   |                                                           | Судьи: Стив Козари Крис Руни Линейные судьи: Кил Марчисон Брэд Ковачик |
| |                                                       |                                                                                   |                                                           | Судьи: Стив Козари Крис Руни Линейные судьи: Кил Марчисон Брэд Ковачик |
| |                                                       |                                                                                   |                                                           | Судьи: Стив Козари Крис Руни Линейные судьи: Кил Марчисон Брэд Ковачик |
| 64 мин | Штраф                                                 | 84 мин                                                                            |                                                           | Судьи: Стив Козари Крис Руни Линейные судьи: Кил Марчисон Брэд Ковачик |
| |                                                       |                                                                                   |                                                           |                                                                        |
| | 28                                                    | Броски                                                                            | 31                                                        |                                                                        |

| 8 июня 20:00 | Флорида Пантерз | 3 : 2 (ОТ) (1:1, 0:1, 1:0, 1:0) | Вегас Голден Найтс | FLA Live-арена Зрителей: 19 735 |

| Отчёт | Отчёт                     | Отчёт | Отчёт     | Отчёт                                                                       |
| --- | ------------------------- | --- | --------- | --------------------------------------------------------------------------- |
| |                           | |           |                                                                             |
| | Сергей Бобровский         | Вратари                                                                                                  | Эдин Хилл | Судьи: Дэн О’Рурк Келли Сазерленд Линейные судьи: Джонни Мюррей Стив Бартон |
| | Голы:                     | |           | Судьи: Дэн О’Рурк Келли Сазерленд Линейные судьи: Джонни Мюррей Стив Бартон |
| Брэндон Монтур — 04:08 (М. Ткачук, Э. Стаал) Мэттью Ткачук — 57:47 (К. Верхеги, А. Экблад) Картер Верхеги — 64:27 (С. Беннетт, Г. Форслинг) | 1 : 0 1 : 1 : 2 : 2 3 : 2 | 16:03 — Марк Стоун (бол.) (Ж. Маршессо, Ш. Теодор) 34:59 — Жонатан Маршессо (бол.) (Дж. Айкел, М. Стоун) |           | Судьи: Дэн О’Рурк Келли Сазерленд Линейные судьи: Джонни Мюррей Стив Бартон |
| |                           | |           | Судьи: Дэн О’Рурк Келли Сазерленд Линейные судьи: Джонни Мюррей Стив Бартон |
| |                           | |           | Судьи: Дэн О’Рурк Келли Сазерленд Линейные судьи: Джонни Мюррей Стив Бартон |
| |                           | |           | Судьи: Дэн О’Рурк Келли Сазерленд Линейные судьи: Джонни Мюррей Стив Бартон |
| 16 мин | Штраф                     | 14 мин                                                                                                   |           | Судьи: Дэн О’Рурк Келли Сазерленд Линейные судьи: Джонни Мюррей Стив Бартон |
| |                           | |           |                                                                             |
| | 23                        | Броски                                                                                                   | 27        |                                                                             |

| 10 июня 20:00 | Флорида Пантерз | 2 : 3 (0:1, 1:2, 1:0) | Вегас Голден Найтс | FLA Live-арена Зрителей: 19 986 |

| Отчёт                                                                                | Отчёт                         | Отчёт | Отчёт     | Отчёт                                                                   |
| ------------------------------------------------------------------------------------ | ----------------------------- | --- | --------- | ----------------------------------------------------------------------- |
|                                                                                      |                               | |           |                                                                         |
|                                                                                      | Сергей Бобровский             | Вратари | Эдин Хилл | Судьи: Уэс Макколи Стив Козари Линейные судьи: Скотт Черри Брэд Ковачик |
|                                                                                      | Голы:                         | |           | Судьи: Уэс Макколи Стив Козари Линейные судьи: Скотт Черри Брэд Ковачик |
| Брэндон Монтур — 36:09 (А. Барков) Александр Барков — 43:50 (Б. Монтур, А. Лунделль) | 0 : 1 0 : 2 0 : 3 1 : 3 2 : 3 | 01:39 — Чендлер Стивенсон (З. Уайтклауд, М. Стоун) 27:28 — Чендлер Стивенсон (М. Стоун, Н. Хег) 31:04 — Вильям Карлссон (Н. Хег, Ж. Маршессо) |           | Судьи: Уэс Макколи Стив Козари Линейные судьи: Скотт Черри Брэд Ковачик |
|                                                                                      |                               | |           | Судьи: Уэс Макколи Стив Козари Линейные судьи: Скотт Черри Брэд Ковачик |
|                                                                                      |                               | |           | Судьи: Уэс Макколи Стив Козари Линейные судьи: Скотт Черри Брэд Ковачик |
|                                                                                      |                               | |           | Судьи: Уэс Макколи Стив Козари Линейные судьи: Скотт Черри Брэд Ковачик |
| 28 мин                                                                               | Штраф                         | 4 мин |           | Судьи: Уэс Макколи Стив Козари Линейные судьи: Скотт Черри Брэд Ковачик |
|                                                                                      |                               | |           |                                                                         |
|                                                                                      | 31                            | Броски | 31        |                                                                         |

| 13 июня 20:00 | Вегас Голден Найтс | 9 : 3 (2:0, 4:1, 3:2) | Флорида Пантерз | Ти-Мобайл Арена Зрителей: 19 058 |

| Отчёт | Отчёт                                                                   | Отчёт | Отчёт             | Отчёт                                                                     |
| --- | ----------------------------------------------------------------------- | --- | ----------------- | ------------------------------------------------------------------------- |
| |                                                                         | |                   |                                                                           |
| | Эдин Хилл                                                               | Вратари | Сергей Бобровский | Судьи: Келли Сазерленд Крис Руни Линейные судьи: Кил Марчисон Стив Бартон |
| | Голы:                                                                   | |                   | Судьи: Келли Сазерленд Крис Руни Линейные судьи: Кил Марчисон Стив Бартон |
| Марк Стоун (мен.) — 11:52 Николас Хег — 13:41 (Дж. Айкел, Ж. Маршессо) Алек Мартинес — 30:28 (Дж. Айкел, А. Пьетранжело) Райлли Смит — 32:13 (В. Карлссон, Ш. Теодор) Марк Стоун — 37:15 (Б. Хауден, Ч. Стивенсон) Майкл Амадио — 39:58 (Р. Смит) Иван Барбашёв — 48:22 (Дж. Айкел, Ш. Теодор) Марк Стоун (п.в.) — 54:06 Николя Руа — 58:58 (Ш. Теодор, Б. Макнэбб) | 1 : 0 2 : 0 2 : 1 3 : 1 4 : 1 5 : 1 6 : 1 7 : 1 7 : 2 7 : 3 8 : 3 9 : 3 | 22:15 — Аарон Экблад (Н. Казинс) 48:47 — Сэм Райнхарт (С. Беннетт, Б. Монтур) 51:39 — Сэм Беннетт (Г. Форслинг, С. Райнхарт) |                   | Судьи: Келли Сазерленд Крис Руни Линейные судьи: Кил Марчисон Стив Бартон |
| |                                                                         | |                   | Судьи: Келли Сазерленд Крис Руни Линейные судьи: Кил Марчисон Стив Бартон |
| |                                                                         | |                   | Судьи: Келли Сазерленд Крис Руни Линейные судьи: Кил Марчисон Стив Бартон |
| |                                                                         | |                   | Судьи: Келли Сазерленд Крис Руни Линейные судьи: Кил Марчисон Стив Бартон |
| 2 мин | Штраф                                                                   | 2 мин |                   | Судьи: Келли Сазерленд Крис Руни Линейные судьи: Кил Марчисон Стив Бартон |
| |                                                                         | |                   |                                                                           |
| | 32                                                                      | Броски | 35                |                                                                           |

## Статистика игроков

### Полевые игроки
| Игрок             | Команда            | И  | Г  | П  | Очки | +/- |
| ----------------- | ------------------ | -- | -- | -- | ---- | --- |
| Джек Айкел        | Вегас Голден Найтс | 22 | 6  | 20 | 26   | +14 |
| Жонатан Маршессо  | Вегас Голден Найтс | 22 | 13 | 12 | 25   | +14 |
| Мэттью Ткачук     | Флорида Пантерз    | 20 | 11 | 13 | 24   | +12 |
| Марк Стоун        | Вегас Голден Найтс | 22 | 11 | 13 | 24   | +5  |
| Роопе Хинц        | Даллас Старз       | 19 | 10 | 14 | 24   | +4  |
| Чендлер Стивенсон | Вегас Голден Найтс | 22 | 10 | 10 | 20   | +3  |
| Коннор Макдэвид   | Эдмонтон Ойлерз    | 12 | 8  | 12 | 20   | -1  |
| Леон Драйзайтль   | Эдмонтон Ойлерз    | 12 | 13 | 5  | 18   | -1  |
| Джейсон Робертсон | Даллас Старз       | 19 | 7  | 11 | 18   | 0   |
| Иван Барбашёв     | Вегас Голден Найтс | 22 | 7  | 11 | 18   | +14 |

### Вратари
Указаны вратари сыгравшие не менее 420 минут
| Игрок             | Команда             | И  | В  | КН   | %ОБ  | СМ |
| ----------------- | ------------------- | -- | -- | ---- | ---- | -- |
| Фредерик Андерсен | Каролина Харрикейнз | 9  | 5  | 1.83 | 92,7 | 0  |
| Игорь Шестёркин   | Нью-Йорк Рейнджерс  | 7  | 3  | 1.96 | 93,1 | 0  |
| Эдин Хилл         | Вегас Голден Найтс  | 16 | 11 | 2.17 | 93,2 | 2  |
| Акира Шмид        | Нью-Джерси Девилз   | 9  | 4  | 2.35 | 92,1 | 2  |
| Сергей Бобровский | Флорида Пантерз     | 19 | 12 | 2.78 | 91,5 | 1  |